# Jocs Olímpics d'Estiu de 2024
Els Jocs Olímpics d'estiu de 2024 (en francès: Jeux olympiques d'été de 2024), oficialment els Jocs de la XXXIII Olimpíada (en francès: Jeux de la XXXIIIe Olympiade) i comunament conegut com a París 2024, fou un esdeveniment internacional multiesportiu que va tenir lloc del 26 de juliol a l'11 d'agost de 2024 a França, amb París com a ciutat amfitriona principal i altres 16 ciutats escampades a la França metropolitana, a més d'una subseu a Tahití, una illa dins dels Territoris d'Ultramar Francesos i col·lectivitat de la Polinèsia Francesa.
La capital francesa va presentar oficialment la seva candidatura el 23 de juny de 2015 i, encara que inicialment es va planificar que la seu fos seleccionada durant la 131a Sessió del Comitè Olímpic Internacional (COI), prevista pel 13 de setembre de 2017 a la ciutat peruana de Lima, el 31 de juliol Los Angeles (Estats Units d'Amèrica), una de les dues ciutats candidates restants després de múltiples retirades, va arribar a un acord amb el COI per a celebrar els Jocs de 2028 i va deixar via lliure a París per organitzar els de 2024.
Fou la tercera vegada que la ciutat francesa organitzà uns Jocs Olímpics, després de les edicions de 1900 i 1924 i es convertí en la segona ciutat, després de Londres (Regne Unit), en organitzar 3 vegades l'esdeveniment. Aquests Jocs Olímpics commemoraren el centenari dels Jocs Olímpics de París de 1924 i foren els sisens organitzats a França en tota la història (3 olimpíades d'estiu i 3 d'hivern).
La principal novetat fou la inclusió com a disciplina olímpica del break dance, així com l'eliminació del karate (que va entrar per primera vegada als Jocs Olímpics de Tòquio), el beisbol i el softbol. També hi haurà diferents canvis de proves en les diverses disciplines. Les més notòries són l'eliminació dels 50 quilòmetres marxa masculí, que serà substituïda per una prova mixta de marxa o l'ampliació de 2 a 4 esdeveniments d'escalada. Tot això amb l'objectiu, segons el president del COI Thomas Bach, "d'arribar a una autèntica paritat entre homes i dones esportistes".

## Procés d'elecció

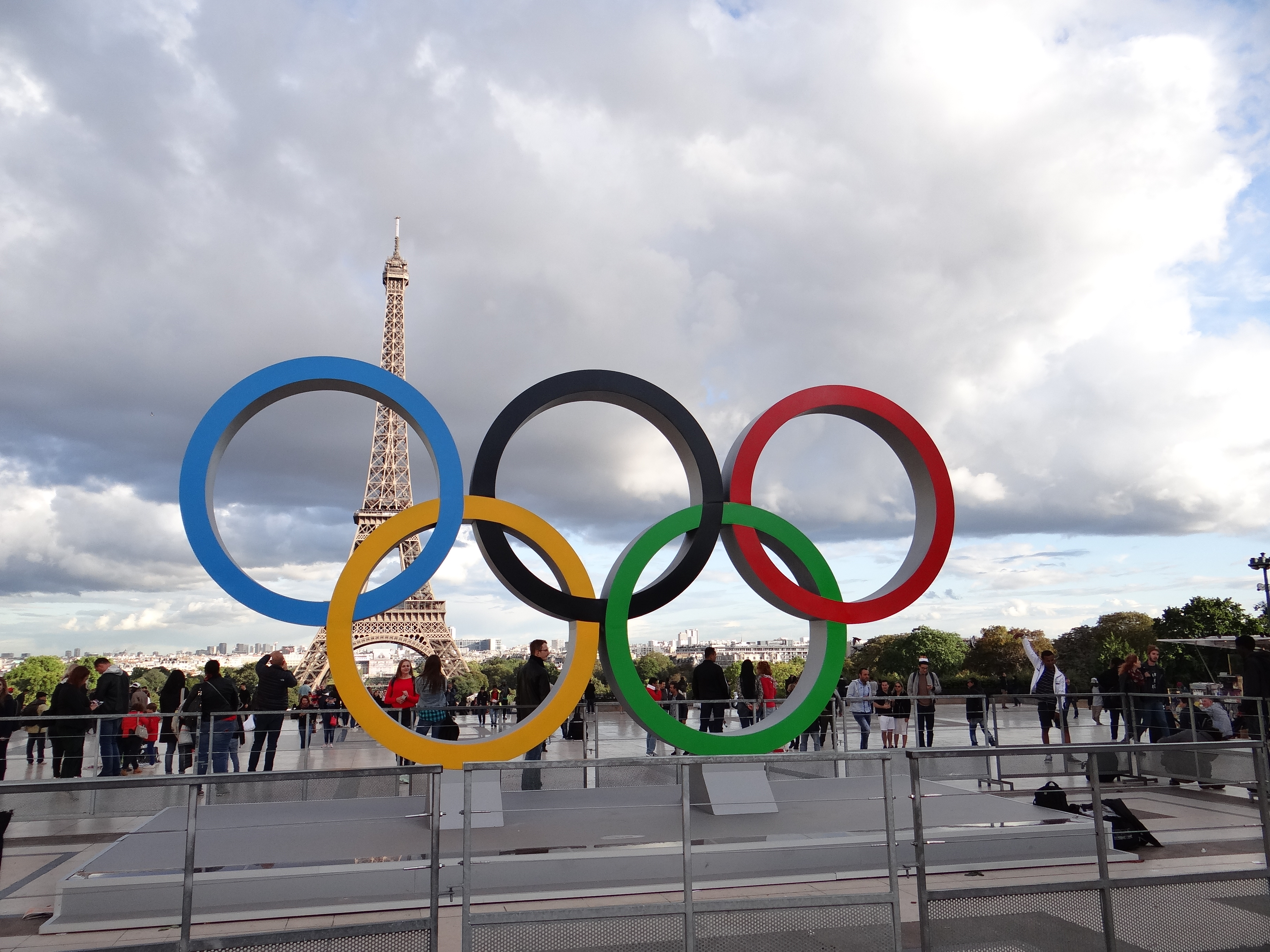
Els anells olímpics exposats a la plaça del Trocadéro l'any 2017 per celebrar l'atribució dels Jocs a París.

El procés d'elecció va ser anunciat el 16 de setembre de 2015. Va consistir en tres fases: visió, concepte dels Jocs i estratègia, governança, jurídic i finançament de les seus i lliurament dels Jovs, experiència i llegat de les seus. El mateix dia es van anunciar les cinc ciutats que van presentar oficialment la seva candidatura davant el Comitè Olímpic Internacional (COI) per a ser seu dels Jocs Olímpics de 2024: Budapest, Hamburg, Los Angeles, París i Roma.
El procés es va veure frenat per les retirades, la incertesa política i els costos dissuasius. El 29 de novembre de 2015, Hamburg va retirar la seva candidatura després de la celebració d'un referèndum on la població va decidir amb un 52% que no volia l'organització dels jocs a la seva ciutat. Un any més tard, el 21 de setembre de 2016 era la ciutat de Roma qui retirava la seva candidatura als Jocs Olímpics, ja que la seva nova alcadessa, Virginia Raggi del Moviment 5 Estrelles, va rebutjar la celebració a la ciutat amb dures crítiques a les conseqüències econòmiques i socials que un esdeveniment com aquest comportava. Finalment, el 22 de febrer de 2017, Budapest també retirava la seva candidatura a organitzar els jocs, després que es recollissin més de 250.000 signatures en contra de la celebració, adduint motius de desastre financer.
Després d'aquestes retirades, el Comitè Executiu del COI es va reunir el 9 de juny de 2017 a Lausana, Suïssa, per discutir els processos de licitació de 2024 i 2028. El Comitè Olímpic Internacional va proposar formalment elegir les ciutats amfitriones olímpiques de 2024 i 2028 al mateix temps que el 2017, una proposta que va aprovar una Sessió Extraordinària del COI l'11 de juliol de 2017 a Lausana. El COI va establir un procés pel qual els comitès d'ofertes de Los Angeles 2024 i París 2024 es van reunir amb el Comité per discutir quina ciutat acolliria els Jocs el 2024 i el 2028, i si era possible seleccionar les ciutats amfitriones per a ambdues al mateix temps.
Després de la decisió d'atorgar els dos Jocs simultàniament, París es va entendre com l'amfitrió preferit per al 2024. El 31 de juliol de 2017, el COI va anunciar Los Angeles com l'únic candidat per al 2028, permetent que París fos confirmat com a amfitrió per al 2024. Ambdues decisions van ser ratificades a la 131a Sessió del COI el 13 de setembre de 2017.

## Preparatius
La preparació dels Jocs Olímpics de París va començar una vegada nomenada com a ciutat d'acollida de l'esdeveniment, especialment en el que es refereix a seus. Si bé, gran part dels preparatius es van centrar en el darrer any, com la seguretat, la cerca de voluntariat o la venda d'entrades.

### Seus
La majoria dels esdeveniments olímpics se celebraran a la ciutat de París i la seva regió metropolitana, incloent-hi les ciutats veïnes de Saint-Denis, Le Bourget, Nanterre, Versalles i Vaires-sur-Marne. Els tornejos d'handbol se celebraran a Lilla, que es troba a 225 km de la ciutat amfitriona; la vela se celebraran a la ciutat mediterrània de Marsella, que es troba a 777 km de París; mentre que els esdeveniments de surf se celebraran al poble de Teahupo'o, al territori d'ultramar de la Polinèsia Francesa, que es troba a 15.716 km de la ciutat amfitriona. El futbol s'acollirà en sis ciutats, a part de París, que són Bordeus, Décines-Charpieu, Marsella, Nantes, Niça i Saint-Étienne, algunes de les quals acullen clubs de la Ligue 1.

#### Gran París

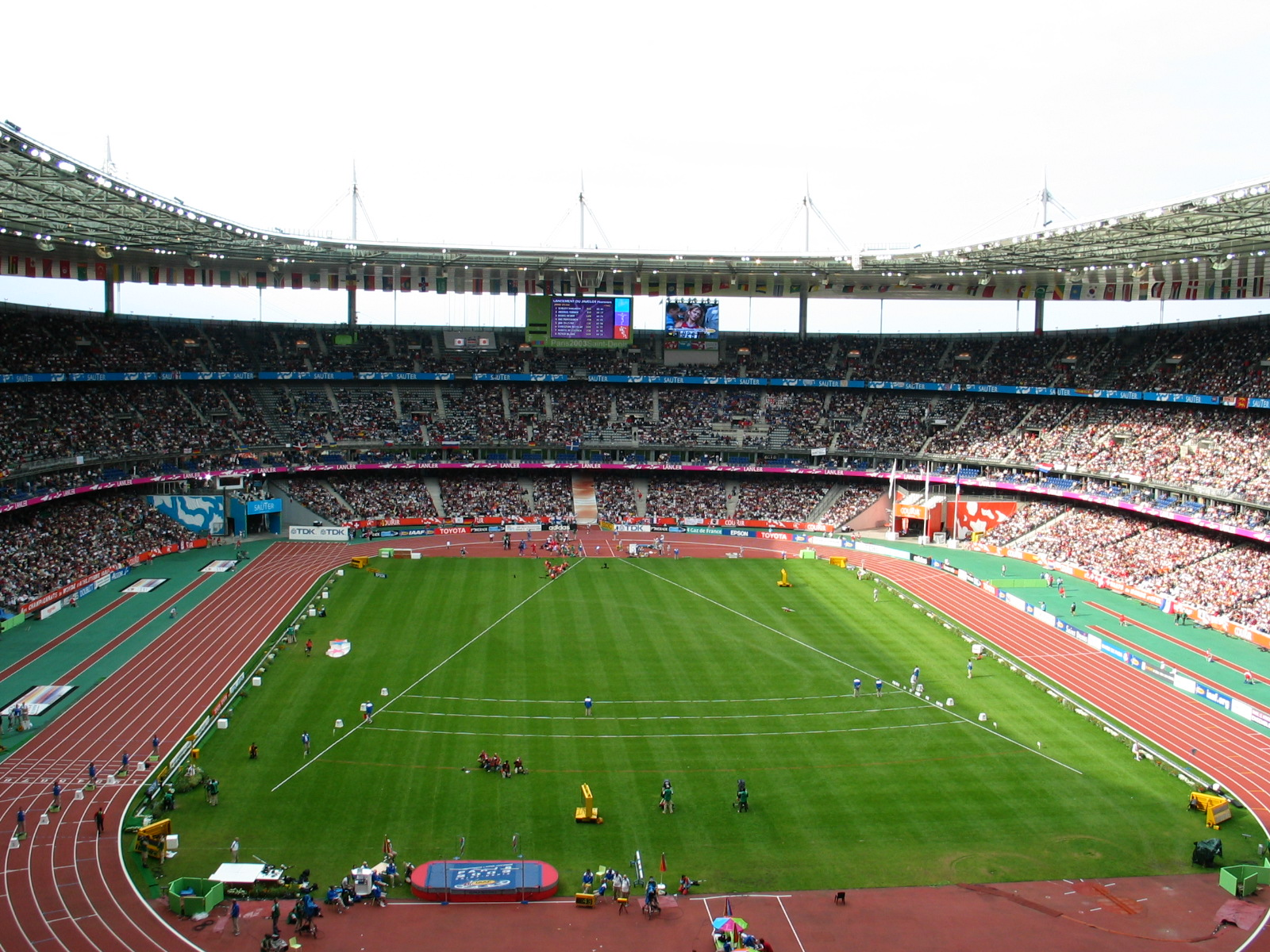
Estadi de França amb pista d'atletisme descoberta durant els Campionats del Món de 2003.

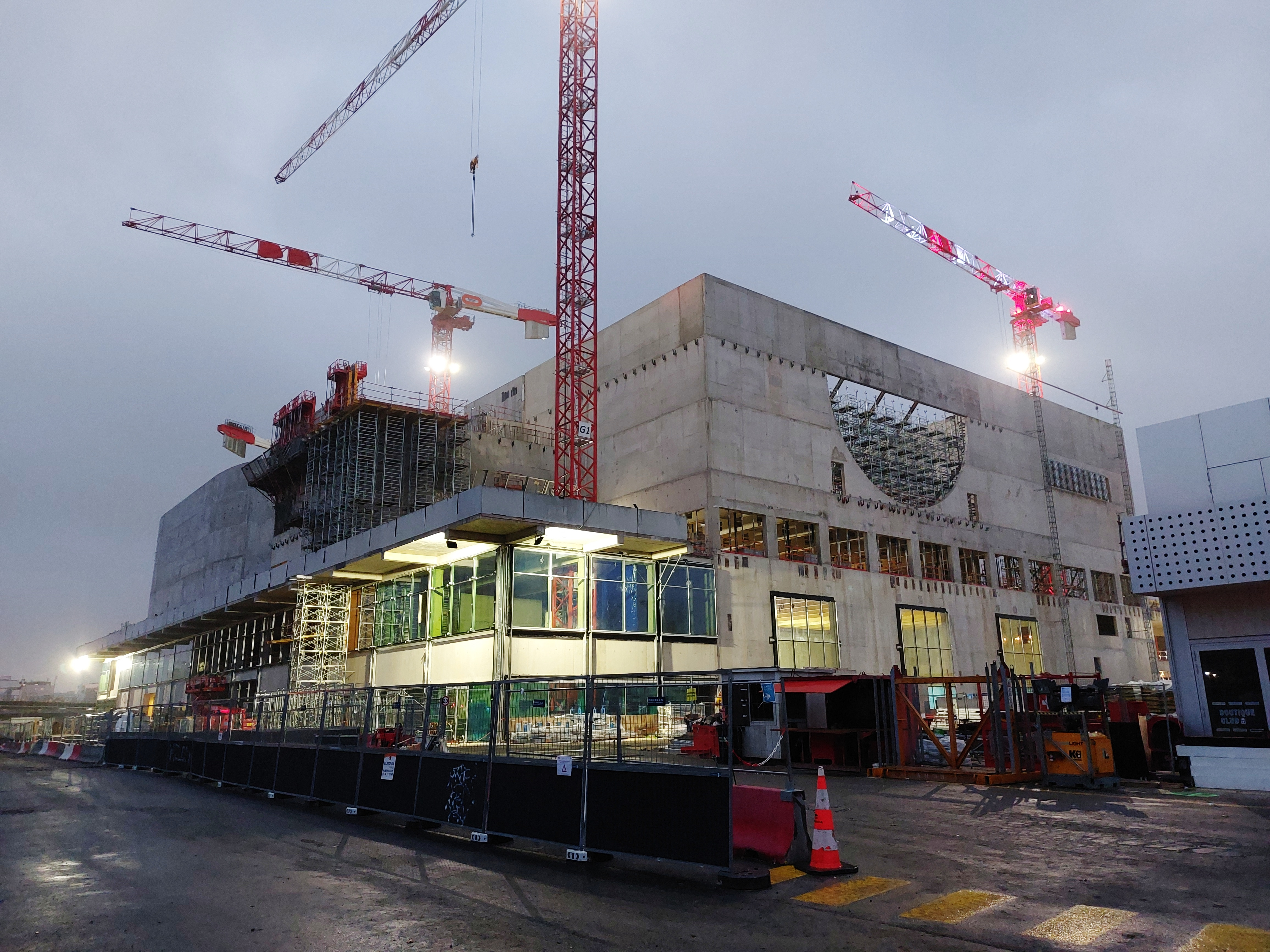
Arena Porte de La Chapelle.

| Lloc                          | Esdeveniments                     | Capacitat |
| ----------------------------- | --------------------------------- | --------- |
| Arena Paris La Défense        | Natació                           | 15.220    |
| Arena Paris La Défense        | Waterpolo (finals)                | 15.220    |
| Arena Paris Nord              | Boxa (preliminars i quarts)       | 6.000     |
| Arena Paris Nord              | Pentatló modern (esgrima)         | 6.000     |
| Arena Porte de La Chapelle    | Bàdminton                         | 8.000     |
| Arena Porte de La Chapelle    | Gimnàstica artística              | 8.000     |
| Centre Aquatic de París       | Natació sincronitzada             | 5.000     |
| Centre Aquatic de París       | Salts                             | 5.000     |
| Centre Aquatic de París       | Waterpolo (preliminars i playoff) | 5.000     |
| Estadi de França              | Atletisme (pista i camp)          | 77.083    |
| Estadi de França              | Rugbi a 7                         | 77.083    |
| Estadi de França              | Cerimònia de clausura             | 77.083    |
| Estadi Olímpic Yves-du-Manoir | Hoquei sobre herba                | 15.000    |
| Lloc d'escalada de Le Bourget | Escalada esportiva                | 5.000     |

#### París Centre

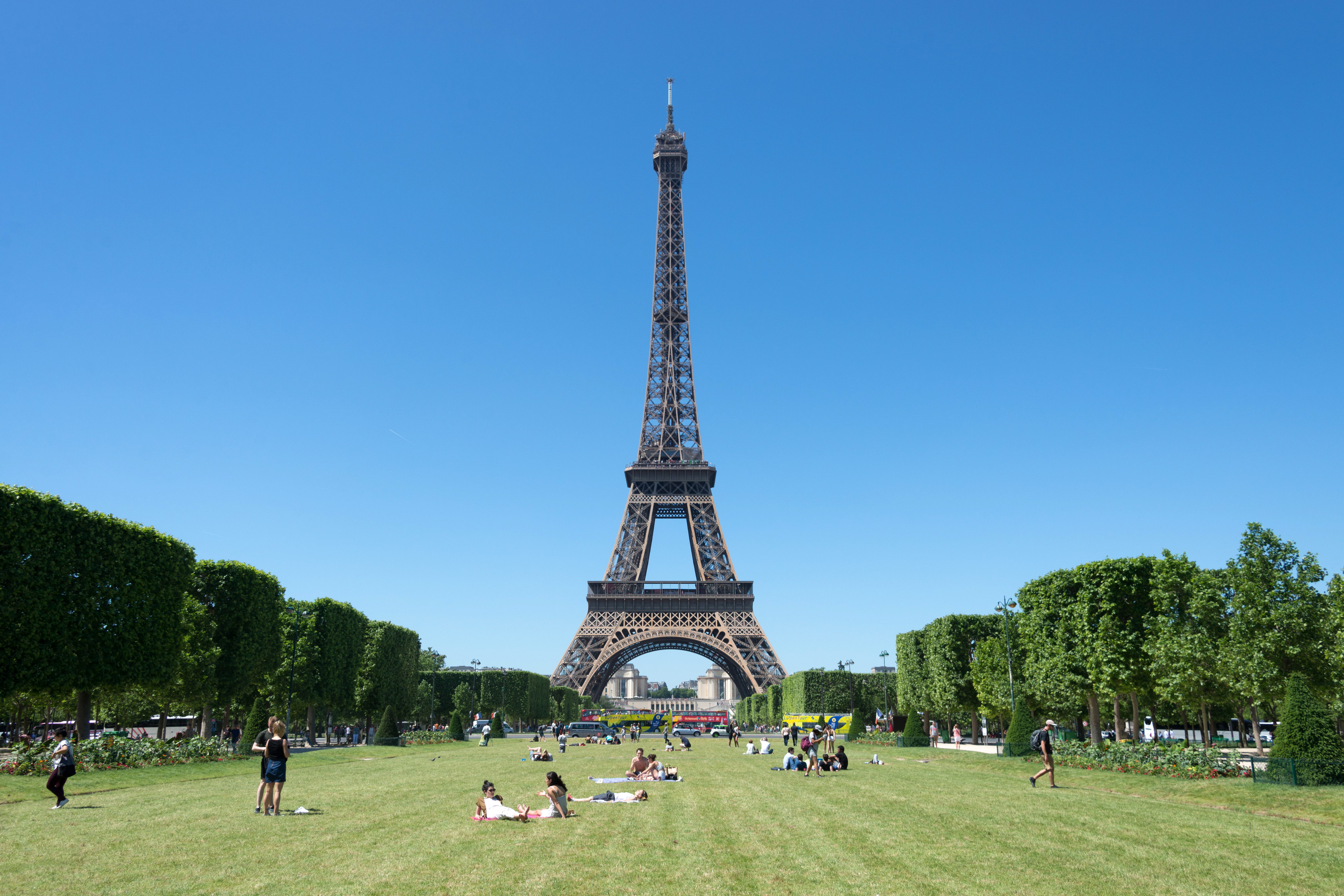
Camp de Mart.

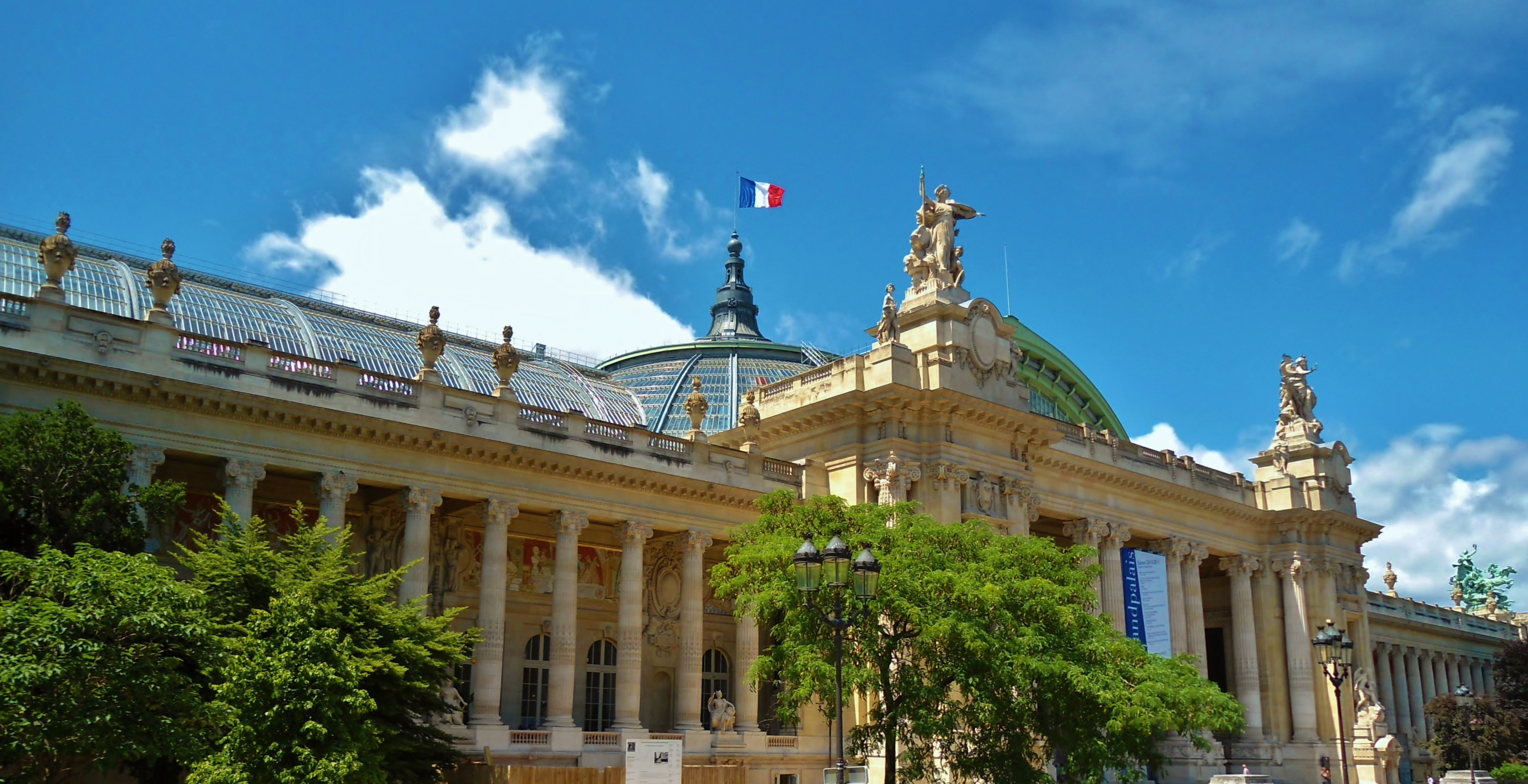
Grand Palais.

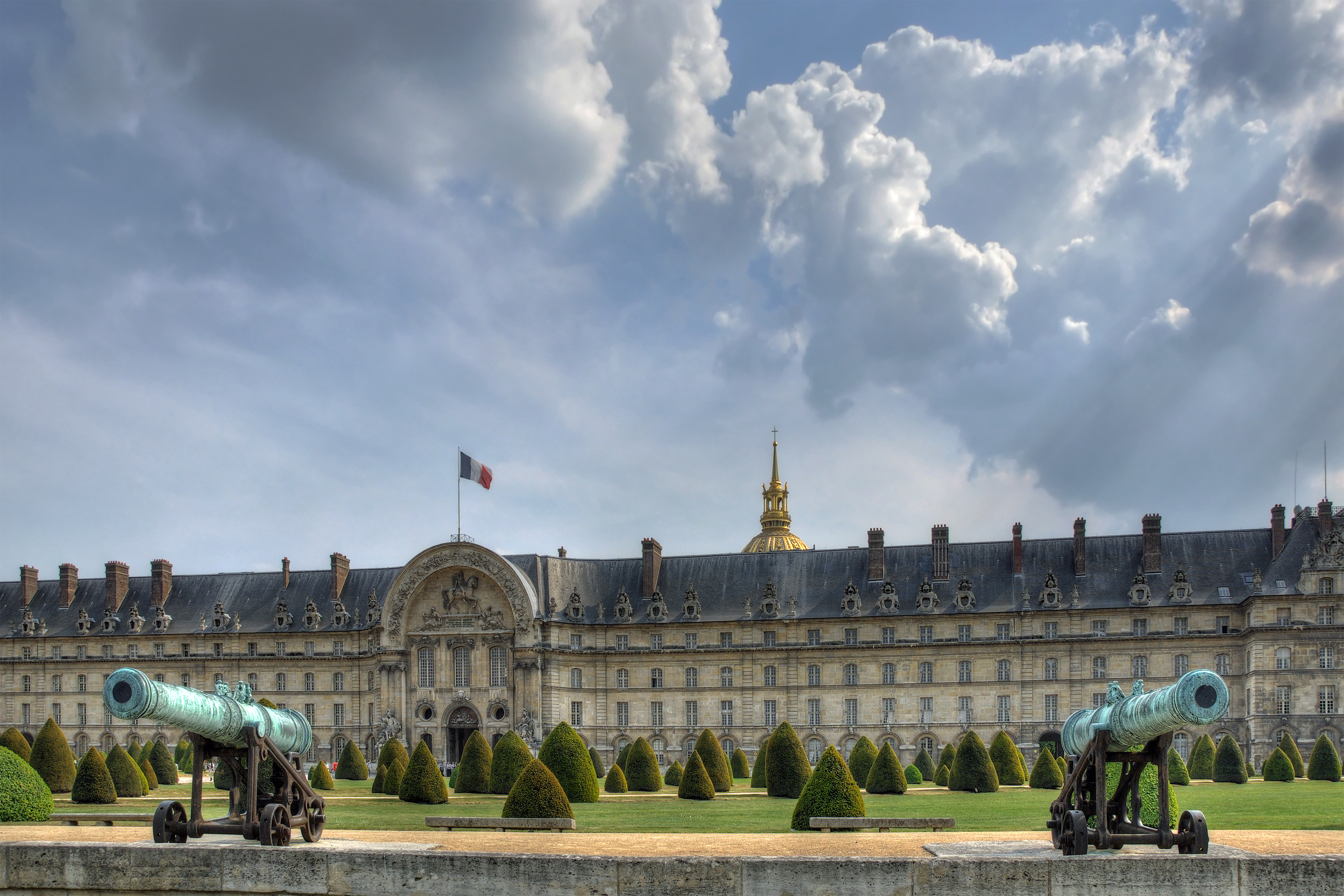
Els Invàlids.

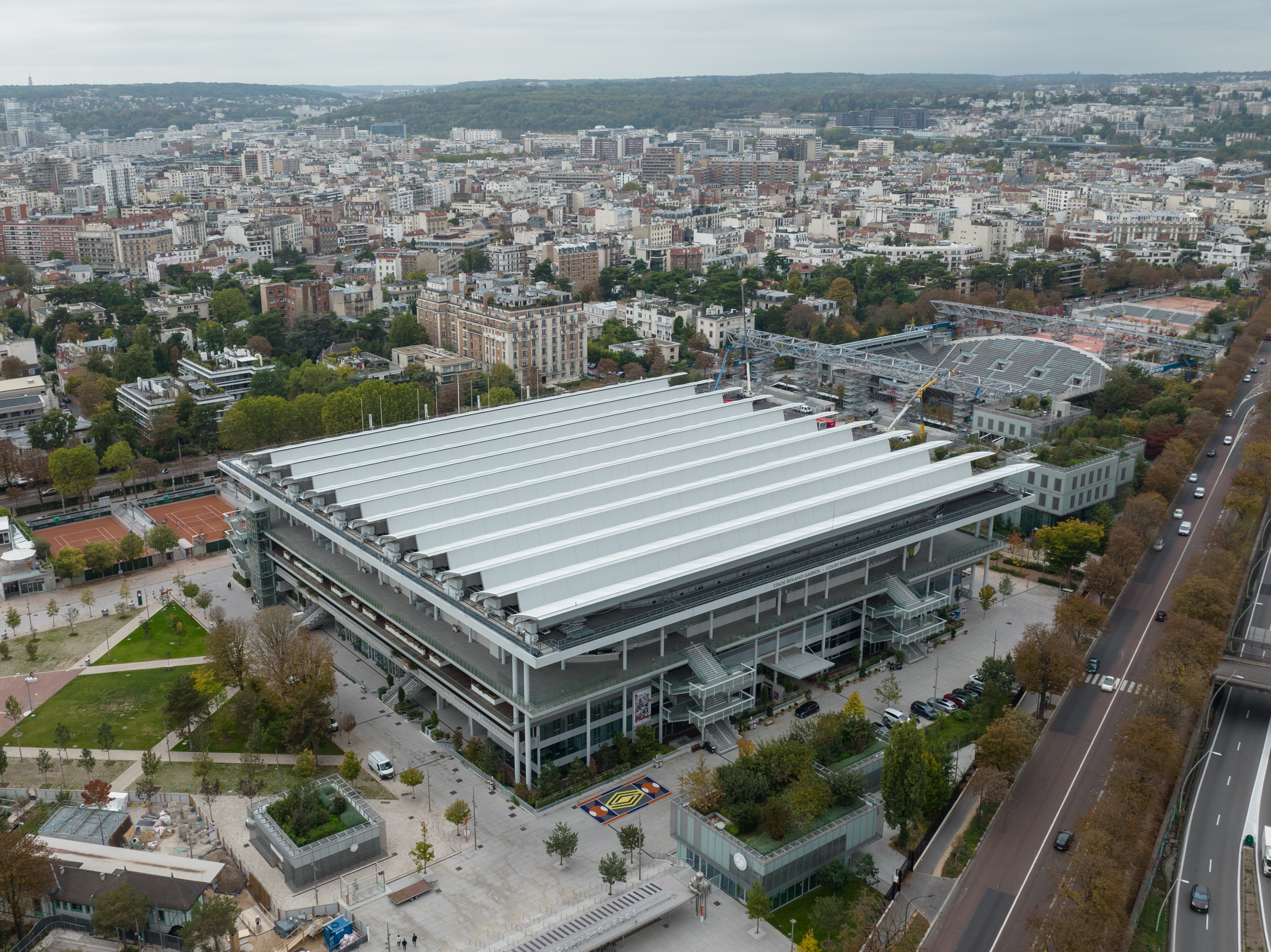
Estadi de Roland Garros.

| Lloc                           | Esdeveniments                       | Capacitat |
| ------------------------------ | ----------------------------------- | --------- |
| Arena Paris-Bercy              | Bàsquet (finals)                    | 15.000    |
| Arena Paris-Bercy              | Gimnàstica en trampolí              | 15.000    |
| Arena Paris-Bercy              | Gimnàstica artística                | 15.000    |
| Camp de Mart                   | Voleibol de platja                  | 12.000    |
| Els Invàlids                   | Tir amb arc                         | 8.000     |
| Estadi de Roland Garros        | Boxa (finals)                       | 34.000    |
| Estadi de Roland Garros        | Tennis                              | 34.000    |
| Grand Palais                   | Esgrima                             | 8.000     |
| Grand Palais                   | Taekwondo                           | 8.000     |
| Grand Palais Éphémère          | Judo                                | 8.000     |
| Grand Palais Éphémère          | Lluita                              | 8.000     |
| Parc dels Prínceps             | Futbol (preliminars i finals)       | 48.583    |
| Paris Expo Porte de Versailles | Handbol (preliminars)               | 6.000     |
| Paris Expo Porte de Versailles | Halterofília                        | 6.000     |
| Paris Expo Porte de Versailles | Tennis de taula                     | 6.000     |
| Paris Expo Porte de Versailles | Voleibol                            | 12.000    |
| Plaça de la Concorde           | BMX (freestyle)                     | 30.000    |
| Plaça de la Concorde           | Bàsquet 3x3                         | 30.000    |
| Plaça de la Concorde           | Breakdance                          | 30.000    |
| Plaça de la Concorde           | Monopatí de carrer                  | 30.000    |
| Pont de Jena                   | Atletisme (marató i marxa atlètica) | 13.000    |
| Pont de Jena                   | Ciclisme en ruta                    | 13.000    |
| Pont de Jena                   | Marató de natació                   | 13.000    |
| Pont de Jena                   | Triatló                             | 13.000    |

#### Versalles

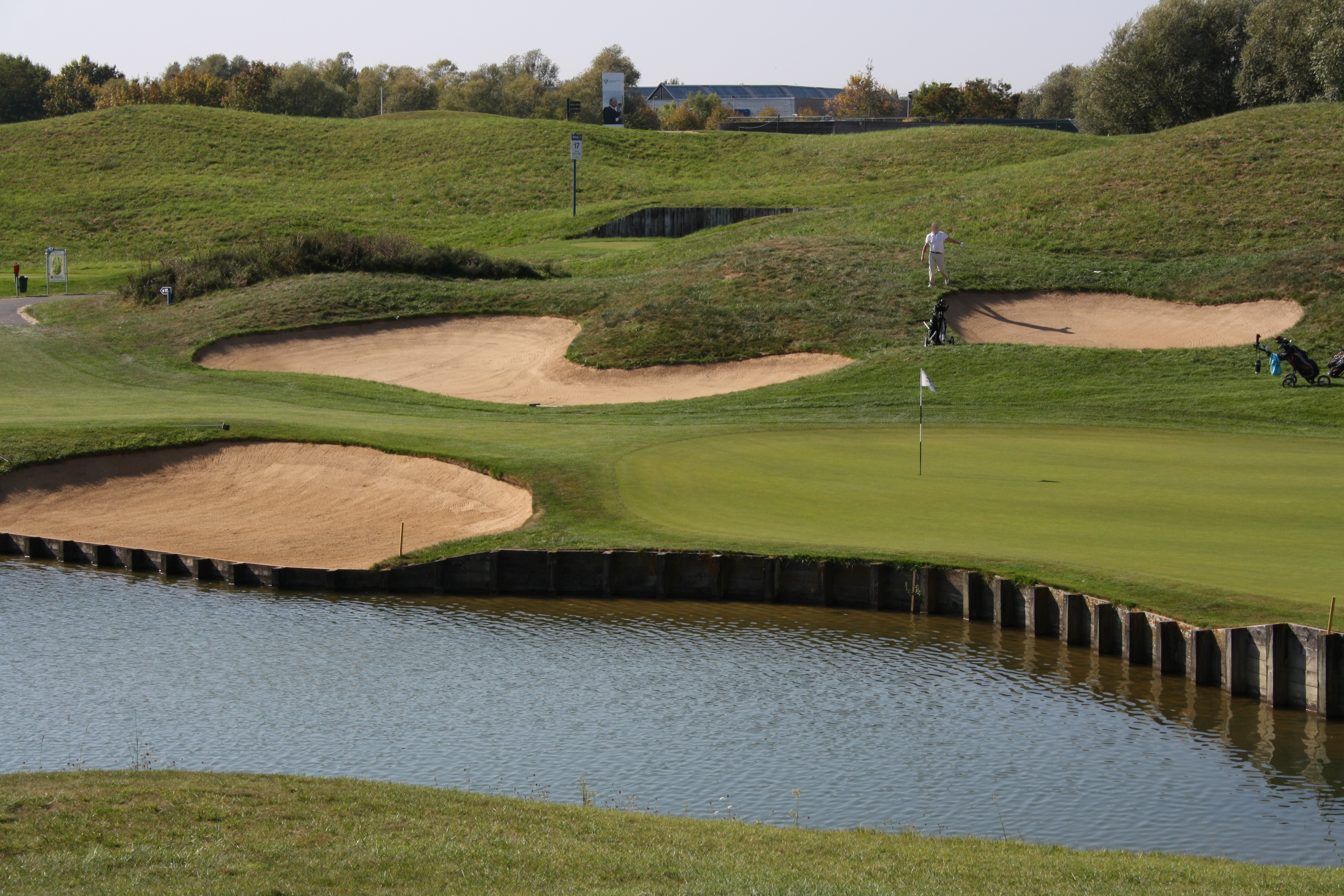
Le Golf National.

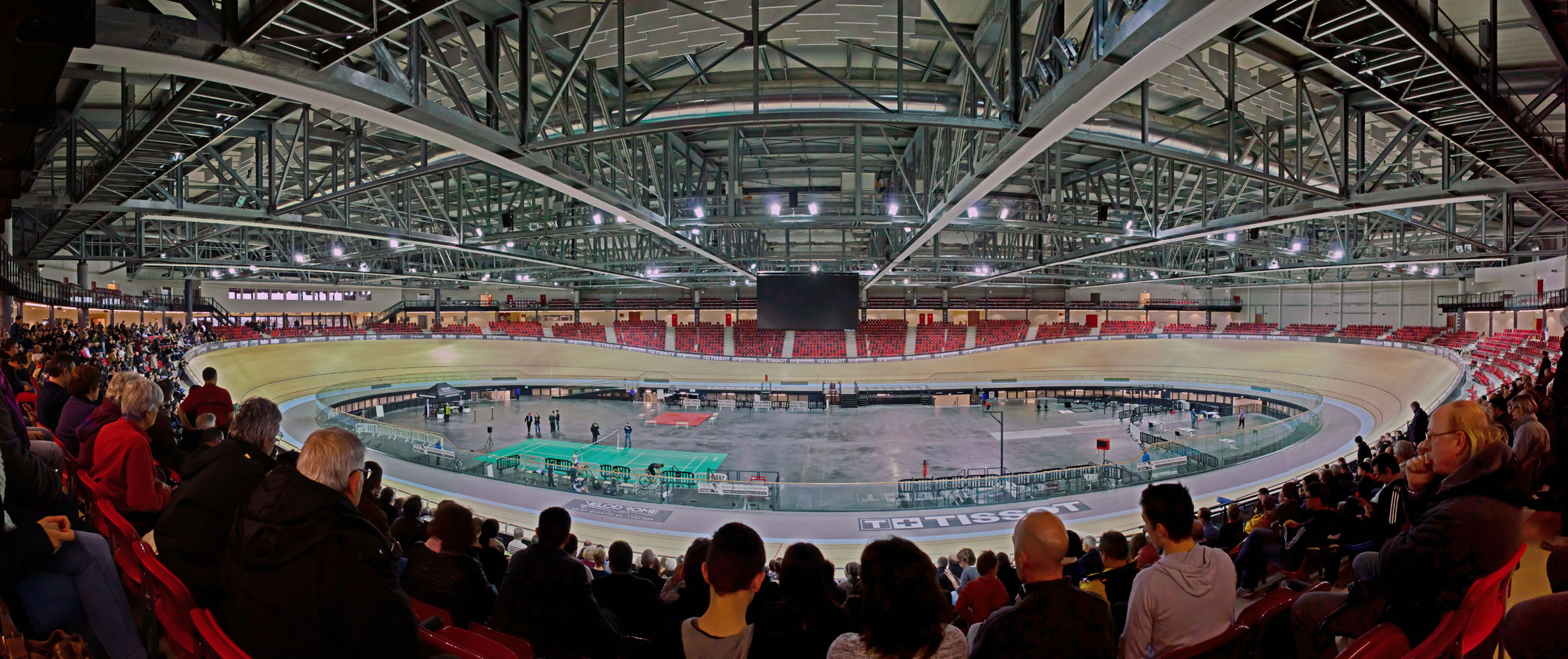
Velòdrom Nacional de Saint-Quentin-en-Yvelines.

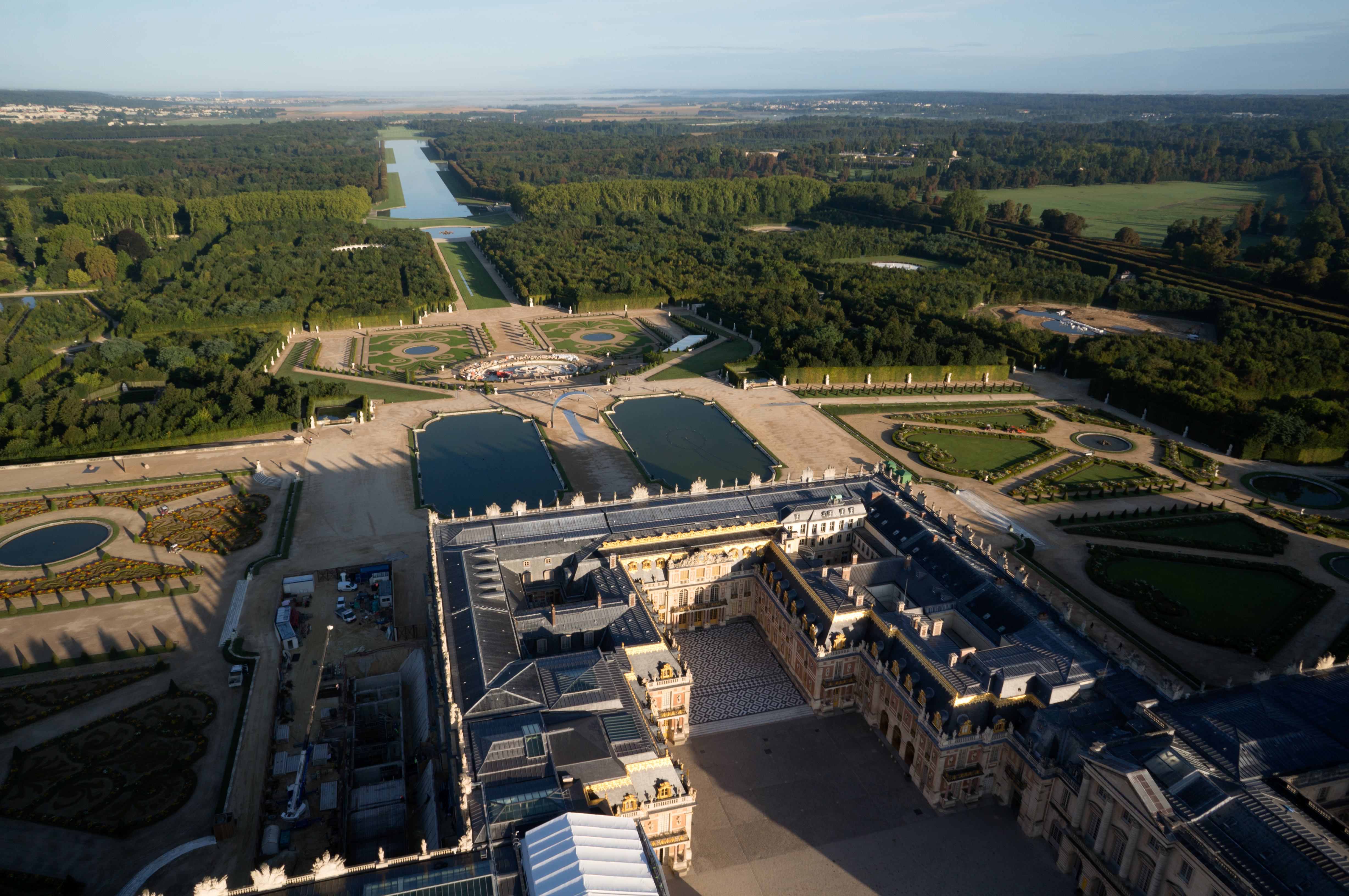
Palau de Versalles.

| Lloc                                           | Esdeveniments                     | Capacitat |
| ---------------------------------------------- | --------------------------------- | --------- |
| Le Golf National                               | Golf                              | 35.000    |
| Palau de Versalles (jardins)                   | Hípica                            | 80.000    |
| Palau de Versalles (jardins)                   | Pentatló modern (excepte esgrima) | 80.000    |
| Turó d'Élancourt                               | Ciclisme de muntanya              | 25.000    |
| Velòdrom Nacional de Saint-Quentin-en-Yvelines | BMX (cursa)                       | 5.000     |
| Velòdrom Nacional de Saint-Quentin-en-Yvelines | Ciclisme en pista                 | 5.000     |

#### Altres localitzacions

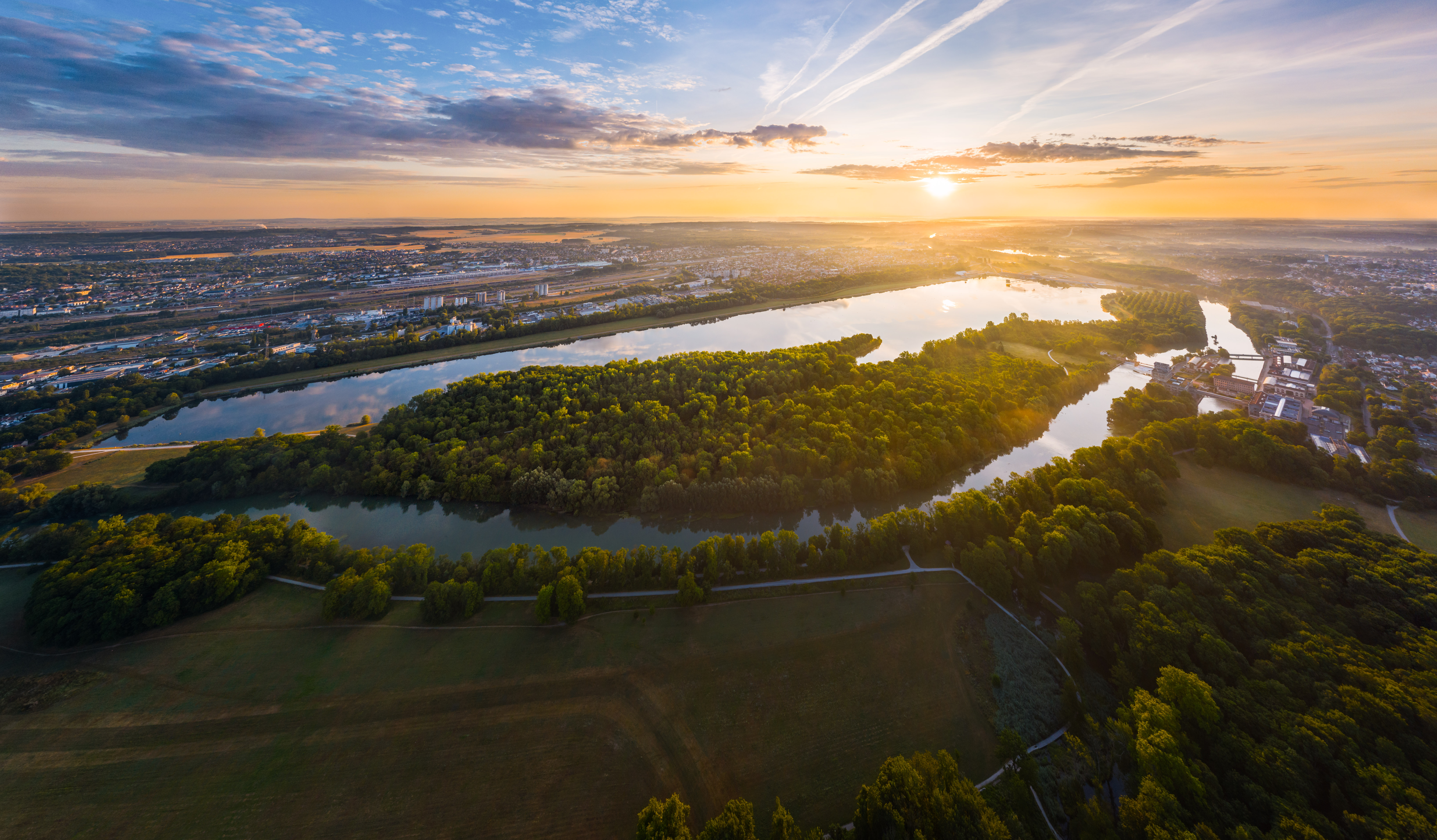
Estadi Nàutic Olímpic Nacional d'Île-de-France (Vaires-sur-Marne).

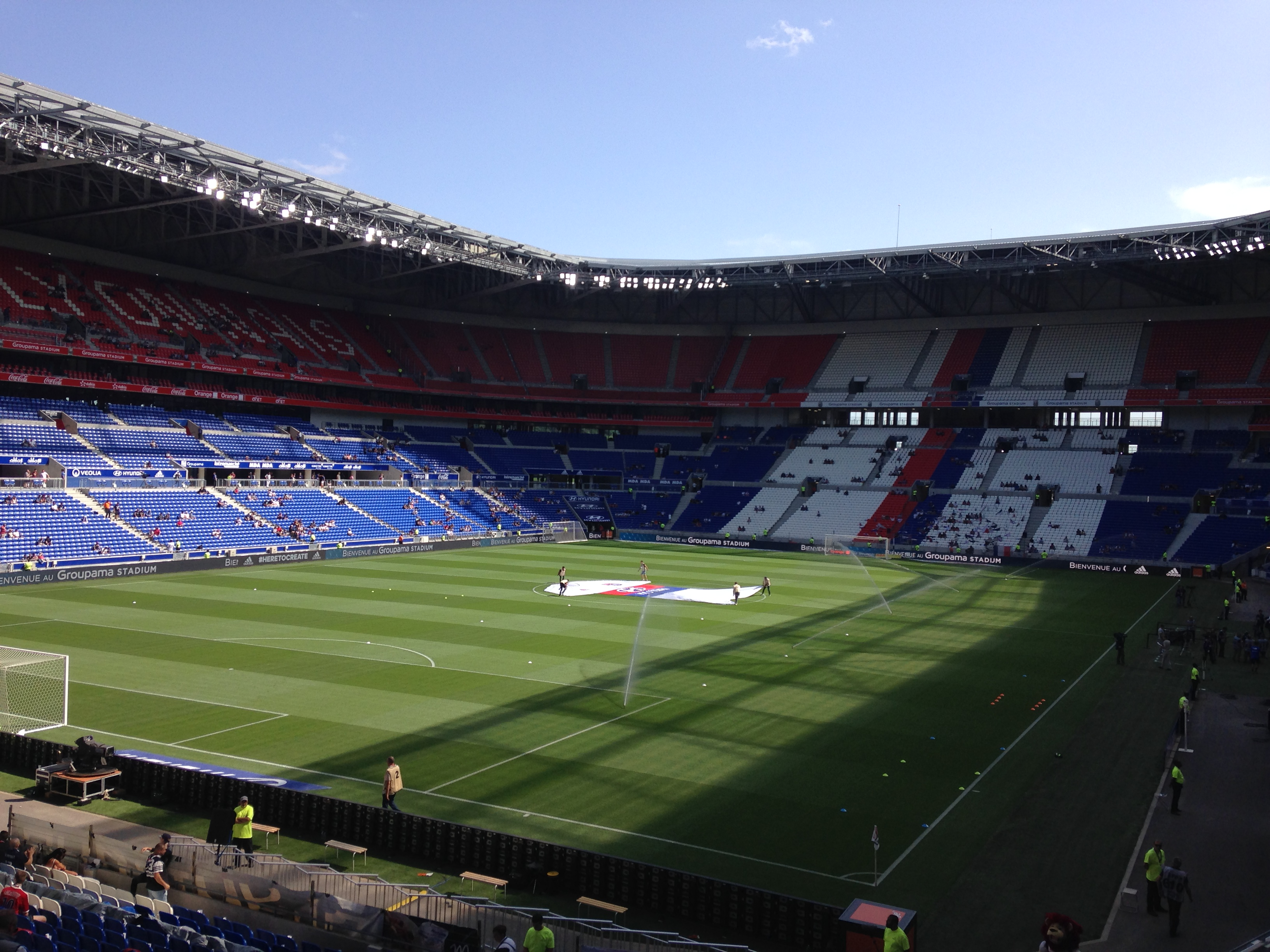
Parc Olympique Lyonnais.

| Lloc                                                              | Esdeveniments                                  | Capacitat |
| ----------------------------------------------------------------- | ---------------------------------------------- | --------- |
| Allianz Riviera (Niça)                                            | Futbol (preliminars i quarts)                  | 35.624    |
| Centre Nacional de Tir (Châteauroux)                              | Tir olímpic                                    | 3.000     |
| Estadi de la Beaujoire - Louis Fonteneau (Nantes)                 | Futbol (preliminars i quarts)                  | 35.322    |
| Estadi Geoffroy-Guichard (Saint-Étienne)                          | Futbol (preliminars, quarts i 3r lloc femení)  | 41.965    |
| Estadi Matmut Atlantique (Bordeus)                                | Futbol (preliminars, quarts i 3r lloc masculí) | 42.115    |
| Estadi Nàutic Olímpic Nacional d'Île-de-France (Vaires-sur-Marne) | Piragüisme                                     | 22.000    |
| Estadi Nàutic Olímpic Nacional d'Île-de-France (Vaires-sur-Marne) | Rem                                            | 22.000    |
| Estadi Pierre-Mauroy (Lilla)                                      | Bàsquet (preliminars)                          | 26.000    |
| Estadi Pierre-Mauroy (Lilla)                                      | Handbol (finals)                               | 26.000    |
| Estadi Velòdrom (Marsella)                                        | Futbol (preliminars, quarts i semifinals)      | 67.394    |
| Parc Olympique Lyonnais (Lió)                                     | Futbol (preliminars, quarts i semifinals)      | 59.186    |
| Port Vell de Marsella (Marsella)                                  | Vela                                           | 5.000     |
| Taiarapu-Oest (Tahití)                                            | Surf                                           | 5.000     |

#### Espais sense competició
| Lloc                              | Esdeveniments                              | Capacitat |
| --------------------------------- | ------------------------------------------ | --------- |
| Jardins del Trocadéro             | Cerimònia d'obertura                       | 30.000    |
| Rivera del Sena                   | Cerimònia d'obertura                       | 300.000   |
| L'Île-Saint-Denis                 | Vila Olímpica                              | 17.000    |
| Centre d'exposicions Le Bourget   | Centre Internacional de Radiodifusió (IBC) |           |
| Palau de Congressos de París      | Centre de Premsa (MPC)                     |           |
| Parc de l'Aire dels Vents (Dugny) | Vila de Premsa                             |           |

### Voluntariat
La plataforma de voluntariat de París 2024 per als Jocs Olímpics i Paralímpics es va obrir al públic el març de 2023 i s'esperava que hi hagués 45.000 voluntaris reclutats a tot el món per a l'esdeveniment. Després de la finalització del període d'inscripció, el 3 de maig de 2023, s'havien presentat més de 300.000 sol·licituds al Comitè Organitzador, superant el nombre de candidats per als dos Jocs Olímpics anteriors. Es va notificar als sol·licitants el resultat de la seva sol·licitud entre setembre i desembre de 2023.

### Torxa olímpica

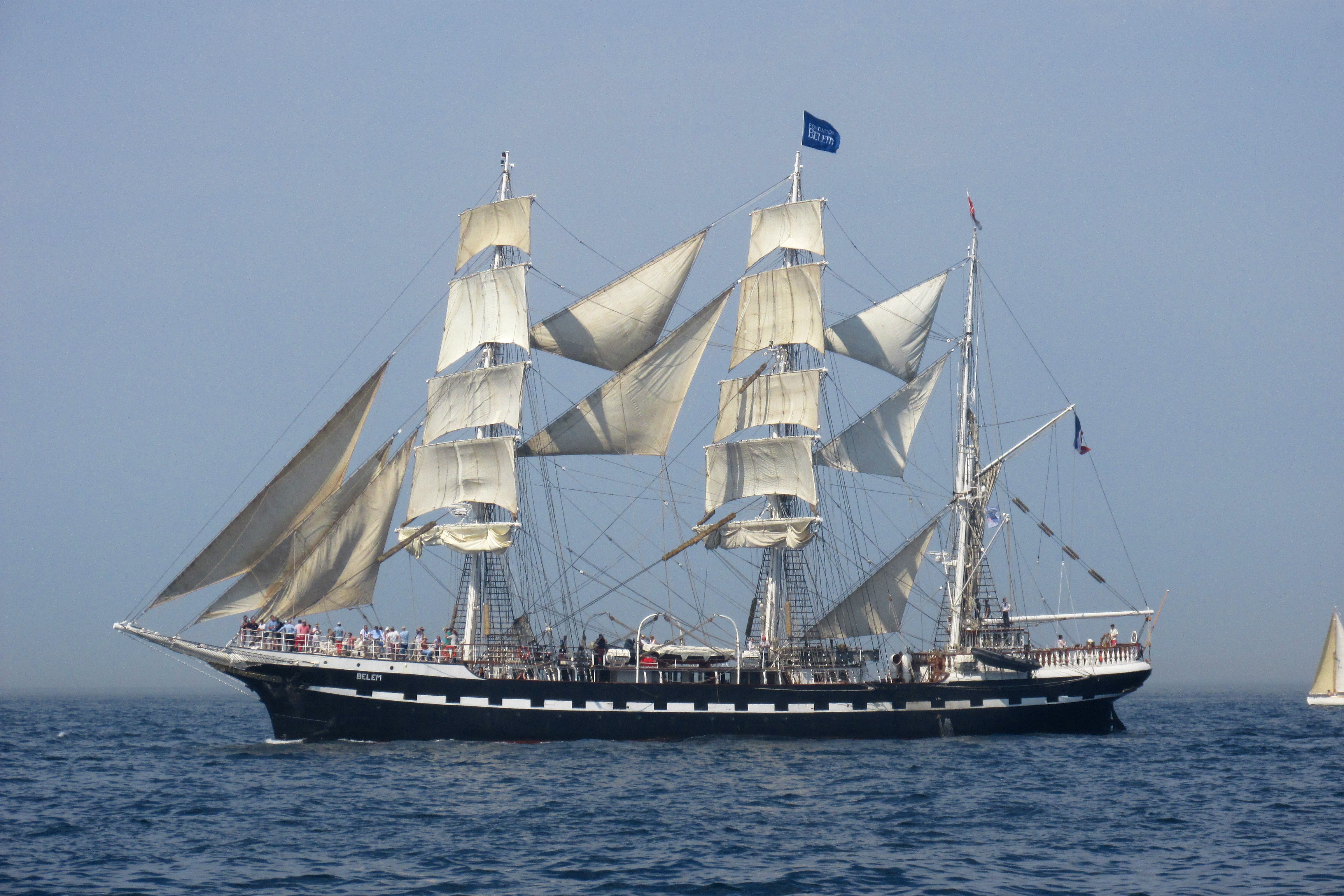
Vaixell Belem que portarà la torxa olímpica a França.

La torxa olímpica es va fabricar en acer reciclat a les fàbriques franceses d'ArcelorMittal i el disseny definitiu va ser presentat el 25 de juliol de 2023. Es va decidir reduir el nombre per cinc sobre anteriors Jocs, amb un total de 2.000 exemplars (1.500 per als Jocs Olímpics, 500 per als Paralímpics). La seva forma va ser ideada pel dissenyador Mathieu Lehanneur, que va imaginar efectes d'ones i vibracions sobre la torxa per recordar les ones de l'aigua, sobretot del riu Sena. Cada exemplar pesa 1,5 kg i mesura 70 cm d'alt per 3,5 cm de diàmetre.
El relleu començarà a Olímpia, ciutat de l'inici dels jocs, on la torxa serà encesa amb la flama olímpica el 16 d'abril de 2024. Posteriorment, la torxa viatjarà per mar en el vaixell Belem fins a Marsella, on desembarcarà el 8 de maig, trenta-vuit dies més tard. A partir d'aquell moment, començaran els relleus al territori francès per recórrer les principals ciutats, com Montpeller (13 de maig), Tolosa (17 de maig), Niça (18 de juny) o Lilla (2 de juliol), per arribar a la ciutat de París el 14 de juliol per recórrer les ciutats de la seva regió metropolitana abans de la inauguració.

### Medalles
El president del Comitè Organitzador de París 2024, Tony Estanguet, va donar a conèixer les medalles olímpiques i paralímpiques per als Jocs el febrer de 2024, que a l'anvers presentaven fitxes en forma d'hexàgon de ferro de ferralla que havien estat preses de la construcció original de la Torre Eiffel, amb el logotip dels Jocs gravat. Aproximadament 5.084 medalles sèrien produïdes per la Casa de la Moneda de París, i van ser dissenyades per Chaumet, una firma de joieria de luxe amb seu a la capital francesa.
Al revers de les medalles apareix Nice, la deessa grega de la victòria, dins de l'Estadi Panatenaic que va acollir els primers Jocs Olímpics moderns el 1896. El Partenó i la Torre Eiffel també es poden veure en el fons a banda i banda de la medalla. Cada medalla pesa entre 455 i 529 grams, té un diàmetre de 85 mm i té 9,2 mm de gruix. Les medalles d'or es produeixen amb un 98,8% de plata i un 1,13% d'or, mentre que les medalles de bronze es componen de coure, zinc i estany.

### Seguretat
França va arribar a un acord amb Europol i el Ministeri de l'Interior del Regne Unit per ajudar a reforçar la seguretat i "facilitar l'intercanvi d'informació operativa" i "cooperació internacional d'aplicació de la llei" durant els Jocs. Dins dels acords, es va planejar desplegar més drons i barreres marítimes per evitar que els petits vaixells travessessin el Canal de la Mànega il·legalment. La policia de París va dur a terme inspeccions i assajos dins de la seva unitat d'eliminació de bombes abans dels Jocs, de manera similar als seus preparatius per a la Copa del Món de Rugbi de 2023 a l'Estadi de França. El president francès Emmanuel Macron va declarar que França estava preparada per canviar la ubicació de la cerimònia d'obertura depenent de la situació de seguretat.

## Els Jocs

### Esports oficials
Les normes del Comitè Olímpic Internacional estableixen que hi ha 28 esports "obligatoris" a cada edició dels jocs olímpics i a més a més es poden afegir fins a un total de 6 esports més en cada edició. Aquestes disciplines són seleccionades pel Comitè Organitzador de cada edició i s'envien al COI amb una antelació de cinc anys abans de l'esdeveniment, tenint en compte que el nombre total de participants no pot sobrepassar els 10.500 atletes.
El programa dels Jocs Olímpics de 2024 està previst que tindrà 329 esdeveniments de 32 esports diferents i serà la primera vegada des dels Jocs Olímpics de Roma de 1960 que tindrà menys esdeveniments que l'edició anterior (a Tòquio es van celebrar 339 esdeveniments). El Karate amb 8 esdeveniments i el bèisbol i softbol amb 2, queden fora d'aquesta edició, mentre que l'aixecament de pes perd 4 esdeveniments. El breakdance com a nou esport tindrà 2 esdeveniments i l'escalada olímpica guanya 2 esdeveniments respecte a Tòquio 2020.
- Atletisme (51)
- Bàdminton (5)
- Bàsquet
  -  Bàsquet (2)
  -  Bàsquet 3x3 (2)
- Boxa (13)
- Break dance (2)
- Ciclisme
  -  BMX (4)
  -  Ciclisme de muntanya (2)
  -  Ciclisme en pista (12)
  -  Ciclisme en ruta (4)
- Escalada esportiva (4)
- Esgrima (12)
- Esports aquàtics:
  -  Marató de natació (2)
  -  Natació (35)
  -  Natació sincronitzada (2)
  -  Salts (8)
  -  Waterpolo (2)
- Futbol (2)
- Gimnàstica
  -  Gimnàstica artística (14)
  -  Gimnàstica en trampolí (2)
  -  Gimnàstica rítmica (2)
- Golf (2)
- Halterofília (10)
- Handbol (2)
- Hípica
  -  Concurs complet (2)
  -  Doma clàssica (2)
  -  Salt a cavall (2)
- Hoquei sobre herba (2)
- Judo (15)
- Lluita
  -  Lluita grecoromana (6)
  -  Lluita lliure (12)
- Monopatí de carrer (4)
- Pentatló modern (2)
- Piragüisme
  -  Aigües tranquil·les (10)
  -  Eslàlom (6)
- Rem (14)
- Rugbi a 7 (2)
- Surf (2)
- Taekwondo (8)
- Tennis (5)
- Tennis de taula (5)
- Tir amb arc (5)
- Tir olímpic (15)
- Triatló (3)
- Vela (10)
- Voleibol
  -  Voleibol (2)
  -  Voleibol de platja (2)

### Proves obertes al gran públic
El comitè d'organització de París 2024 ha volgut crear proves obertes al públic que es desenvoluparien en les mateixes condicions que les oficials, com ja fa el Tour de França, que organitza «L'Estape de la Torre», on els ciclistes aficionats poden córrer sobre el traçat oficial d'una etapa una jornada abans dels professionals.
El primer esdeveniment anunciat va ser la Marató. Per poder participar, es van organitzar diversos esdeveniments per obtenir un dorsal, com el desafiament organitzat el 31 d'octubre de 2021 de competir contra el campió olímpic Eliud Kipchoge en una distància de 5 km; el kenyà va sortir després que els 3.500 participants i 1.000 corredors van aconseguir travessar la línia d'arribada abans del campió.
Igualment, s'ha programat una prova ciclista oberta al gran públic.

### Calendari
| CO | Cerimònia d'obertura | ● | Esdeveniment competitiu | 1 | Esdeveniment de medalla d'or | CC | Cerimònia de clausura |

|                           |                           | Juliol | Juliol | Juliol | Juliol | Juliol | Juliol | Juliol | Juliol | Agost | Agost | Agost | Agost | Agost | Agost | Agost | Agost  | Agost  | Agost | Agost |     |
| 24 dc.                    | 25 dj.                    | 26 dv. | 27 ds. | 28 dg. | 29 dl. | 30 dt. | 31 dc. | 1 dj.  | 2 dv.  | 3 ds. | 4 dg. | 5 dl. | 6 dt. | 7 dc. | 8 dj. | 9 dv. | 10 ds. | 11 dg. |       |       |     |
| ------------------------- | ------------------------- | ------ | ------ | ------ | ------ | ------ | ------ | ------ | ------ | ----- | ----- | ----- | ----- | ----- | ----- | ----- | ------ | ------ | ----- | ----- | --- |
| Cerimònies                | Cerimònies                |        |        | CO     |        |        |        |        |        |       |       |       |       |       |       |       |        |        |       | CC    |     |
| Atletisme                 | Atletisme                 |        |        |        |        |        |        |        |        | 2     | 1     | 5     | 3     | 4     | 5     | 5     | 5      | 8      | 9     | 1     | 48  |
| Bàdminton                 | Bàdminton                 |        |        |        | ●      | ●      | ●      | ●      | ●      | ●     | 1     | 1     | 1     | 2     |       |       |        |        |       |       | 5   |
| Bàsquet                   | Bàsquet                   |        |        |        | ●      | ●      | ●      | ●      | ●      | ●     | ●     | ●     | ●     |       | ●     | ●     | ●      | ●      | 1     | 1     | 2   |
| Bàsquet                   | Bàsquet 3x3               |        |        |        |        |        |        | ●      | ●      | ●     | ●     | ●     | ●     | 2     |       |       |        |        |       |       | 2   |
| Boxa                      | Boxa                      |        |        |        | ●      | ●      | ●      | ●      | ●      | ●     | ●     | ●     | ●     |       | 1     | 2     | 2      | 4      | 4     |       | 13  |
| Break dance               | Break dance               |        |        |        |        |        |        |        |        |       |       |       |       |       |       |       |        | 1      | 1     |       | 2   |
| Ciclisme                  | BMX                       |        |        |        |        |        |        | ●      | 2      | ●     | 2     |       |       |       |       |       |        |        |       |       | 4   |
| Ciclisme                  | Ciclisme de muntanya      |        |        |        |        | 1      | 1      |        |        |       |       |       |       |       |       |       |        |        |       |       | 2   |
| Ciclisme                  | Ciclisme en pista         |        |        |        |        |        |        |        |        |       |       |       |       | 1     | 1     | 2     | 2      | 2      | 1     | 3     | 12  |
| Ciclisme                  | Ciclisme en ruta          |        |        |        | 2      |        |        |        |        |       |       | 1     | 1     |       |       |       |        |        |       |       | 4   |
| Escalada esportiva        | Escalada esportiva        |        |        |        |        |        |        |        |        |       |       |       |       | ●     | ●     | 1     | 1      | 1      | 1     |       | 4   |
| Esgrima                   | Esgrima                   |        |        |        | 2      | 2      | 2      | 1      | 1      | 1     | 1     | 1     | 1     |       |       |       |        |        |       |       | 12  |
| Esports aquàtics          | Marató de natació         |        |        |        |        |        |        |        |        |       |       |       |       |       |       |       | 1      | 1      |       |       | 2   |
| Esports aquàtics          | Natació                   |        |        |        | 4      | 3      | 5      | 3      | 5      | 4     | 3     | 4     | 4     |       |       |       |        |        |       |       | 35  |
| Esports aquàtics          | Natació sincronitzada     |        |        |        |        |        |        |        |        |       |       |       |       | ●     | ●     | 1     |        | ●      | 1     |       | 2   |
| Esports aquàtics          | Salts                     |        |        |        | 1      |        | 1      |        | 1      |       | 1     |       |       | ●     | 1     | ●     | 1      | 1      | 1     |       | 8   |
| Esports aquàtics          | Waterpolo                 |        |        |        | ●      | ●      | ●      | ●      | ●      | ●     | ●     | ●     | ●     | ●     | ●     | ●     | ●      | ●      | 1     | 1     | 2   |
| Futbol                    | Futbol                    | ●      | ●      |        | ●      | ●      |        | ●      | ●      |       | ●     | ●     |       | ●     | ●     |       | ●      | 1      | 1     |       | 2   |
| Gimnàstica                | Gimnàstica artística      |        |        |        | ●      | ●      | 1      | 1      | 1      | 1     |       | 2     | 2     | 2     |       |       |        |        |       |       | 10  |
| Gimnàstica                | Gimnàstica en trampolí    |        |        |        |        |        |        |        |        |       | 2     |       |       |       |       |       |        |        |       |       | 2   |
| Gimnàstica                | Gimnàstica rítmica        |        |        |        |        |        |        |        |        |       |       |       |       |       |       |       | ●      | 1      | 1     |       | 2   |
| Golf                      | Golf                      |        |        |        |        |        |        |        |        | ●     | ●     | ●     | 1     |       |       | ●     | ●      | ●      | 1     |       | 2   |
| Halterofília              | Halterofília              |        |        |        |        |        |        |        |        |       |       |       |       |       |       | 2     | 2      | 2      | 3     | 1     | 10  |
| Handbol                   | Handbol                   |        | ●      |        | ●      | ●      | ●      | ●      | ●      | ●     | ●     | ●     | ●     |       | ●     | ●     | ●      | ●      | 1     | 1     | 2   |
| Hípica                    | Concurs complet           |        |        |        | ●      | ●      | 2      |        |        |       |       |       |       |       |       |       |        |        |       |       | 2   |
| Hípica                    | Doma clàssica             |        |        |        |        |        |        | ●      | ●      |       |       | 1     | 1     |       |       |       |        |        |       |       | 2   |
| Hípica                    | Salt a cavall             |        |        |        |        |        |        |        |        | ●     | 1     |       |       | ●     | 1     |       |        |        |       |       | 2   |
| Hoquei sobre herba        | Hoquei sobre herba        |        |        |        | ●      | ●      | ●      | ●      | ●      | ●     | ●     | ●     | ●     | ●     | ●     | ●     | 1      | 1      |       |       | 2   |
| Judo                      | Judo                      |        |        |        | 2      | 2      | 2      | 2      | 2      | 2     | 2     | 1     |       |       |       |       |        |        |       |       | 15  |
| Lluita                    | Lluita                    |        |        |        |        |        |        |        |        |       |       |       |       | ●     | 3     | 3     | 3      | 3      | 3     | 3     | 18  |
| Monopatí de carrer        | Monopatí de carrer        |        |        |        |        | 1      | 1      |        |        |       |       |       |       |       | 1     | 1     |        |        |       |       | 4   |
| Pentatló modern           | Pentatló modern           |        |        |        |        |        |        |        |        |       |       |       |       |       |       |       | ●      | ●      | 1     | 1     | 2   |
| Piragüisme                | Aigües tranquil·les       |        |        |        |        |        |        |        |        |       |       |       |       |       | ●     | ●     | 4      | 3      | 3     |       | 10  |
| Piragüisme                | Eslàlom                   |        |        |        | ●      | 1      | 1      | ●      | 1      | 1     |       | ●     | ●     | 2     |       |       |        |        |       |       | 6   |
| Rem                       | Rem                       |        |        |        | ●      | ●      | ●      | ●      | 2      | 4     | 4     | 4     |       |       |       |       |        |        |       |       | 14  |
| Rugbi a 7                 | Rugbi a 7                 | ●      | ●      |        | 1      | ●      | ●      | 1      |        |       |       |       |       |       |       |       |        |        |       |       | 2   |
| Surf                      | Surf                      |        |        |        | ●      | ●      | ●      | 2      |        |       |       |       |       |       |       |       |        |        |       |       | 2   |
| Taekwondo                 | Taekwondo                 |        |        |        |        |        |        |        |        |       |       |       |       |       |       | 2     | 2      | 2      | 2     |       | 8   |
| Tennis                    | Tennis                    |        |        |        | ●      | ●      | ●      | ●      | ●      | ●     | 1     | 2     | 2     |       |       |       |        |        |       |       | 5   |
| Tennis de taula           | Tennis de taula           |        |        |        | ●      | ●      | ●      | 1      | ●      | ●     | ●     | 1     | 1     | ●     | ●     | ●     | ●      | 1      | 1     |       | 5   |
| Tir amb arc               | Tir amb arc               |        | ●      |        |        | 1      | 1      | ●      | ●      | ●     | 1     | 1     | 1     |       |       |       |        |        |       |       | 5   |
| Tir olímpic               | Tir olímpic               |        |        |        | 1      | 2      | 2      | 2      | 1      | 1     | 1     | 2     | 1     | 2     |       |       |        |        |       |       | 15  |
| Triatló                   | Triatló                   |        |        |        |        |        |        | 1      | 1      |       |       |       |       | 1     |       |       |        |        |       |       | 3   |
| Vela                      | Vela                      |        |        |        |        | ●      | ●      | ●      | ●      | 2     | 2     | ●     | ●     | ●     | 2     | 2     | 2      |        |       |       | 10  |
| Voleibol                  | Voleibol                  |        |        |        | ●      | ●      | ●      | ●      | ●      | ●     | ●     | ●     | ●     | ●     | ●     | ●     | ●      | ●      | 1     | 1     | 2   |
| Voleibol                  | Voleibol de platja        |        |        |        | ●      | ●      | ●      | ●      | ●      | ●     | ●     | ●     | ●     | ●     | ●     | ●     | ●      | 1      | 1     |       | 2   |
| Esdeveniments de medalles | Esdeveniments de medalles |        |        |        | 14     | 13     | 18     | 14     | 17     | 19    | 22    | 28    | 20    | 16    | 17    | 21    | 26     | 32     | 39    | 13    | 329 |
|                           |                           |        |        |        |        |        |        |        |        |       |       |       |       |       |       |       |        |        |       |       | 329 |
| 24 dc.                    | 25 dj.                    | 26 dv. | 27 ds. | 28 dg. | 29 dl. | 30 dt. | 31 dm. | 1 dj.  | 2 dv.  | 3 ds. | 4 dg. | 5 dl. | 6 dm. | 7 dx. | 8 dj. | 9 dv. | 10 ds. | 11 dg. |       |       |     |
| Juliol                    | Juliol                    | Juliol | Juliol | Juliol | Juliol | Juliol | Juliol | Agost  | Agost  | Agost | Agost | Agost | Agost | Agost | Agost | Agost | Agost  | Agost  |       |       |     |

### Catalans olímpics
Hi participen un total de 102 esportistes catalans en 21 disciplines.
Resultats finals: 3 medalles d'or (19 esportistes), 3 de bronze (8 esportistes) i 11 diplomes olímpics (39 esportistes) 
| Esport            | Gènere  | Disciplina                   | Esportista           | Palamarès previ | Calendari i resultats | Calendari i resultats | Calendari i resultats | Calendari i resultats | Calendari i resultats | Calendari i resultats | Calendari i resultats | Calendari i resultats | Calendari i resultats | Calendari i resultats | Calendari i resultats | Calendari i resultats |
| ----------------- | ------- | ---------------------------- | -------------------- | --- | --- | --- | --- | --- | --- | --- | --- | --- | --- | --- | --- | --- |
| Atletisme         | Femení  | 200 metres                   | Jaël Bestué          | Plata al campionat del món sub-18 Nairobi 2017 i bronze al campionat d'Europa sub-20 Boras 2019 | 4a a la sèrie 4 amb 23.17 | 4a a la sèrie 4 amb 23.17 | 4a a la sèrie 4 amb 23.17 | 4a a la sèrie 4 amb 23.17 | 4a a la sèrie 4 amb 23.17 | 4a a la sèrie 4 amb 23.17 | 2a a la sèrie 4 de la repesca amb 23.22 | 2a a la sèrie 4 de la repesca amb 23.22 | 2a a la sèrie 4 de la repesca amb 23.22 | 2a a la sèrie 4 de la repesca amb 23.22 | 2a a la sèrie 4 de la repesca amb 23.22 | 2a a la sèrie 4 de la repesca amb 23.22 |
| Atletisme         | Femení  | Relleu 4 x 100 metres        | Jaël Bestué          | Plata al campionat del món sub-18 Nairobi 2017 i bronze al campionat d'Europa sub-20 Boras 2019 | 7a a la sèrie 2 amb 42.77, 11a a la general | 7a a la sèrie 2 amb 42.77, 11a a la general | 7a a la sèrie 2 amb 42.77, 11a a la general | 7a a la sèrie 2 amb 42.77, 11a a la general | 7a a la sèrie 2 amb 42.77, 11a a la general | 7a a la sèrie 2 amb 42.77, 11a a la general | 7a a la sèrie 2 amb 42.77, 11a a la general | 7a a la sèrie 2 amb 42.77, 11a a la general | 7a a la sèrie 2 amb 42.77, 11a a la general | 7a a la sèrie 2 amb 42.77, 11a a la general | 7a a la sèrie 2 amb 42.77, 11a a la general | 7a a la sèrie 2 amb 42.77, 11a a la general |
| Atletisme         | Femení  | Relleu 4 x 400 metres        | Berta Segura         | Or al campionat iberoamericà La Nucia 2022, plata al campionat d'Europa sub-20 Tallin 2021 i bronze al campionat d'Europa sub-23 Espoo 2023 | 5a a la sèrie 1 amb 3:28.29 | 5a a la sèrie 1 amb 3:28.29 | 5a a la sèrie 1 amb 3:28.29 | 5a a la sèrie 1 amb 3:28.29 | 5a a la sèrie 1 amb 3:28.29 | 5a a la sèrie 1 amb 3:28.29 | 5a a la sèrie 1 amb 3:28.29 | 5a a la sèrie 1 amb 3:28.29 | 5a a la sèrie 1 amb 3:28.29 | 5a a la sèrie 1 amb 3:28.29 | 5a a la sèrie 1 amb 3:28.29 | 5a a la sèrie 1 amb 3:28.29 |
| Atletisme         | Femení  | 1500 metres                  | Esther Guerrero      | Campionat iberoamericà: Or (800) i bronze (4x400) a Trujillo 2018;Campionat d'Europa de camp a través: Or a Tiburg 2018 (4x400) i bronze a Samorin 2018 (4x1.5km); Campionat d'Europa per nacions: Bronze a Lilla 2017 | 10a a la sèrie 2 amb 4:06.60 | 10a a la sèrie 2 amb 4:06.60 | 10a a la sèrie 2 amb 4:06.60 | 10a a la sèrie 2 amb 4:06.60 | 3a a la sèrie 1 de la repesca amb 4:03.15 | 3a a la sèrie 1 de la repesca amb 4:03.15 | 3a a la sèrie 1 de la repesca amb 4:03.15 | 3a a la sèrie 1 de la repesca amb 4:03.15 | 7a a la Semifinal 1, 19a a la general amb 4:01.94 | 7a a la Semifinal 1, 19a a la general amb 4:01.94 | 7a a la Semifinal 1, 19a a la general amb 4:01.94 | 7a a la Semifinal 1, 19a a la general amb 4:01.94 |
| Atletisme         | Femení  | 20 quilòmetres marxa         | Cristina Montesinos  | Or en equip i bronze en individual a la copa europea de marxa atlètica de 2003 (35 km) | Final: 10a amb 1:29:11 a 3:17 de l'or | Final: 10a amb 1:29:11 a 3:17 de l'or | Final: 10a amb 1:29:11 a 3:17 de l'or | Final: 10a amb 1:29:11 a 3:17 de l'or | Final: 10a amb 1:29:11 a 3:17 de l'or | Final: 10a amb 1:29:11 a 3:17 de l'or | Final: 10a amb 1:29:11 a 3:17 de l'or | Final: 10a amb 1:29:11 a 3:17 de l'or | Final: 10a amb 1:29:11 a 3:17 de l'or | Final: 10a amb 1:29:11 a 3:17 de l'or | Final: 10a amb 1:29:11 a 3:17 de l'or | Final: 10a amb 1:29:11 a 3:17 de l'or |
| Atletisme         | Femení  | Marató                       | Meritxell Soler      | | 25a amb 2:29:56 | 25a amb 2:29:56 | 25a amb 2:29:56 | 25a amb 2:29:56 | 25a amb 2:29:56 | 25a amb 2:29:56 | 25a amb 2:29:56 | 25a amb 2:29:56 | 25a amb 2:29:56 | 25a amb 2:29:56 | 25a amb 2:29:56 | 25a amb 2:29:56 |
| Atletisme         | Masculí | 800 metres                   | Elvin Josué Canales  | Plata als Jocs Centre-americans Managua 2017 | 5é a la sèrie 4 | 5é a la sèrie 4 | 5é a la sèrie 4 | 5é a la sèrie 4 | 5é a la sèrie 4 | 5é a la sèrie 4 | 4t a la sèrie 4 de la repesca amb 1:44.65 | 4t a la sèrie 4 de la repesca amb 1:44.65 | 4t a la sèrie 4 de la repesca amb 1:44.65 | 4t a la sèrie 4 de la repesca amb 1:44.65 | 4t a la sèrie 4 de la repesca amb 1:44.65 | 4t a la sèrie 4 de la repesca amb 1:44.65 |
| Atletisme         | Masculí | 1500 metres                  | Adel Mechaal         | Campionat Europeu en pista coberta: Or en 3000 metres a Belgrad 2017 i plata a Estambul 2023; Campionat Europeu: Plata en 5000 metres a Amsterdam 2016 i bronze en 3000 metres a Torun 2021 | 9é a la sèrie 2 amb 3:35.81, 9é a la general | 9é a la sèrie 2 amb 3:35.81, 9é a la general | 9é a la sèrie 2 amb 3:35.81, 9é a la general | 9é a la sèrie 2 amb 3:35.81, 9é a la general | 9é a la sèrie 2 amb 3:35.81, 9é a la general | 9é a la sèrie 2 amb 3:35.81, 9é a la general | 14é a lasèrie 2 de la repesca amb 3:42.79 i 27é a la general | 14é a lasèrie 2 de la repesca amb 3:42.79 i 27é a la general | 14é a lasèrie 2 de la repesca amb 3:42.79 i 27é a la general | 14é a lasèrie 2 de la repesca amb 3:42.79 i 27é a la general | 14é a lasèrie 2 de la repesca amb 3:42.79 i 27é a la general | 14é a lasèrie 2 de la repesca amb 3:42.79 i 27é a la general |
| Atletisme         | Masculí | 5000 metres                  | Adel Mechaal         | Campionat Europeu en pista coberta: Or en 3000 metres a Belgrad 2017 i plata a Estambul 2023; Campionat Europeu: Plata en 5000 metres a Amsterdam 2016 i bronze en 3000 metres a Torun 2021 | Desqualificat a la 1a ronda | Desqualificat a la 1a ronda | Desqualificat a la 1a ronda | Desqualificat a la 1a ronda | Desqualificat a la 1a ronda | Desqualificat a la 1a ronda | Desqualificat a la 1a ronda | Desqualificat a la 1a ronda | Desqualificat a la 1a ronda | Desqualificat a la 1a ronda | Desqualificat a la 1a ronda | Desqualificat a la 1a ronda |
| Atletisme         | Masculí | 10000 metres                 | Abdessamad Oukhelfen | Bronze al campionat d'Europa sub-23 a Gävle 2019 | 23é amb 28:21.90 | 23é amb 28:21.90 | 23é amb 28:21.90 | 23é amb 28:21.90 | 23é amb 28:21.90 | 23é amb 28:21.90 | 23é amb 28:21.90 | 23é amb 28:21.90 | 23é amb 28:21.90 | 23é amb 28:21.90 | 23é amb 28:21.90 | 23é amb 28:21.90 |
| Atletisme         | Masculí | 20 quilòmetres marxa         | Paul McGrath         | 4 ors a la copa d'Europa de marxa sub-20 a Podebrady 2021 (10k), al campionat d'Europa sub-20 a Tallin 2021 (10k), al campionat d'Europa sub-23 a Espoo 2023 i al campionat mundial per equips a Antalya 2024; 2 plates al festival olímpic de la joventut europea a Bakú 2019 (10k) i al campionat europeu 2024; Bronze al campionat del món sub-20 a Nairobi 2021 (10k) | Final: 17é amb 1:20:32 a 1:36 de l'or | Final: 17é amb 1:20:32 a 1:36 de l'or | Final: 17é amb 1:20:32 a 1:36 de l'or | Final: 17é amb 1:20:32 a 1:36 de l'or | Final: 17é amb 1:20:32 a 1:36 de l'or | Final: 17é amb 1:20:32 a 1:36 de l'or | Final: 17é amb 1:20:32 a 1:36 de l'or | Final: 17é amb 1:20:32 a 1:36 de l'or | Final: 17é amb 1:20:32 a 1:36 de l'or | Final: 17é amb 1:20:32 a 1:36 de l'or | Final: 17é amb 1:20:32 a 1:36 de l'or | Final: 17é amb 1:20:32 a 1:36 de l'or |
| Atletisme         | Masculí | Marató                       | Ibrahim Chakir       | | 34é amb 2:11:44 | 34é amb 2:11:44 | 34é amb 2:11:44 | 34é amb 2:11:44 | 34é amb 2:11:44 | 34é amb 2:11:44 | 34é amb 2:11:44 | 34é amb 2:11:44 | 34é amb 2:11:44 | 34é amb 2:11:44 | 34é amb 2:11:44 | 34é amb 2:11:44 |
| Bàsquetbol        | Femení  | 5x5                          | Queralt Casas        | 2 ors al campionat d'Europa 2013 i 2019 i bronze al campionat del Món 2018 | Jornada 1 vs Xina, victòria 90-89 amb 8 punts de Casas i 7 de Vilaró | Jornada 1 vs Xina, victòria 90-89 amb 8 punts de Casas i 7 de Vilaró | Jornada 1 vs Xina, victòria 90-89 amb 8 punts de Casas i 7 de Vilaró | Jornada 2 vs Puerto Rico, victòria 63-62, amb 8 punts d'Ortiz i 2 de Casas i Vilarò | Jornada 2 vs Puerto Rico, victòria 63-62, amb 8 punts d'Ortiz i 2 de Casas i Vilarò | Jornada 2 vs Puerto Rico, victòria 63-62, amb 8 punts d'Ortiz i 2 de Casas i Vilarò | Jornada 3 vs Sèrbia, victòria 70-62, amb 10 punts de Casas, 6 d'Ortiz i 3 de Vilarò | Jornada 3 vs Sèrbia, victòria 70-62, amb 10 punts de Casas, 6 d'Ortiz i 3 de Vilarò | Jornada 3 vs Sèrbia, victòria 70-62, amb 10 punts de Casas, 6 d'Ortiz i 3 de Vilarò | Quarts de final vs Bèlgica, derrota 66-79 amb 9 punts d'Ortiz, 3 de Vilaró i 2 de Casas, obtenen DIPLOMA OLÍMPIC | Quarts de final vs Bèlgica, derrota 66-79 amb 9 punts d'Ortiz, 3 de Vilaró i 2 de Casas, obtenen DIPLOMA OLÍMPIC | Quarts de final vs Bèlgica, derrota 66-79 amb 9 punts d'Ortiz, 3 de Vilaró i 2 de Casas, obtenen DIPLOMA OLÍMPIC |
| Bàsquetbol        | Femení  | 5x5                          | Mariona Ortiz        | | Jornada 1 vs Xina, victòria 90-89 amb 8 punts de Casas i 7 de Vilaró | Jornada 1 vs Xina, victòria 90-89 amb 8 punts de Casas i 7 de Vilaró | Jornada 1 vs Xina, victòria 90-89 amb 8 punts de Casas i 7 de Vilaró | Jornada 2 vs Puerto Rico, victòria 63-62, amb 8 punts d'Ortiz i 2 de Casas i Vilarò | Jornada 2 vs Puerto Rico, victòria 63-62, amb 8 punts d'Ortiz i 2 de Casas i Vilarò | Jornada 2 vs Puerto Rico, victòria 63-62, amb 8 punts d'Ortiz i 2 de Casas i Vilarò | Jornada 3 vs Sèrbia, victòria 70-62, amb 10 punts de Casas, 6 d'Ortiz i 3 de Vilarò | Jornada 3 vs Sèrbia, victòria 70-62, amb 10 punts de Casas, 6 d'Ortiz i 3 de Vilarò | Jornada 3 vs Sèrbia, victòria 70-62, amb 10 punts de Casas, 6 d'Ortiz i 3 de Vilarò | Quarts de final vs Bèlgica, derrota 66-79 amb 9 punts d'Ortiz, 3 de Vilaró i 2 de Casas, obtenen DIPLOMA OLÍMPIC | Quarts de final vs Bèlgica, derrota 66-79 amb 9 punts d'Ortiz, 3 de Vilaró i 2 de Casas, obtenen DIPLOMA OLÍMPIC | Quarts de final vs Bèlgica, derrota 66-79 amb 9 punts d'Ortiz, 3 de Vilaró i 2 de Casas, obtenen DIPLOMA OLÍMPIC |
| Bàsquetbol        | Femení  | 5x5                          | Andrea Vilaró        | Or al campionat d'Europa 2019 | Jornada 1 vs Xina, victòria 90-89 amb 8 punts de Casas i 7 de Vilaró | Jornada 1 vs Xina, victòria 90-89 amb 8 punts de Casas i 7 de Vilaró | Jornada 1 vs Xina, victòria 90-89 amb 8 punts de Casas i 7 de Vilaró | Jornada 2 vs Puerto Rico, victòria 63-62, amb 8 punts d'Ortiz i 2 de Casas i Vilarò | Jornada 2 vs Puerto Rico, victòria 63-62, amb 8 punts d'Ortiz i 2 de Casas i Vilarò | Jornada 2 vs Puerto Rico, victòria 63-62, amb 8 punts d'Ortiz i 2 de Casas i Vilarò | Jornada 3 vs Sèrbia, victòria 70-62, amb 10 punts de Casas, 6 d'Ortiz i 3 de Vilarò | Jornada 3 vs Sèrbia, victòria 70-62, amb 10 punts de Casas, 6 d'Ortiz i 3 de Vilarò | Jornada 3 vs Sèrbia, victòria 70-62, amb 10 punts de Casas, 6 d'Ortiz i 3 de Vilarò | Quarts de final vs Bèlgica, derrota 66-79 amb 9 punts d'Ortiz, 3 de Vilaró i 2 de Casas, obtenen DIPLOMA OLÍMPIC | Quarts de final vs Bèlgica, derrota 66-79 amb 9 punts d'Ortiz, 3 de Vilaró i 2 de Casas, obtenen DIPLOMA OLÍMPIC | Quarts de final vs Bèlgica, derrota 66-79 amb 9 punts d'Ortiz, 3 de Vilaró i 2 de Casas, obtenen DIPLOMA OLÍMPIC |
| Ciclisme          | Masculí | Carretera en ruta            | Juan Ayuso           | Bronze al campionat europeu Trento 2021 | Final: 22é amb 6:21:54 | Final: 22é amb 6:21:54 | Final: 22é amb 6:21:54 | Final: 22é amb 6:21:54 | Final: 22é amb 6:21:54 | Final: 22é amb 6:21:54 | Final: 22é amb 6:21:54 | Final: 22é amb 6:21:54 | Final: 22é amb 6:21:54 | Final: 22é amb 6:21:54 | Final: 22é amb 6:21:54 | Final: 22é amb 6:21:54 |
| Ciclisme          | Masculí | Mountain bike cross-country  | Jofre Cullell        | Campió d'Europa júnior en BTT el 2017 | 24é a 5.51 de l'or | 24é a 5.51 de l'or | 24é a 5.51 de l'or | 24é a 5.51 de l'or | 24é a 5.51 de l'or | 24é a 5.51 de l'or | 24é a 5.51 de l'or | 24é a 5.51 de l'or | 24é a 5.51 de l'or | 24é a 5.51 de l'or | 24é a 5.51 de l'or | 24é a 5.51 de l'or |
| Ciclisme          | Femení  | Carretera contra el rellotge | Mireia Benito        | | 22a a 4:09.86 de l'or | 22a a 4:09.86 de l'or | 22a a 4:09.86 de l'or | 22a a 4:09.86 de l'or | 22a a 4:09.86 de l'or | 22a a 4:09.86 de l'or | 22a a 4:09.86 de l'or | 22a a 4:09.86 de l'or | 22a a 4:09.86 de l'or | 22a a 4:09.86 de l'or | 22a a 4:09.86 de l'or | 22a a 4:09.86 de l'or |
| Ciclisme          | Femení  | Carretera en ruta            | Mireia Benito        | 63a amb 4:10:20 | 63a amb 4:10:20 | 63a amb 4:10:20 | 63a amb 4:10:20 | 63a amb 4:10:20 | 63a amb 4:10:20 | 63a amb 4:10:20 | 63a amb 4:10:20 | 63a amb 4:10:20 | 63a amb 4:10:20 | 63a amb 4:10:20 | 63a amb 4:10:20 | |
| Futbol            | Femení  | Femení                       | Laia Aleixandri      | Campiona d'Europa sub-17 2015 | 1a jornada vs Japó: victòria 2-1 amb gol i assistència d'Aitana Bonmatí | 2a jornada vs Nigèria, victòria 1-0, gol de Putellas | 2a jornada vs Nigèria, victòria 1-0, gol de Putellas | 2a jornada vs Nigèria, victòria 1-0, gol de Putellas | 3a jornada vs Brasil, victòria 2-0, amb gol de Putellas | 3a jornada vs Brasil, victòria 2-0, amb gol de Putellas | 3/8 17:00 Quarts de final vs Colòmbia, empat a 2, 4-2 a la tanda de penals, amb gol d'Aitana Bonmatí | 3/8 17:00 Quarts de final vs Colòmbia, empat a 2, 4-2 a la tanda de penals, amb gol d'Aitana Bonmatí | 6/8 21:00 Semifinals vs Brasil, derrota 2-4 | Partit pel bronze vs Alemanya, derrota 0-1, obtenen DIPLOMA OLÍMPIC | Partit pel bronze vs Alemanya, derrota 0-1, obtenen DIPLOMA OLÍMPIC | Partit pel bronze vs Alemanya, derrota 0-1, obtenen DIPLOMA OLÍMPIC |
| Futbol            | Femení  | Femení                       | Ona Batlle           | Lliga de campiones 2024; Campiona d'Europa sub-17 2015; Campiona d'Europa sub-19 2017; Campiona del Món 2023 | 1a jornada vs Japó: victòria 2-1 amb gol i assistència d'Aitana Bonmatí | 2a jornada vs Nigèria, victòria 1-0, gol de Putellas | 2a jornada vs Nigèria, victòria 1-0, gol de Putellas | 2a jornada vs Nigèria, victòria 1-0, gol de Putellas | 3a jornada vs Brasil, victòria 2-0, amb gol de Putellas | 3a jornada vs Brasil, victòria 2-0, amb gol de Putellas | 3/8 17:00 Quarts de final vs Colòmbia, empat a 2, 4-2 a la tanda de penals, amb gol d'Aitana Bonmatí | 3/8 17:00 Quarts de final vs Colòmbia, empat a 2, 4-2 a la tanda de penals, amb gol d'Aitana Bonmatí | 6/8 21:00 Semifinals vs Brasil, derrota 2-4 | Partit pel bronze vs Alemanya, derrota 0-1, obtenen DIPLOMA OLÍMPIC | Partit pel bronze vs Alemanya, derrota 0-1, obtenen DIPLOMA OLÍMPIC | Partit pel bronze vs Alemanya, derrota 0-1, obtenen DIPLOMA OLÍMPIC |
| Futbol            | Femení  | Femení                       | Aitana Bonmatí       | 3 Lligues de Campiones 2021 2023 2024; Campiona d'Europa sub-17 2015; Campiona d'Europa sub-19 2017; Campiona del Món 2023 | 1a jornada vs Japó: victòria 2-1 amb gol i assistència d'Aitana Bonmatí | 2a jornada vs Nigèria, victòria 1-0, gol de Putellas | 2a jornada vs Nigèria, victòria 1-0, gol de Putellas | 2a jornada vs Nigèria, victòria 1-0, gol de Putellas | 3a jornada vs Brasil, victòria 2-0, amb gol de Putellas | 3a jornada vs Brasil, victòria 2-0, amb gol de Putellas | 3/8 17:00 Quarts de final vs Colòmbia, empat a 2, 4-2 a la tanda de penals, amb gol d'Aitana Bonmatí | 3/8 17:00 Quarts de final vs Colòmbia, empat a 2, 4-2 a la tanda de penals, amb gol d'Aitana Bonmatí | 6/8 21:00 Semifinals vs Brasil, derrota 2-4 | Partit pel bronze vs Alemanya, derrota 0-1, obtenen DIPLOMA OLÍMPIC | Partit pel bronze vs Alemanya, derrota 0-1, obtenen DIPLOMA OLÍMPIC | Partit pel bronze vs Alemanya, derrota 0-1, obtenen DIPLOMA OLÍMPIC |
| Futbol            | Femení  | Femení                       | Laia Codina          | 2 Lligues de Campiones 2021 2023; 1 Copa del Món 2023 | 1a jornada vs Japó: victòria 2-1 amb gol i assistència d'Aitana Bonmatí | 2a jornada vs Nigèria, victòria 1-0, gol de Putellas | 2a jornada vs Nigèria, victòria 1-0, gol de Putellas | 2a jornada vs Nigèria, victòria 1-0, gol de Putellas | 3a jornada vs Brasil, victòria 2-0, amb gol de Putellas | 3a jornada vs Brasil, victòria 2-0, amb gol de Putellas | 3/8 17:00 Quarts de final vs Colòmbia, empat a 2, 4-2 a la tanda de penals, amb gol d'Aitana Bonmatí | 3/8 17:00 Quarts de final vs Colòmbia, empat a 2, 4-2 a la tanda de penals, amb gol d'Aitana Bonmatí | 6/8 21:00 Semifinals vs Brasil, derrota 2-4 | Partit pel bronze vs Alemanya, derrota 0-1, obtenen DIPLOMA OLÍMPIC | Partit pel bronze vs Alemanya, derrota 0-1, obtenen DIPLOMA OLÍMPIC | Partit pel bronze vs Alemanya, derrota 0-1, obtenen DIPLOMA OLÍMPIC |
| Futbol            | Femení  | Femení                       | Alèxia Putellas      | 2 x Campiona d'Europa sub-17 2010 2011; Campiona del Món 2023; Lliga de Nacions 2024; 3 Lliga de Campiones 2021 2023 2024 | 1a jornada vs Japó: victòria 2-1 amb gol i assistència d'Aitana Bonmatí | 2a jornada vs Nigèria, victòria 1-0, gol de Putellas | 2a jornada vs Nigèria, victòria 1-0, gol de Putellas | 2a jornada vs Nigèria, victòria 1-0, gol de Putellas | 3a jornada vs Brasil, victòria 2-0, amb gol de Putellas | 3a jornada vs Brasil, victòria 2-0, amb gol de Putellas | 3/8 17:00 Quarts de final vs Colòmbia, empat a 2, 4-2 a la tanda de penals, amb gol d'Aitana Bonmatí | 3/8 17:00 Quarts de final vs Colòmbia, empat a 2, 4-2 a la tanda de penals, amb gol d'Aitana Bonmatí | 6/8 21:00 Semifinals vs Brasil, derrota 2-4 | Partit pel bronze vs Alemanya, derrota 0-1, obtenen DIPLOMA OLÍMPIC | Partit pel bronze vs Alemanya, derrota 0-1, obtenen DIPLOMA OLÍMPIC | Partit pel bronze vs Alemanya, derrota 0-1, obtenen DIPLOMA OLÍMPIC |
| Futbol            | Masculí | Masculí                      | Adrià Berbabé        | | 1a jornada vs Uzbekistan, victòria 2-1 amb gols de Sergio Gómez i Marc Pubill | 2a jornada vs República Dominicana, victòria 3-1 | 2a jornada vs República Dominicana, victòria 3-1 | 2a jornada vs República Dominicana, victòria 3-1 | 3a jornada vs Egipte, derrota 1-2 | 3a jornada vs Egipte, derrota 1-2 | 2/8 17:00 Quarts de final vs Japó, victòria 3-0 | 2/8 17:00 Quarts de final vs Japó, victòria 3-0 | Semifinal vs Marroc, victòria 2-1 | Final vs França, victòria 5-3, després de pròrroga, CAMPIONS OLÍMPICS I MEDALLA D'OR | Final vs França, victòria 5-3, després de pròrroga, CAMPIONS OLÍMPICS I MEDALLA D'OR | Final vs França, victòria 5-3, després de pròrroga, CAMPIONS OLÍMPICS I MEDALLA D'OR |
| Futbol            | Masculí | Masculí                      | Pau Cubarsí          | | 1a jornada vs Uzbekistan, victòria 2-1 amb gols de Sergio Gómez i Marc Pubill | 2a jornada vs República Dominicana, victòria 3-1 | 2a jornada vs República Dominicana, victòria 3-1 | 2a jornada vs República Dominicana, victòria 3-1 | 3a jornada vs Egipte, derrota 1-2 | 3a jornada vs Egipte, derrota 1-2 | 2/8 17:00 Quarts de final vs Japó, victòria 3-0 | 2/8 17:00 Quarts de final vs Japó, victòria 3-0 | Semifinal vs Marroc, victòria 2-1 | Final vs França, victòria 5-3, després de pròrroga, CAMPIONS OLÍMPICS I MEDALLA D'OR | Final vs França, victòria 5-3, després de pròrroga, CAMPIONS OLÍMPICS I MEDALLA D'OR | Final vs França, victòria 5-3, després de pròrroga, CAMPIONS OLÍMPICS I MEDALLA D'OR |
| Futbol            | Masculí | Masculí                      | Eric García          | Campió d'Europa sub 17 2017; Subcampió del Món sub-17 2017; Campió d'Europa sub-19 2019 | 1a jornada vs Uzbekistan, victòria 2-1 amb gols de Sergio Gómez i Marc Pubill | 2a jornada vs República Dominicana, victòria 3-1 | 2a jornada vs República Dominicana, victòria 3-1 | 2a jornada vs República Dominicana, victòria 3-1 | 3a jornada vs Egipte, derrota 1-2 | 3a jornada vs Egipte, derrota 1-2 | 2/8 17:00 Quarts de final vs Japó, victòria 3-0 | 2/8 17:00 Quarts de final vs Japó, victòria 3-0 | Semifinal vs Marroc, victòria 2-1 | Final vs França, victòria 5-3, després de pròrroga, CAMPIONS OLÍMPICS I MEDALLA D'OR | Final vs França, victòria 5-3, després de pròrroga, CAMPIONS OLÍMPICS I MEDALLA D'OR | Final vs França, victòria 5-3, després de pròrroga, CAMPIONS OLÍMPICS I MEDALLA D'OR |
| Futbol            | Masculí | Masculí                      | Joan Garcia          | | 1a jornada vs Uzbekistan, victòria 2-1 amb gols de Sergio Gómez i Marc Pubill | 2a jornada vs República Dominicana, victòria 3-1 | 2a jornada vs República Dominicana, victòria 3-1 | 2a jornada vs República Dominicana, victòria 3-1 | 3a jornada vs Egipte, derrota 1-2 | 3a jornada vs Egipte, derrota 1-2 | 2/8 17:00 Quarts de final vs Japó, victòria 3-0 | 2/8 17:00 Quarts de final vs Japó, victòria 3-0 | Semifinal vs Marroc, victòria 2-1 | Final vs França, victòria 5-3, després de pròrroga, CAMPIONS OLÍMPICS I MEDALLA D'OR | Final vs França, victòria 5-3, després de pròrroga, CAMPIONS OLÍMPICS I MEDALLA D'OR | Final vs França, victòria 5-3, després de pròrroga, CAMPIONS OLÍMPICS I MEDALLA D'OR |
| Futbol            | Masculí | Masculí                      | Sergio Gómez         | Campionat d'Europa sub-17 2017,Jocs Mediterranis 2018; Campionat d'Europa sub-19 2019, Lliga de Campions 2023, Supercopa d'Europa 2023; Subcampió de la Copa de món sub-17 2017 | 1a jornada vs Uzbekistan, victòria 2-1 amb gols de Sergio Gómez i Marc Pubill | 2a jornada vs República Dominicana, victòria 3-1 | 2a jornada vs República Dominicana, victòria 3-1 | 2a jornada vs República Dominicana, victòria 3-1 | 3a jornada vs Egipte, derrota 1-2 | 3a jornada vs Egipte, derrota 1-2 | 2/8 17:00 Quarts de final vs Japó, victòria 3-0 | 2/8 17:00 Quarts de final vs Japó, victòria 3-0 | Semifinal vs Marroc, victòria 2-1 | Final vs França, victòria 5-3, després de pròrroga, CAMPIONS OLÍMPICS I MEDALLA D'OR | Final vs França, victòria 5-3, després de pròrroga, CAMPIONS OLÍMPICS I MEDALLA D'OR | Final vs França, victòria 5-3, després de pròrroga, CAMPIONS OLÍMPICS I MEDALLA D'OR |
| Futbol            | Masculí | Masculí                      | Marc Pubill          | | 1a jornada vs Uzbekistan, victòria 2-1 amb gols de Sergio Gómez i Marc Pubill | 2a jornada vs República Dominicana, victòria 3-1 | 2a jornada vs República Dominicana, victòria 3-1 | 2a jornada vs República Dominicana, victòria 3-1 | 3a jornada vs Egipte, derrota 1-2 | 3a jornada vs Egipte, derrota 1-2 | 2/8 17:00 Quarts de final vs Japó, victòria 3-0 | 2/8 17:00 Quarts de final vs Japó, victòria 3-0 | Semifinal vs Marroc, victòria 2-1 | Final vs França, victòria 5-3, després de pròrroga, CAMPIONS OLÍMPICS I MEDALLA D'OR | Final vs França, victòria 5-3, després de pròrroga, CAMPIONS OLÍMPICS I MEDALLA D'OR | Final vs França, victòria 5-3, després de pròrroga, CAMPIONS OLÍMPICS I MEDALLA D'OR |
| Futbol            | Masculí | Masculí                      | Arnau Tenas          | Campió d'Europa sub 19 2019 | 1a jornada vs Uzbekistan, victòria 2-1 amb gols de Sergio Gómez i Marc Pubill | 2a jornada vs República Dominicana, victòria 3-1 | 2a jornada vs República Dominicana, victòria 3-1 | 2a jornada vs República Dominicana, victòria 3-1 | 3a jornada vs Egipte, derrota 1-2 | 3a jornada vs Egipte, derrota 1-2 | 2/8 17:00 Quarts de final vs Japó, victòria 3-0 | 2/8 17:00 Quarts de final vs Japó, victòria 3-0 | Semifinal vs Marroc, victòria 2-1 | Final vs França, victòria 5-3, després de pròrroga, CAMPIONS OLÍMPICS I MEDALLA D'OR | Final vs França, victòria 5-3, després de pròrroga, CAMPIONS OLÍMPICS I MEDALLA D'OR | Final vs França, victòria 5-3, després de pròrroga, CAMPIONS OLÍMPICS I MEDALLA D'OR |
| Gimnàstica        | Femení  | Artística individual         | Alba Petisco         | Or per equips al JJOO de la joventut 2018; Bronze per equips als Jocs del Mediterrani 2022 | 36a amb 51.299 punts, 44a en salt de poltre amb 13.466, 45a en barra d'equilibri amb 12.633, 36a en barres asimètriques amb 13.400, 69a en sòl amb 11.800                                                                                                 | 36a amb 51.299 punts, 44a en salt de poltre amb 13.466, 45a en barra d'equilibri amb 12.633, 36a en barres asimètriques amb 13.400, 69a en sòl amb 11.800                                                                                                 | 36a amb 51.299 punts, 44a en salt de poltre amb 13.466, 45a en barra d'equilibri amb 12.633, 36a en barres asimètriques amb 13.400, 69a en sòl amb 11.800                                                                                                 | 36a amb 51.299 punts, 44a en salt de poltre amb 13.466, 45a en barra d'equilibri amb 12.633, 36a en barres asimètriques amb 13.400, 69a en sòl amb 11.800                                                                                                 | 36a amb 51.299 punts, 44a en salt de poltre amb 13.466, 45a en barra d'equilibri amb 12.633, 36a en barres asimètriques amb 13.400, 69a en sòl amb 11.800                                                                                                 | 36a amb 51.299 punts, 44a en salt de poltre amb 13.466, 45a en barra d'equilibri amb 12.633, 36a en barres asimètriques amb 13.400, 69a en sòl amb 11.800                                                                                                 | 36a amb 51.299 punts, 44a en salt de poltre amb 13.466, 45a en barra d'equilibri amb 12.633, 36a en barres asimètriques amb 13.400, 69a en sòl amb 11.800                                                                                                 | 36a amb 51.299 punts, 44a en salt de poltre amb 13.466, 45a en barra d'equilibri amb 12.633, 36a en barres asimètriques amb 13.400, 69a en sòl amb 11.800                                                                                                 | 36a amb 51.299 punts, 44a en salt de poltre amb 13.466, 45a en barra d'equilibri amb 12.633, 36a en barres asimètriques amb 13.400, 69a en sòl amb 11.800                                                                                                 | 36a amb 51.299 punts, 44a en salt de poltre amb 13.466, 45a en barra d'equilibri amb 12.633, 36a en barres asimètriques amb 13.400, 69a en sòl amb 11.800                                                                                                 | 36a amb 51.299 punts, 44a en salt de poltre amb 13.466, 45a en barra d'equilibri amb 12.633, 36a en barres asimètriques amb 13.400, 69a en sòl amb 11.800                                                                                                 | 36a amb 51.299 punts, 44a en salt de poltre amb 13.466, 45a en barra d'equilibri amb 12.633, 36a en barres asimètriques amb 13.400, 69a en sòl amb 11.800                                                                                                 |
| Gimnàstica        | Masculí | Artística per equips         | Joel Plata           | Bronze en barra fixa al Campionat Europeu Múnic 2022 | 27é amb 80,197 punts; 11é en sòl amb 14.166 punts (3r reserva), 33é en cavall amb arcs amb 13.566, 32é en anelles amb 13.433, 62é en salt de poltre amb 12.933, 22é en barra fixa amb 13.666, 62é en barres paral·leles amb 12.433                        | 27é amb 80,197 punts; 11é en sòl amb 14.166 punts (3r reserva), 33é en cavall amb arcs amb 13.566, 32é en anelles amb 13.433, 62é en salt de poltre amb 12.933, 22é en barra fixa amb 13.666, 62é en barres paral·leles amb 12.433                        | 27é amb 80,197 punts; 11é en sòl amb 14.166 punts (3r reserva), 33é en cavall amb arcs amb 13.566, 32é en anelles amb 13.433, 62é en salt de poltre amb 12.933, 22é en barra fixa amb 13.666, 62é en barres paral·leles amb 12.433                        | 27é amb 80,197 punts; 11é en sòl amb 14.166 punts (3r reserva), 33é en cavall amb arcs amb 13.566, 32é en anelles amb 13.433, 62é en salt de poltre amb 12.933, 22é en barra fixa amb 13.666, 62é en barres paral·leles amb 12.433                        | 27é amb 80,197 punts; 11é en sòl amb 14.166 punts (3r reserva), 33é en cavall amb arcs amb 13.566, 32é en anelles amb 13.433, 62é en salt de poltre amb 12.933, 22é en barra fixa amb 13.666, 62é en barres paral·leles amb 12.433                        | 27é amb 80,197 punts; 11é en sòl amb 14.166 punts (3r reserva), 33é en cavall amb arcs amb 13.566, 32é en anelles amb 13.433, 62é en salt de poltre amb 12.933, 22é en barra fixa amb 13.666, 62é en barres paral·leles amb 12.433                        | 27é amb 80,197 punts; 11é en sòl amb 14.166 punts (3r reserva), 33é en cavall amb arcs amb 13.566, 32é en anelles amb 13.433, 62é en salt de poltre amb 12.933, 22é en barra fixa amb 13.666, 62é en barres paral·leles amb 12.433                        | 27é amb 80,197 punts; 11é en sòl amb 14.166 punts (3r reserva), 33é en cavall amb arcs amb 13.566, 32é en anelles amb 13.433, 62é en salt de poltre amb 12.933, 22é en barra fixa amb 13.666, 62é en barres paral·leles amb 12.433                        | 27é amb 80,197 punts; 11é en sòl amb 14.166 punts (3r reserva), 33é en cavall amb arcs amb 13.566, 32é en anelles amb 13.433, 62é en salt de poltre amb 12.933, 22é en barra fixa amb 13.666, 62é en barres paral·leles amb 12.433                        | 27é amb 80,197 punts; 11é en sòl amb 14.166 punts (3r reserva), 33é en cavall amb arcs amb 13.566, 32é en anelles amb 13.433, 62é en salt de poltre amb 12.933, 22é en barra fixa amb 13.666, 62é en barres paral·leles amb 12.433                        | 27é amb 80,197 punts; 11é en sòl amb 14.166 punts (3r reserva), 33é en cavall amb arcs amb 13.566, 32é en anelles amb 13.433, 62é en salt de poltre amb 12.933, 22é en barra fixa amb 13.666, 62é en barres paral·leles amb 12.433                        | 27é amb 80,197 punts; 11é en sòl amb 14.166 punts (3r reserva), 33é en cavall amb arcs amb 13.566, 32é en anelles amb 13.433, 62é en salt de poltre amb 12.933, 22é en barra fixa amb 13.666, 62é en barres paral·leles amb 12.433                        |
| Gimnàstica        | Masculí | Trampolí                     | David Vega           | Plata per equips al campionat mundial Birmingham 2023; Bronze per equips al campionat europeu Guimaraes 2024 | 14é a la classificació amb 55,620 punts | 14é a la classificació amb 55,620 punts | 14é a la classificació amb 55,620 punts | 14é a la classificació amb 55,620 punts | 14é a la classificació amb 55,620 punts | 14é a la classificació amb 55,620 punts | 14é a la classificació amb 55,620 punts | 14é a la classificació amb 55,620 punts | 14é a la classificació amb 55,620 punts | 14é a la classificació amb 55,620 punts | 14é a la classificació amb 55,620 punts | 14é a la classificació amb 55,620 punts |
| Golf              | Masculí | Masculí                      | David Puig           | Campio de l'Internatonal sèries Singapur 2023 i de l'IRS prima malaysian open 2024 | Ronda 1: 21é amb 2 sota el par a 6 colps de l'or | Ronda 1: 21é amb 2 sota el par a 6 colps de l'or | Ronda 1: 21é amb 2 sota el par a 6 colps de l'or | 19é després de la ronda 2 amb 4 sota el par a 7 colps de l'or | 19é després de la ronda 2 amb 4 sota el par a 7 colps de l'or | 19é després de la ronda 2 amb 4 sota el par a 7 colps de l'or | 23é després de la ronda 3 amb 5 sota el par a 4 colps de l'or | 23é després de la ronda 3 amb 5 sota el par a 4 colps de l'or | 23é després de la ronda 3 amb 5 sota el par a 4 colps de l'or | 40é a la classificació final amb 1 colp sota el par a 20 de l'or | 40é a la classificació final amb 1 colp sota el par a 20 de l'or | 40é a la classificació final amb 1 colp sota el par a 20 de l'or |
| Handbol           | Femení  | Femení                       | Kaba Gassama         | Or als Jocs Mediterranis 2022 | 1a jornada vs Brasil: derrota 18-29 | 1a jornada vs Brasil: derrota 18-29 | 2a jornada vs Angola, derrota 21-26 | 2a jornada vs Angola, derrota 21-26 | 3a jornada vs Països Baixos, derrota 24-29 | 3a jornada vs Països Baixos, derrota 24-29 | 4a jornada vs Hongria, derrota 24-27 amb 2 gols de Gassama | 4a jornada vs Hongria, derrota 24-27 amb 2 gols de Gassama | 4a jornada vs Hongria, derrota 24-27 amb 2 gols de Gassama | 5a jornada vs França, derrota 24-32 amb 3 gols de Gassama | 5a jornada vs França, derrota 24-32 amb 3 gols de Gassama | 5a jornada vs França, derrota 24-32 amb 3 gols de Gassama |
| Handbol           | Masculí | Masculí                      | Daniel Fernández     | | 1a jornada vs Eslovènia, victòria 25-22, amb 7 gols de Gómez, 4 de Fernández i 1 de Tarrafeta | 2a jornada vs Suècia, derrota 26-29, amb 7 gols de Fernández, 6 de Gómez i 1 de Tarrafeta | 2a jornada vs Suècia, derrota 26-29, amb 7 gols de Fernández, 6 de Gómez i 1 de Tarrafeta | 2a jornada vs Suècia, derrota 26-29, amb 7 gols de Fernández, 6 de Gómez i 1 de Tarrafeta | 3a jornada vs Japó, victòria 37-33 amb 3 gols de Fernández, Gómez i Tarrafeta | 2/8 16:00 4a jornada vs Alemanya, derrota 31-33, amb 10 gols de Gómez, 4 de Tarrafeta i 3 de Fernández | 2/8 16:00 4a jornada vs Alemanya, derrota 31-33, amb 10 gols de Gómez, 4 de Tarrafeta i 3 de Fernández | 5a jornada vs Croàcia, victòria 32-31 amb 5 gols de Gómez, 4 de Tarrafeta i 2 de Fernández | Quarts de final vs Egipte, victòria 29-28 amb 9 gols de Gómez, 6 de Tarrafeta i 2 de Fernández | Semifinals vs Alemanya, derrota 24-25 amb 5 gols de Fernández, 4 de Tarrafeta i 3 de Gómez | Semifinals vs Alemanya, derrota 24-25 amb 5 gols de Fernández, 4 de Tarrafeta i 3 de Gómez | Partit pel bronze vs Eslovènia victòria 23-22 amb 5 gols de Gòmez i 2 de Fernàndez, obtenen MEDALLA DE BRONZE |
| Handbol           | Masculí | Masculí                      | Aleix Gómez          | Or al campionat d'Europa 2020 i 2 bronzes al campionat del món 2021 i als Jocs Mediterranis 2018 | 1a jornada vs Eslovènia, victòria 25-22, amb 7 gols de Gómez, 4 de Fernández i 1 de Tarrafeta | 2a jornada vs Suècia, derrota 26-29, amb 7 gols de Fernández, 6 de Gómez i 1 de Tarrafeta | 2a jornada vs Suècia, derrota 26-29, amb 7 gols de Fernández, 6 de Gómez i 1 de Tarrafeta | 2a jornada vs Suècia, derrota 26-29, amb 7 gols de Fernández, 6 de Gómez i 1 de Tarrafeta | 3a jornada vs Japó, victòria 37-33 amb 3 gols de Fernández, Gómez i Tarrafeta | 2/8 16:00 4a jornada vs Alemanya, derrota 31-33, amb 10 gols de Gómez, 4 de Tarrafeta i 3 de Fernández | 2/8 16:00 4a jornada vs Alemanya, derrota 31-33, amb 10 gols de Gómez, 4 de Tarrafeta i 3 de Fernández | 5a jornada vs Croàcia, victòria 32-31 amb 5 gols de Gómez, 4 de Tarrafeta i 2 de Fernández | Quarts de final vs Egipte, victòria 29-28 amb 9 gols de Gómez, 6 de Tarrafeta i 2 de Fernández | Semifinals vs Alemanya, derrota 24-25 amb 5 gols de Fernández, 4 de Tarrafeta i 3 de Gómez | Semifinals vs Alemanya, derrota 24-25 amb 5 gols de Fernández, 4 de Tarrafeta i 3 de Gómez | Partit pel bronze vs Eslovènia victòria 23-22 amb 5 gols de Gòmez i 2 de Fernàndez, obtenen MEDALLA DE BRONZE |
| Handbol           | Masculí | Masculí                      | Ian Tarrafeta        | Or als Jocs Mediterranis 2022, plata al campionat d'Europa 2022 i bronze al campionat mundial 2023 | 1a jornada vs Eslovènia, victòria 25-22, amb 7 gols de Gómez, 4 de Fernández i 1 de Tarrafeta | 2a jornada vs Suècia, derrota 26-29, amb 7 gols de Fernández, 6 de Gómez i 1 de Tarrafeta | 2a jornada vs Suècia, derrota 26-29, amb 7 gols de Fernández, 6 de Gómez i 1 de Tarrafeta | 2a jornada vs Suècia, derrota 26-29, amb 7 gols de Fernández, 6 de Gómez i 1 de Tarrafeta | 3a jornada vs Japó, victòria 37-33 amb 3 gols de Fernández, Gómez i Tarrafeta | 2/8 16:00 4a jornada vs Alemanya, derrota 31-33, amb 10 gols de Gómez, 4 de Tarrafeta i 3 de Fernández | 2/8 16:00 4a jornada vs Alemanya, derrota 31-33, amb 10 gols de Gómez, 4 de Tarrafeta i 3 de Fernández | 5a jornada vs Croàcia, victòria 32-31 amb 5 gols de Gómez, 4 de Tarrafeta i 2 de Fernández | Quarts de final vs Egipte, victòria 29-28 amb 9 gols de Gómez, 6 de Tarrafeta i 2 de Fernández | Semifinals vs Alemanya, derrota 24-25 amb 5 gols de Fernández, 4 de Tarrafeta i 3 de Gómez | Semifinals vs Alemanya, derrota 24-25 amb 5 gols de Fernández, 4 de Tarrafeta i 3 de Gómez | Partit pel bronze vs Eslovènia victòria 23-22 amb 5 gols de Gòmez i 2 de Fernàndez, obtenen MEDALLA DE BRONZE |
| Hoquei herba      | Femení  | Femení                       | Clara Badia          | Or a la copa de nacions Terrassa 2024 i plata a València 2022 | 1a jornada vs Gran Bretanya, victòria 2-1 | 1a jornada vs Gran Bretanya, victòria 2-1 | 2a jornada vs Estats Units, empat a 1 | 2a jornada vs Estats Units, empat a 1 | 3a jornada vs Argentina, derrota 1-2 | 3a jornada vs Argentina, derrota 1-2 | 4a jornada vs Sud-àfrica, victòria 1-0 | 4a jornada vs Sud-àfrica, victòria 1-0 | 3/8 12:45 5a jornada vs Austràlia, derrota 1-3 | 3/8 12:45 5a jornada vs Austràlia, derrota 1-3 | Quarts de final vs Bèlgica, derrota 0-2, obtenen DIPLOMA OLÍMPIC | Quarts de final vs Bèlgica, derrota 0-2, obtenen DIPLOMA OLÍMPIC |
| Hoquei herba      | Femení  | Femení                       | Xantal Giné          | Or a la copa de nacions Terrassa 2024, plata a València 2022 i bronze a la copa del Món Londres 2018 | 1a jornada vs Gran Bretanya, victòria 2-1 | 1a jornada vs Gran Bretanya, victòria 2-1 | 2a jornada vs Estats Units, empat a 1 | 2a jornada vs Estats Units, empat a 1 | 3a jornada vs Argentina, derrota 1-2 | 3a jornada vs Argentina, derrota 1-2 | 4a jornada vs Sud-àfrica, victòria 1-0 | 4a jornada vs Sud-àfrica, victòria 1-0 | 3/8 12:45 5a jornada vs Austràlia, derrota 1-3 | 3/8 12:45 5a jornada vs Austràlia, derrota 1-3 | Quarts de final vs Bèlgica, derrota 0-2, obtenen DIPLOMA OLÍMPIC | Quarts de final vs Bèlgica, derrota 0-2, obtenen DIPLOMA OLÍMPIC |
| Hoquei herba      | Femení  | Femení                       | Clara Pérez          | Or a la copa de nacions Terrassa 2024 i plata a València 2022 | 1a jornada vs Gran Bretanya, victòria 2-1 | 1a jornada vs Gran Bretanya, victòria 2-1 | 2a jornada vs Estats Units, empat a 1 | 2a jornada vs Estats Units, empat a 1 | 3a jornada vs Argentina, derrota 1-2 | 3a jornada vs Argentina, derrota 1-2 | 4a jornada vs Sud-àfrica, victòria 1-0 | 4a jornada vs Sud-àfrica, victòria 1-0 | 3/8 12:45 5a jornada vs Austràlia, derrota 1-3 | 3/8 12:45 5a jornada vs Austràlia, derrota 1-3 | Quarts de final vs Bèlgica, derrota 0-2, obtenen DIPLOMA OLÍMPIC | Quarts de final vs Bèlgica, derrota 0-2, obtenen DIPLOMA OLÍMPIC |
| Hoquei herba      | Femení  | Femení                       | Marta Segú           | Plata a la copa de nacions València 2022 i bronze a l'Eurohockey Antwerp 2019 | 1a jornada vs Gran Bretanya, victòria 2-1 | 1a jornada vs Gran Bretanya, victòria 2-1 | 2a jornada vs Estats Units, empat a 1 | 2a jornada vs Estats Units, empat a 1 | 3a jornada vs Argentina, derrota 1-2 | 3a jornada vs Argentina, derrota 1-2 | 4a jornada vs Sud-àfrica, victòria 1-0 | 4a jornada vs Sud-àfrica, victòria 1-0 | 3/8 12:45 5a jornada vs Austràlia, derrota 1-3 | 3/8 12:45 5a jornada vs Austràlia, derrota 1-3 | Quarts de final vs Bèlgica, derrota 0-2, obtenen DIPLOMA OLÍMPIC | Quarts de final vs Bèlgica, derrota 0-2, obtenen DIPLOMA OLÍMPIC |
| Hoquei herba      | Femení  | Femení                       | Júlia Strappato      | Plata a la copa de nacions València 2022 | 1a jornada vs Gran Bretanya, victòria 2-1 | 1a jornada vs Gran Bretanya, victòria 2-1 | 2a jornada vs Estats Units, empat a 1 | 2a jornada vs Estats Units, empat a 1 | 3a jornada vs Argentina, derrota 1-2 | 3a jornada vs Argentina, derrota 1-2 | 4a jornada vs Sud-àfrica, victòria 1-0 | 4a jornada vs Sud-àfrica, victòria 1-0 | 3/8 12:45 5a jornada vs Austràlia, derrota 1-3 | 3/8 12:45 5a jornada vs Austràlia, derrota 1-3 | Quarts de final vs Bèlgica, derrota 0-2, obtenen DIPLOMA OLÍMPIC | Quarts de final vs Bèlgica, derrota 0-2, obtenen DIPLOMA OLÍMPIC |
| Hoquei herba      | Femení  | Femení                       | Laia Vidosa          | Plata a la copa de nacions València 2022 | 1a jornada vs Gran Bretanya, victòria 2-1 | 1a jornada vs Gran Bretanya, victòria 2-1 | 2a jornada vs Estats Units, empat a 1 | 2a jornada vs Estats Units, empat a 1 | 3a jornada vs Argentina, derrota 1-2 | 3a jornada vs Argentina, derrota 1-2 | 4a jornada vs Sud-àfrica, victòria 1-0 | 4a jornada vs Sud-àfrica, victòria 1-0 | 3/8 12:45 5a jornada vs Austràlia, derrota 1-3 | 3/8 12:45 5a jornada vs Austràlia, derrota 1-3 | Quarts de final vs Bèlgica, derrota 0-2, obtenen DIPLOMA OLÍMPIC | Quarts de final vs Bèlgica, derrota 0-2, obtenen DIPLOMA OLÍMPIC |
| Hoquei herba      | Masculí | Masculí                      | Jordi Bonastre       | | 1a jornada vs Gran Bretanya, derrota 0-4 | 2a jornada vs Alemanya, victòria 2-0, amb gol de Cunill | 2a jornada vs Alemanya, victòria 2-0, amb gol de Cunill | 2a jornada vs Alemanya, victòria 2-0, amb gol de Cunill | 3a jornada vs França, empat a 3 amb gol de Cunill | 4a jornada vs Sud-àfrica, victòria 3-0, amb 2 gols de Renyé | 4a jornada vs Sud-àfrica, victòria 3-0, amb 2 gols de Renyé | 2/8 10:30 5a jornada vs Països Baixos, derrota 3-5, amb gols de Renyé i Miralles | Quarts de final vs Bèlgica, victòria 3-2, amb gols de Renyé i Miralles | Semifinals vs Països Baixos, derrota 0-4 | Semifinals vs Països Baixos, derrota 0-4 | Partit pel bronze vs Índia, derrota 1-2 amb gol de Miralles, obtenen DIPLOMA OLÍMPIC |
| Hoquei herba      | Masculí | Masculí                      | Luis Calzado         | | 1a jornada vs Gran Bretanya, derrota 0-4 | 2a jornada vs Alemanya, victòria 2-0, amb gol de Cunill | 2a jornada vs Alemanya, victòria 2-0, amb gol de Cunill | 2a jornada vs Alemanya, victòria 2-0, amb gol de Cunill | 3a jornada vs França, empat a 3 amb gol de Cunill | 4a jornada vs Sud-àfrica, victòria 3-0, amb 2 gols de Renyé | 4a jornada vs Sud-àfrica, victòria 3-0, amb 2 gols de Renyé | 2/8 10:30 5a jornada vs Països Baixos, derrota 3-5, amb gols de Renyé i Miralles | Quarts de final vs Bèlgica, victòria 3-2, amb gols de Renyé i Miralles | Semifinals vs Països Baixos, derrota 0-4 | Semifinals vs Països Baixos, derrota 0-4 | Partit pel bronze vs Índia, derrota 1-2 amb gol de Miralles, obtenen DIPLOMA OLÍMPIC |
| Hoquei herba      | Masculí | Masculí                      | Gerard Clapés        | | 1a jornada vs Gran Bretanya, derrota 0-4 | 2a jornada vs Alemanya, victòria 2-0, amb gol de Cunill | 2a jornada vs Alemanya, victòria 2-0, amb gol de Cunill | 2a jornada vs Alemanya, victòria 2-0, amb gol de Cunill | 3a jornada vs França, empat a 3 amb gol de Cunill | 4a jornada vs Sud-àfrica, victòria 3-0, amb 2 gols de Renyé | 4a jornada vs Sud-àfrica, victòria 3-0, amb 2 gols de Renyé | 2/8 10:30 5a jornada vs Països Baixos, derrota 3-5, amb gols de Renyé i Miralles | Quarts de final vs Bèlgica, victòria 3-2, amb gols de Renyé i Miralles | Semifinals vs Països Baixos, derrota 0-4 | Semifinals vs Països Baixos, derrota 0-4 | Partit pel bronze vs Índia, derrota 1-2 amb gol de Miralles, obtenen DIPLOMA OLÍMPIC |
| Hoquei herba      | Masculí | Masculí                      | Pepe Cunill          | | 1a jornada vs Gran Bretanya, derrota 0-4 | 2a jornada vs Alemanya, victòria 2-0, amb gol de Cunill | 2a jornada vs Alemanya, victòria 2-0, amb gol de Cunill | 2a jornada vs Alemanya, victòria 2-0, amb gol de Cunill | 3a jornada vs França, empat a 3 amb gol de Cunill | 4a jornada vs Sud-àfrica, victòria 3-0, amb 2 gols de Renyé | 4a jornada vs Sud-àfrica, victòria 3-0, amb 2 gols de Renyé | 2/8 10:30 5a jornada vs Països Baixos, derrota 3-5, amb gols de Renyé i Miralles | Quarts de final vs Bèlgica, victòria 3-2, amb gols de Renyé i Miralles | Semifinals vs Països Baixos, derrota 0-4 | Semifinals vs Països Baixos, derrota 0-4 | Partit pel bronze vs Índia, derrota 1-2 amb gol de Miralles, obtenen DIPLOMA OLÍMPIC |
| Hoquei herba      | Masculí | Masculí                      | Eduardo de Ignacio   | | 1a jornada vs Gran Bretanya, derrota 0-4 | 2a jornada vs Alemanya, victòria 2-0, amb gol de Cunill | 2a jornada vs Alemanya, victòria 2-0, amb gol de Cunill | 2a jornada vs Alemanya, victòria 2-0, amb gol de Cunill | 3a jornada vs França, empat a 3 amb gol de Cunill | 4a jornada vs Sud-àfrica, victòria 3-0, amb 2 gols de Renyé | 4a jornada vs Sud-àfrica, victòria 3-0, amb 2 gols de Renyé | 2/8 10:30 5a jornada vs Països Baixos, derrota 3-5, amb gols de Renyé i Miralles | Quarts de final vs Bèlgica, victòria 3-2, amb gols de Renyé i Miralles | Semifinals vs Països Baixos, derrota 0-4 | Semifinals vs Països Baixos, derrota 0-4 | Partit pel bronze vs Índia, derrota 1-2 amb gol de Miralles, obtenen DIPLOMA OLÍMPIC |
| Hoquei herba      | Masculí | Masculí                      | Bruno Font           | | 1a jornada vs Gran Bretanya, derrota 0-4 | 2a jornada vs Alemanya, victòria 2-0, amb gol de Cunill | 2a jornada vs Alemanya, victòria 2-0, amb gol de Cunill | 2a jornada vs Alemanya, victòria 2-0, amb gol de Cunill | 3a jornada vs França, empat a 3 amb gol de Cunill | 4a jornada vs Sud-àfrica, victòria 3-0, amb 2 gols de Renyé | 4a jornada vs Sud-àfrica, victòria 3-0, amb 2 gols de Renyé | 2/8 10:30 5a jornada vs Països Baixos, derrota 3-5, amb gols de Renyé i Miralles | Quarts de final vs Bèlgica, victòria 3-2, amb gols de Renyé i Miralles | Semifinals vs Països Baixos, derrota 0-4 | Semifinals vs Països Baixos, derrota 0-4 | Partit pel bronze vs Índia, derrota 1-2 amb gol de Miralles, obtenen DIPLOMA OLÍMPIC |
| Hoquei herba      | Masculí | Masculí                      | Xavier Gispert       | | 1a jornada vs Gran Bretanya, derrota 0-4 | 2a jornada vs Alemanya, victòria 2-0, amb gol de Cunill | 2a jornada vs Alemanya, victòria 2-0, amb gol de Cunill | 2a jornada vs Alemanya, victòria 2-0, amb gol de Cunill | 3a jornada vs França, empat a 3 amb gol de Cunill | 4a jornada vs Sud-àfrica, victòria 3-0, amb 2 gols de Renyé | 4a jornada vs Sud-àfrica, victòria 3-0, amb 2 gols de Renyé | 2/8 10:30 5a jornada vs Països Baixos, derrota 3-5, amb gols de Renyé i Miralles | Quarts de final vs Bèlgica, victòria 3-2, amb gols de Renyé i Miralles | Semifinals vs Països Baixos, derrota 0-4 | Semifinals vs Països Baixos, derrota 0-4 | Partit pel bronze vs Índia, derrota 1-2 amb gol de Miralles, obtenen DIPLOMA OLÍMPIC |
| Hoquei herba      | Masculí | Masculí                      | Marc Miralles        | | 1a jornada vs Gran Bretanya, derrota 0-4 | 2a jornada vs Alemanya, victòria 2-0, amb gol de Cunill | 2a jornada vs Alemanya, victòria 2-0, amb gol de Cunill | 2a jornada vs Alemanya, victòria 2-0, amb gol de Cunill | 3a jornada vs França, empat a 3 amb gol de Cunill | 4a jornada vs Sud-àfrica, victòria 3-0, amb 2 gols de Renyé | 4a jornada vs Sud-àfrica, victòria 3-0, amb 2 gols de Renyé | 2/8 10:30 5a jornada vs Països Baixos, derrota 3-5, amb gols de Renyé i Miralles | Quarts de final vs Bèlgica, victòria 3-2, amb gols de Renyé i Miralles | Semifinals vs Països Baixos, derrota 0-4 | Semifinals vs Països Baixos, derrota 0-4 | Partit pel bronze vs Índia, derrota 1-2 amb gol de Miralles, obtenen DIPLOMA OLÍMPIC |
| Hoquei herba      | Masculí | Masculí                      | Marc Recasens        | | 1a jornada vs Gran Bretanya, derrota 0-4 | 2a jornada vs Alemanya, victòria 2-0, amb gol de Cunill | 2a jornada vs Alemanya, victòria 2-0, amb gol de Cunill | 2a jornada vs Alemanya, victòria 2-0, amb gol de Cunill | 3a jornada vs França, empat a 3 amb gol de Cunill | 4a jornada vs Sud-àfrica, victòria 3-0, amb 2 gols de Renyé | 4a jornada vs Sud-àfrica, victòria 3-0, amb 2 gols de Renyé | 2/8 10:30 5a jornada vs Països Baixos, derrota 3-5, amb gols de Renyé i Miralles | Quarts de final vs Bèlgica, victòria 3-2, amb gols de Renyé i Miralles | Semifinals vs Països Baixos, derrota 0-4 | Semifinals vs Països Baixos, derrota 0-4 | Partit pel bronze vs Índia, derrota 1-2 amb gol de Miralles, obtenen DIPLOMA OLÍMPIC |
| Hoquei herba      | Masculí | Masculí                      | Marc Renyé           | | 1a jornada vs Gran Bretanya, derrota 0-4 | 2a jornada vs Alemanya, victòria 2-0, amb gol de Cunill | 2a jornada vs Alemanya, victòria 2-0, amb gol de Cunill | 2a jornada vs Alemanya, victòria 2-0, amb gol de Cunill | 3a jornada vs França, empat a 3 amb gol de Cunill | 4a jornada vs Sud-àfrica, victòria 3-0, amb 2 gols de Renyé | 4a jornada vs Sud-àfrica, victòria 3-0, amb 2 gols de Renyé | 2/8 10:30 5a jornada vs Països Baixos, derrota 3-5, amb gols de Renyé i Miralles | Quarts de final vs Bèlgica, victòria 3-2, amb gols de Renyé i Miralles | Semifinals vs Països Baixos, derrota 0-4 | Semifinals vs Països Baixos, derrota 0-4 | Partit pel bronze vs Índia, derrota 1-2 amb gol de Miralles, obtenen DIPLOMA OLÍMPIC |
| Hoquei herba      | Masculí | Masculí                      | Marc Vizcaino        | | 1a jornada vs Gran Bretanya, derrota 0-4 | 2a jornada vs Alemanya, victòria 2-0, amb gol de Cunill | 2a jornada vs Alemanya, victòria 2-0, amb gol de Cunill | 2a jornada vs Alemanya, victòria 2-0, amb gol de Cunill | 3a jornada vs França, empat a 3 amb gol de Cunill | 4a jornada vs Sud-àfrica, victòria 3-0, amb 2 gols de Renyé | 4a jornada vs Sud-àfrica, victòria 3-0, amb 2 gols de Renyé | 2/8 10:30 5a jornada vs Països Baixos, derrota 3-5, amb gols de Renyé i Miralles | Quarts de final vs Bèlgica, victòria 3-2, amb gols de Renyé i Miralles | Semifinals vs Països Baixos, derrota 0-4 | Semifinals vs Països Baixos, derrota 0-4 | Partit pel bronze vs Índia, derrota 1-2 amb gol de Miralles, obtenen DIPLOMA OLÍMPIC |
| Judo              | Femení  | -70 kg                       | Ai Tsunoda           | 2 ors al mundial júnior 2021 2022 i bronze el europeu 2024 | Vuitens de final vs Anka Pogacnik (Eslovènia), victòria 1-0; Quarts de final vs Barbara Matic (Croàcia), derrota 0-10; Repesca vs Niizoe Saki (Japó), victòria 10-0; Combat pel bronze vs Michaela Polleres (Àustria), derrota 0-10, obté DIPLOMA OLÍMPIC | Vuitens de final vs Anka Pogacnik (Eslovènia), victòria 1-0; Quarts de final vs Barbara Matic (Croàcia), derrota 0-10; Repesca vs Niizoe Saki (Japó), victòria 10-0; Combat pel bronze vs Michaela Polleres (Àustria), derrota 0-10, obté DIPLOMA OLÍMPIC | Vuitens de final vs Anka Pogacnik (Eslovènia), victòria 1-0; Quarts de final vs Barbara Matic (Croàcia), derrota 0-10; Repesca vs Niizoe Saki (Japó), victòria 10-0; Combat pel bronze vs Michaela Polleres (Àustria), derrota 0-10, obté DIPLOMA OLÍMPIC | Vuitens de final vs Anka Pogacnik (Eslovènia), victòria 1-0; Quarts de final vs Barbara Matic (Croàcia), derrota 0-10; Repesca vs Niizoe Saki (Japó), victòria 10-0; Combat pel bronze vs Michaela Polleres (Àustria), derrota 0-10, obté DIPLOMA OLÍMPIC | Vuitens de final vs Anka Pogacnik (Eslovènia), victòria 1-0; Quarts de final vs Barbara Matic (Croàcia), derrota 0-10; Repesca vs Niizoe Saki (Japó), victòria 10-0; Combat pel bronze vs Michaela Polleres (Àustria), derrota 0-10, obté DIPLOMA OLÍMPIC | Vuitens de final vs Anka Pogacnik (Eslovènia), victòria 1-0; Quarts de final vs Barbara Matic (Croàcia), derrota 0-10; Repesca vs Niizoe Saki (Japó), victòria 10-0; Combat pel bronze vs Michaela Polleres (Àustria), derrota 0-10, obté DIPLOMA OLÍMPIC | Vuitens de final vs Anka Pogacnik (Eslovènia), victòria 1-0; Quarts de final vs Barbara Matic (Croàcia), derrota 0-10; Repesca vs Niizoe Saki (Japó), victòria 10-0; Combat pel bronze vs Michaela Polleres (Àustria), derrota 0-10, obté DIPLOMA OLÍMPIC | Vuitens de final vs Anka Pogacnik (Eslovènia), victòria 1-0; Quarts de final vs Barbara Matic (Croàcia), derrota 0-10; Repesca vs Niizoe Saki (Japó), victòria 10-0; Combat pel bronze vs Michaela Polleres (Àustria), derrota 0-10, obté DIPLOMA OLÍMPIC | Vuitens de final vs Anka Pogacnik (Eslovènia), victòria 1-0; Quarts de final vs Barbara Matic (Croàcia), derrota 0-10; Repesca vs Niizoe Saki (Japó), victòria 10-0; Combat pel bronze vs Michaela Polleres (Àustria), derrota 0-10, obté DIPLOMA OLÍMPIC | Vuitens de final vs Anka Pogacnik (Eslovènia), victòria 1-0; Quarts de final vs Barbara Matic (Croàcia), derrota 0-10; Repesca vs Niizoe Saki (Japó), victòria 10-0; Combat pel bronze vs Michaela Polleres (Àustria), derrota 0-10, obté DIPLOMA OLÍMPIC | Vuitens de final vs Anka Pogacnik (Eslovènia), victòria 1-0; Quarts de final vs Barbara Matic (Croàcia), derrota 0-10; Repesca vs Niizoe Saki (Japó), victòria 10-0; Combat pel bronze vs Michaela Polleres (Àustria), derrota 0-10, obté DIPLOMA OLÍMPIC | Vuitens de final vs Anka Pogacnik (Eslovènia), victòria 1-0; Quarts de final vs Barbara Matic (Croàcia), derrota 0-10; Repesca vs Niizoe Saki (Japó), victòria 10-0; Combat pel bronze vs Michaela Polleres (Àustria), derrota 0-10, obté DIPLOMA OLÍMPIC |
| Natació           | Femení  | 200 metres esquena           | Àfrica Zamorano      | Plata a l'europeu 2016 en 4x200 lliure | 4a a la sèrie 2 amb 2:10.40 a 2.01 de la líder; 7a a la semifinal 2 amb 2:10.63 a 3.06 de la líder, 14a a la general | 4a a la sèrie 2 amb 2:10.40 a 2.01 de la líder; 7a a la semifinal 2 amb 2:10.63 a 3.06 de la líder, 14a a la general | 4a a la sèrie 2 amb 2:10.40 a 2.01 de la líder; 7a a la semifinal 2 amb 2:10.63 a 3.06 de la líder, 14a a la general | 4a a la sèrie 2 amb 2:10.40 a 2.01 de la líder; 7a a la semifinal 2 amb 2:10.63 a 3.06 de la líder, 14a a la general | 4a a la sèrie 2 amb 2:10.40 a 2.01 de la líder; 7a a la semifinal 2 amb 2:10.63 a 3.06 de la líder, 14a a la general | 4a a la sèrie 2 amb 2:10.40 a 2.01 de la líder; 7a a la semifinal 2 amb 2:10.63 a 3.06 de la líder, 14a a la general | 4a a la sèrie 2 amb 2:10.40 a 2.01 de la líder; 7a a la semifinal 2 amb 2:10.63 a 3.06 de la líder, 14a a la general | 4a a la sèrie 2 amb 2:10.40 a 2.01 de la líder; 7a a la semifinal 2 amb 2:10.63 a 3.06 de la líder, 14a a la general | 4a a la sèrie 2 amb 2:10.40 a 2.01 de la líder; 7a a la semifinal 2 amb 2:10.63 a 3.06 de la líder, 14a a la general | 4a a la sèrie 2 amb 2:10.40 a 2.01 de la líder; 7a a la semifinal 2 amb 2:10.63 a 3.06 de la líder, 14a a la general | 4a a la sèrie 2 amb 2:10.40 a 2.01 de la líder; 7a a la semifinal 2 amb 2:10.63 a 3.06 de la líder, 14a a la general | 4a a la sèrie 2 amb 2:10.40 a 2.01 de la líder; 7a a la semifinal 2 amb 2:10.63 a 3.06 de la líder, 14a a la general |
| Natació           | Femení  | 100 metres braça             | Jessica Vall         | Or a l'europeu en piscina curta 2017 (200m); 2 plates als europeus 2016 i 2018 (200m); 3 bronzes a l'europeu 2014 (200m), al mundial 2015 (200m) i a l'europeu en piscina curta 2017 (100m) | 3a a la sèrie 2 amb 1:08.78, 27a a la general | 3a a la sèrie 2 amb 1:08.78, 27a a la general | 3a a la sèrie 2 amb 1:08.78, 27a a la general | 3a a la sèrie 2 amb 1:08.78, 27a a la general | 3a a la sèrie 2 amb 1:08.78, 27a a la general | 3a a la sèrie 2 amb 1:08.78, 27a a la general | 3a a la sèrie 2 amb 1:08.78, 27a a la general | 3a a la sèrie 2 amb 1:08.78, 27a a la general | 3a a la sèrie 2 amb 1:08.78, 27a a la general | 3a a la sèrie 2 amb 1:08.78, 27a a la general | 3a a la sèrie 2 amb 1:08.78, 27a a la general | 3a a la sèrie 2 amb 1:08.78, 27a a la general |
| Natació           | Femení  | 200 metres braça             | Jessica Vall         | Or a l'europeu en piscina curta 2017 (200m); 2 plates als europeus 2016 i 2018 (200m); 3 bronzes a l'europeu 2014 (200m), al mundial 2015 (200m) i a l'europeu en piscina curta 2017 (100m) | 3a a la sèrie 2 amb 2:24.52, 9a a la general; 8º a la semifinal 2 amb 2:26.22, 16a a la general | 3a a la sèrie 2 amb 2:24.52, 9a a la general; 8º a la semifinal 2 amb 2:26.22, 16a a la general | 3a a la sèrie 2 amb 2:24.52, 9a a la general; 8º a la semifinal 2 amb 2:26.22, 16a a la general | 3a a la sèrie 2 amb 2:24.52, 9a a la general; 8º a la semifinal 2 amb 2:26.22, 16a a la general | 3a a la sèrie 2 amb 2:24.52, 9a a la general; 8º a la semifinal 2 amb 2:26.22, 16a a la general | 3a a la sèrie 2 amb 2:24.52, 9a a la general; 8º a la semifinal 2 amb 2:26.22, 16a a la general | 3a a la sèrie 2 amb 2:24.52, 9a a la general; 8º a la semifinal 2 amb 2:26.22, 16a a la general | 3a a la sèrie 2 amb 2:24.52, 9a a la general; 8º a la semifinal 2 amb 2:26.22, 16a a la general | 3a a la sèrie 2 amb 2:24.52, 9a a la general; 8º a la semifinal 2 amb 2:26.22, 16a a la general | 3a a la sèrie 2 amb 2:24.52, 9a a la general; 8º a la semifinal 2 amb 2:26.22, 16a a la general | 3a a la sèrie 2 amb 2:24.52, 9a a la general; 8º a la semifinal 2 amb 2:26.22, 16a a la general | 3a a la sèrie 2 amb 2:24.52, 9a a la general; 8º a la semifinal 2 amb 2:26.22, 16a a la general |
| Natació           | Femení  | 200 metres estils            | Emma Carrasco        | Or en 200 metres braça i bronze en 200 metres estils al campionat del Món júnior 2022 | 6a a la sèrie 3 amb 2:11.54, 12a a la general; 7a a la semifinal 1 amb 2:12.25, 15a a la general | 6a a la sèrie 3 amb 2:11.54, 12a a la general; 7a a la semifinal 1 amb 2:12.25, 15a a la general | 6a a la sèrie 3 amb 2:11.54, 12a a la general; 7a a la semifinal 1 amb 2:12.25, 15a a la general | 6a a la sèrie 3 amb 2:11.54, 12a a la general; 7a a la semifinal 1 amb 2:12.25, 15a a la general | 6a a la sèrie 3 amb 2:11.54, 12a a la general; 7a a la semifinal 1 amb 2:12.25, 15a a la general | 6a a la sèrie 3 amb 2:11.54, 12a a la general; 7a a la semifinal 1 amb 2:12.25, 15a a la general | 6a a la sèrie 3 amb 2:11.54, 12a a la general; 7a a la semifinal 1 amb 2:12.25, 15a a la general | 6a a la sèrie 3 amb 2:11.54, 12a a la general; 7a a la semifinal 1 amb 2:12.25, 15a a la general | 6a a la sèrie 3 amb 2:11.54, 12a a la general; 7a a la semifinal 1 amb 2:12.25, 15a a la general | 6a a la sèrie 3 amb 2:11.54, 12a a la general; 7a a la semifinal 1 amb 2:12.25, 15a a la general | 6a a la sèrie 3 amb 2:11.54, 12a a la general; 7a a la semifinal 1 amb 2:12.25, 15a a la general | 6a a la sèrie 3 amb 2:11.54, 12a a la general; 7a a la semifinal 1 amb 2:12.25, 15a a la general |
| Natació           | Femení  | 400 metres estils            | Emma Carrasco        | Or en 200 metres braça i bronze en 200 metres estils al campionat del Món júnior 2022 | 7a a la sèrie 2 amb 4:43.13 | 7a a la sèrie 2 amb 4:43.13 | 7a a la sèrie 2 amb 4:43.13 | 7a a la sèrie 2 amb 4:43.13 | 7a a la sèrie 2 amb 4:43.13 | 7a a la sèrie 2 amb 4:43.13 | 7a a la sèrie 2 amb 4:43.13 | 7a a la sèrie 2 amb 4:43.13 | 7a a la sèrie 2 amb 4:43.13 | 7a a la sèrie 2 amb 4:43.13 | 7a a la sèrie 2 amb 4:43.13 | 7a a la sèrie 2 amb 4:43.13 |
| Natació           | Femení  | Relleu 4x200 metres lliure   | Ainhoa Campabadal    | | 8es amb 8:00.23 a 14.60 de les líders | 8es amb 8:00.23 a 14.60 de les líders | 8es amb 8:00.23 a 14.60 de les líders | 8es amb 8:00.23 a 14.60 de les líders | 8es amb 8:00.23 a 14.60 de les líders | 8es amb 8:00.23 a 14.60 de les líders | 8es amb 8:00.23 a 14.60 de les líders | 8es amb 8:00.23 a 14.60 de les líders | 8es amb 8:00.23 a 14.60 de les líders | 8es amb 8:00.23 a 14.60 de les líders | 8es amb 8:00.23 a 14.60 de les líders | 8es amb 8:00.23 a 14.60 de les líders |
| Natació           | Femení  | Relleu 4x200 metres lliure   | Paula Juste          | | 8es amb 8:00.23 a 14.60 de les líders | 8es amb 8:00.23 a 14.60 de les líders | 8es amb 8:00.23 a 14.60 de les líders | 8es amb 8:00.23 a 14.60 de les líders | 8es amb 8:00.23 a 14.60 de les líders | 8es amb 8:00.23 a 14.60 de les líders | 8es amb 8:00.23 a 14.60 de les líders | 8es amb 8:00.23 a 14.60 de les líders | 8es amb 8:00.23 a 14.60 de les líders | 8es amb 8:00.23 a 14.60 de les líders | 8es amb 8:00.23 a 14.60 de les líders | 8es amb 8:00.23 a 14.60 de les líders |
| Natació           | Masculí | Relleu 4x100 metres lliure   | Mario Mollà          | | 6é a la sèrie 1 amb 3:13.19 | 6é a la sèrie 1 amb 3:13.19 | 6é a la sèrie 1 amb 3:13.19 | 6é a la sèrie 1 amb 3:13.19 | 6é a la sèrie 1 amb 3:13.19 | 6é a la sèrie 1 amb 3:13.19 | 6é a la sèrie 1 amb 3:13.19 | 6é a la sèrie 1 amb 3:13.19 | 6é a la sèrie 1 amb 3:13.19 | 6é a la sèrie 1 amb 3:13.19 | 6é a la sèrie 1 amb 3:13.19 | 6é a la sèrie 1 amb 3:13.19 |
| Natació           | Masculí | 100 metres papallona         | Mario Mollà          | 3r a la sèrie 2 amb 52.27 a 0.42 del líder, 25é a la general | 3r a la sèrie 2 amb 52.27 a 0.42 del líder, 25é a la general | 3r a la sèrie 2 amb 52.27 a 0.42 del líder, 25é a la general | 3r a la sèrie 2 amb 52.27 a 0.42 del líder, 25é a la general | 3r a la sèrie 2 amb 52.27 a 0.42 del líder, 25é a la general | 3r a la sèrie 2 amb 52.27 a 0.42 del líder, 25é a la general | 3r a la sèrie 2 amb 52.27 a 0.42 del líder, 25é a la general | 3r a la sèrie 2 amb 52.27 a 0.42 del líder, 25é a la general | 3r a la sèrie 2 amb 52.27 a 0.42 del líder, 25é a la general | 3r a la sèrie 2 amb 52.27 a 0.42 del líder, 25é a la general | 3r a la sèrie 2 amb 52.27 a 0.42 del líder, 25é a la general | 3r a la sèrie 2 amb 52.27 a 0.42 del líder, 25é a la general | |
| Natació           | Masculí | Relleu 4x100 metres estils   | Mario Mollà          | Desqualificat | Desqualificat | Desqualificat | Desqualificat | Desqualificat | Desqualificat | Desqualificat | Desqualificat | Desqualificat | Desqualificat | Desqualificat | Desqualificat | |
| Natació           | Masculí | Relleu 4x100 metres estils   | Carles Coll          | Desqualificat | Desqualificat | Desqualificat | Desqualificat | Desqualificat | Desqualificat | Desqualificat | Desqualificat | Desqualificat | Desqualificat | Desqualificat | Desqualificat | |
| Natació           | Masculí | Relleu 4x200 metres lliure   | Ferran Julià         | Plata en 1500 metres lliure a la Copa Mundial 2018 | 7é a la sèrie 1 amb 7:11.62, 13é a la general | 7é a la sèrie 1 amb 7:11.62, 13é a la general | 7é a la sèrie 1 amb 7:11.62, 13é a la general | 7é a la sèrie 1 amb 7:11.62, 13é a la general | 7é a la sèrie 1 amb 7:11.62, 13é a la general | 7é a la sèrie 1 amb 7:11.62, 13é a la general | 7é a la sèrie 1 amb 7:11.62, 13é a la general | 7é a la sèrie 1 amb 7:11.62, 13é a la general | 7é a la sèrie 1 amb 7:11.62, 13é a la general | 7é a la sèrie 1 amb 7:11.62, 13é a la general | 7é a la sèrie 1 amb 7:11.62, 13é a la general | 7é a la sèrie 1 amb 7:11.62, 13é a la general |
| Natació artística | Femení  | Duet                         | Iris Tió             | Campionat mundial: Or en equip tècnic a Fukuoka 2023, plata en equip tècnic a Doha 2024 i 4 bronzes: Rutina especial en Budapest 2022, Sol i duet tècnic a Fukuoka 2023 i duet tècnic a Doha 2024: Jocs Europeus: 2 ors en equip tècnic i lliure a Oswiecim 2023; Campionat europeu: Or en equip tècnic a Belgrad 2024, plata en equip lliure i bronze en equip tècnic a Budapest 2021 | 7a a la rutina tècnica amb 254.0816 punts | 7a a la rutina tècnica amb 254.0816 punts | 7a a la rutina tècnica amb 254.0816 punts | 7a a la rutina tècnica amb 254.0816 punts | 7a a la rutina tècnica amb 254.0816 punts | 7a a la rutina tècnica amb 254.0816 punts | 8a a la rutina lliure amb 267,4021 punts, 7a a la general amb 521.4837 punts, obté DIPLOMA OLÍMPIC | 8a a la rutina lliure amb 267,4021 punts, 7a a la general amb 521.4837 punts, obté DIPLOMA OLÍMPIC | 8a a la rutina lliure amb 267,4021 punts, 7a a la general amb 521.4837 punts, obté DIPLOMA OLÍMPIC | 8a a la rutina lliure amb 267,4021 punts, 7a a la general amb 521.4837 punts, obté DIPLOMA OLÍMPIC | 8a a la rutina lliure amb 267,4021 punts, 7a a la general amb 521.4837 punts, obté DIPLOMA OLÍMPIC | 8a a la rutina lliure amb 267,4021 punts, 7a a la general amb 521.4837 punts, obté DIPLOMA OLÍMPIC |
| Natació artística | Femení  | Equip                        | Iris Tió             | Campionat mundial: Or en equip tècnic a Fukuoka 2023, plata en equip tècnic a Doha 2024 i 4 bronzes: Rutina especial en Budapest 2022, Sol i duet tècnic a Fukuoka 2023 i duet tècnic a Doha 2024: Jocs Europeus: 2 ors en equip tècnic i lliure a Oswiecim 2023; Campionat europeu: Or en equip tècnic a Belgrad 2024, plata en equip lliure i bronze en equip tècnic a Budapest 2021 | 2es a la rutina tècnica amb 28,1475 punts | 2es a la rutina tècnica amb 28,1475 punts | 2es a la rutina tècnica amb 28,1475 punts | 2es a la rutina tècnica amb 28,1475 punts | 3es després la rutina lliure amb 633.6119 punts | 3es després la rutina lliure amb 633.6119 punts | 3es després la rutina lliure amb 633.6119 punts | 3es després la rutina lliure amb 633.6119 punts | 3es a la rutina acrobàtica amb 900.7319 punts i MEDALLA DE BRONZE | 3es a la rutina acrobàtica amb 900.7319 punts i MEDALLA DE BRONZE | 3es a la rutina acrobàtica amb 900.7319 punts i MEDALLA DE BRONZE | 3es a la rutina acrobàtica amb 900.7319 punts i MEDALLA DE BRONZE |
| Natació artística | Femení  | Equip                        | Meritxell Ferré      | Or en equip tècnic al campionat europeu Belgrad 2024 | 2es a la rutina tècnica amb 28,1475 punts | 2es a la rutina tècnica amb 28,1475 punts | 2es a la rutina tècnica amb 28,1475 punts | 2es a la rutina tècnica amb 28,1475 punts | 3es després la rutina lliure amb 633.6119 punts | 3es després la rutina lliure amb 633.6119 punts | 3es després la rutina lliure amb 633.6119 punts | 3es després la rutina lliure amb 633.6119 punts | 3es a la rutina acrobàtica amb 900.7319 punts i MEDALLA DE BRONZE | 3es a la rutina acrobàtica amb 900.7319 punts i MEDALLA DE BRONZE | 3es a la rutina acrobàtica amb 900.7319 punts i MEDALLA DE BRONZE | 3es a la rutina acrobàtica amb 900.7319 punts i MEDALLA DE BRONZE |
| Natació artística | Femení  | Equip                        | Meritxell Mas        | Campionat mundial: Or en equip tècnic a Fukuoka 2023, 4 plates: equip tècnic i lliuri i combinació lliure a Barcelona 2013 i equip tècnic a Doha 2024 i 2 bronzes: Rutina especial a Gwangju 2019 i Budapest 2022; Jocs Europeus: 2 ors en equip tècnic i lliure a Oswiecim 2023; Campionat europeu: Or en equip tècnic a Belgrad 2024, 2 plates en combinació lliure a Berlín 2014 i equip lliure a Budapest 2021 i 4 bronzes en equip a Berlín 2014, equip lliure a Londres 2016, combinació lliure a Glasgow 2018 i equip tècnic a Budapest 2021 | 2es a la rutina tècnica amb 28,1475 punts | 2es a la rutina tècnica amb 28,1475 punts | 2es a la rutina tècnica amb 28,1475 punts | 2es a la rutina tècnica amb 28,1475 punts | 3es després la rutina lliure amb 633.6119 punts | 3es després la rutina lliure amb 633.6119 punts | 3es després la rutina lliure amb 633.6119 punts | 3es després la rutina lliure amb 633.6119 punts | 3es a la rutina acrobàtica amb 900.7319 punts i MEDALLA DE BRONZE | 3es a la rutina acrobàtica amb 900.7319 punts i MEDALLA DE BRONZE | 3es a la rutina acrobàtica amb 900.7319 punts i MEDALLA DE BRONZE | 3es a la rutina acrobàtica amb 900.7319 punts i MEDALLA DE BRONZE |
| Natació artística | Femení  | Equip                        | Paula Ramírez        | Campionat mundial: Or en equip tècnic a Fukuoka 2023, plata en equip tècnic a Doha 2024 i 2 bronzes: rutina especial a Gwangu 2019 i Budapest 2022; Jocs Europeus: 2 ors en equip tècnic i lliure a Oswiecim 2023; Campionat europeu: Plata en equip lliure a Budapest 2021 i 3 bronzes: en equip lliure a Londres 2016, combinació lliure a Glasgow 2018 i equip tècnic a Budapest 2021 | 2es a la rutina tècnica amb 28,1475 punts | 2es a la rutina tècnica amb 28,1475 punts | 2es a la rutina tècnica amb 28,1475 punts | 2es a la rutina tècnica amb 28,1475 punts | 3es després la rutina lliure amb 633.6119 punts | 3es després la rutina lliure amb 633.6119 punts | 3es després la rutina lliure amb 633.6119 punts | 3es després la rutina lliure amb 633.6119 punts | 3es a la rutina acrobàtica amb 900.7319 punts i MEDALLA DE BRONZE | 3es a la rutina acrobàtica amb 900.7319 punts i MEDALLA DE BRONZE | 3es a la rutina acrobàtica amb 900.7319 punts i MEDALLA DE BRONZE | 3es a la rutina acrobàtica amb 900.7319 punts i MEDALLA DE BRONZE |
| Pentatló modern   | Femení  | Femení                       | Laura Heredia        | Plata als Jocs Europeus Cracòvia 2023 | 17a a la classificació d'esgrima amb 17-18, 210 punts | 17a a la classificació d'esgrima amb 17-18, 210 punts | 17a a la classificació d'esgrima amb 17-18, 210 punts | 17a a la classificació d'esgrima amb 17-18, 210 punts | 2a a la general amb 1397 punts després de equitació, esgrima, natació i vela | 2a a la general amb 1397 punts després de equitació, esgrima, natació i vela | 2a a la general amb 1397 punts després de equitació, esgrima, natació i vela | 2a a la general amb 1397 punts després de equitació, esgrima, natació i vela | 17a amb 1124 punts | 17a amb 1124 punts | 17a amb 1124 punts | 17a amb 1124 punts |
| Piragüisme        | Masculí | Canoe slalom C-1 1000 metres | Miquel Travé         | Or als en K1 per equips als Jocs Europeus Cracòvia 2023; Plates en C1 per equips al campionat mundial Seu d'Urgell 2019 i als Jocs Europeus Cracòvia 2023; Bronzes en C1 individual i per equips al Campionat europeu Liptovsky Mikulas 2022 | Series, 1a carrera, 5é amb 92.19 punts; Series, 2a carrera, 6é amb 92.19 punts | Series, 1a carrera, 5é amb 92.19 punts; Series, 2a carrera, 6é amb 92.19 punts | Series, 1a carrera, 5é amb 92.19 punts; Series, 2a carrera, 6é amb 92.19 punts | Series, 1a carrera, 5é amb 92.19 punts; Series, 2a carrera, 6é amb 92.19 punts | Series, 1a carrera, 5é amb 92.19 punts; Series, 2a carrera, 6é amb 92.19 punts | Series, 1a carrera, 5é amb 92.19 punts; Series, 2a carrera, 6é amb 92.19 punts | 2n a la semifinal amb 96.69 punts, 5é a la final amb 97.92 punts, obté DIPLOMA OLÍMPIC | 2n a la semifinal amb 96.69 punts, 5é a la final amb 97.92 punts, obté DIPLOMA OLÍMPIC | 2n a la semifinal amb 96.69 punts, 5é a la final amb 97.92 punts, obté DIPLOMA OLÍMPIC | 2n a la semifinal amb 96.69 punts, 5é a la final amb 97.92 punts, obté DIPLOMA OLÍMPIC | 2n a la semifinal amb 96.69 punts, 5é a la final amb 97.92 punts, obté DIPLOMA OLÍMPIC | 2n a la semifinal amb 96.69 punts, 5é a la final amb 97.92 punts, obté DIPLOMA OLÍMPIC |
| Piragüisme        | Masculí | Kayak cross KX 1 100 metres  | Miquel Travé         | Or als en K1 per equips als Jocs Europeus Cracòvia 2023; Plates en C1 per equips al campionat mundial Seu d'Urgell 2019 i als Jocs Europeus Cracòvia 2023; Bronzes en C1 individual i per equips al Campionat europeu Liptovsky Mikulas 2022 | 11é a la contra-rellotge amb 68.70 | 11é a la contra-rellotge amb 68.70 | 11é a la contra-rellotge amb 68.70 | 11é a la contra-rellotge amb 68.70 | 1r a la sèrie 11 vs Tristan Carter (Austràlia), Matej Benus (Eslovàquia) i Yuuki Tanaka (Japó) | 1r a la sèrie 11 vs Tristan Carter (Austràlia), Matej Benus (Eslovàquia) i Yuuki Tanaka (Japó) | 1r a la sèrie 11 vs Tristan Carter (Austràlia), Matej Benus (Eslovàquia) i Yuuki Tanaka (Japó) | 1r a la sèrie 11 vs Tristan Carter (Austràlia), Matej Benus (Eslovàquia) i Yuuki Tanaka (Japó) | 4t a la sèrie 2 vs Manuel Ochoa (Espanya), Liam Jegou (Irlanda) i Jiri Prskavec (Txèquia) | 4t a la sèrie 2 vs Manuel Ochoa (Espanya), Liam Jegou (Irlanda) i Jiri Prskavec (Txèquia) | 4t a la sèrie 2 vs Manuel Ochoa (Espanya), Liam Jegou (Irlanda) i Jiri Prskavec (Txèquia) | 4t a la sèrie 2 vs Manuel Ochoa (Espanya), Liam Jegou (Irlanda) i Jiri Prskavec (Txèquia) |
| Piragüisme        | Masculí | Sprint K-4 500 metres        | Saúl Craviotto       | Jocs Olímpics: 2 ors en K2 500 a Pequín 2008 i K2 200 a Rio de Janeiro 2016, 2 plates en K1 200 a Londres 2012 i en K4 500 a Tòquio 2020 i bronze en K1 200 a Rio de Janeiro 2016; Campionat mundial: Or en K1 4x200 a Darmouth 2009, Poznan 2010 i Szeged 2011 i en K4 500 a Halifax 2022, 5 plates en K2 200 a Darmouth 2009, Poznan 2010 i Montemor o Velho 2018 i en K4 500 a Montemor o Velho 2018 i a Szeged 2019 i 2 bronzes en K1 200 a Duisburg 2013 i a Moscu 2014; Jocs europeus: Or en K4 500 a Crakovia 2023 Campionat d'Europa: 3 ors en K2 200 a Brandeburg 2009 i a Belgrad 2018 i en K4 500 a Belgrad 2018 i 3 plates en K2 500 a Milà 2008 i a Corvera 2010 i en K2 500 a Corvera 2010 | 2n a la sèrie 2 amb 1:20.60 | 2n a la sèrie 2 amb 1:20.60 | 2n a la sèrie 2 amb 1:20.60 | 2n a la sèrie 2 amb 1:20.60 | 2n a la sèrie 2 amb 1:20.60 | 2n a la sèrie 2 amb 1:20.60 | 3r a la semifinal 1 amb 1:19.98; 3r a la Final A amb 1:20.05, obté MEDALLA DE BRONZE | 3r a la semifinal 1 amb 1:19.98; 3r a la Final A amb 1:20.05, obté MEDALLA DE BRONZE | 3r a la semifinal 1 amb 1:19.98; 3r a la Final A amb 1:20.05, obté MEDALLA DE BRONZE | 3r a la semifinal 1 amb 1:19.98; 3r a la Final A amb 1:20.05, obté MEDALLA DE BRONZE | 3r a la semifinal 1 amb 1:19.98; 3r a la Final A amb 1:20.05, obté MEDALLA DE BRONZE | 3r a la semifinal 1 amb 1:19.98; 3r a la Final A amb 1:20.05, obté MEDALLA DE BRONZE |
| Rem               | Masculí | Doble scull lleuger          | Dennis Carracedo     | | 2n a la sèrie 1 amb 6:28.92 | 2n a la sèrie 1 amb 6:28.92 | 2n a la sèrie 1 amb 6:28.92 | 2n a la sèrie 1 amb 6:28.92 | Semifinal A/B 2, 4t amb 6:35.05 | Semifinal A/B 2, 4t amb 6:35.05 | Semifinal A/B 2, 4t amb 6:35.05 | Semifinal A/B 2, 4t amb 6:35.05 | 2n a la final B amb 6:19.90, 8é a la general, obté DIPLOMA OLÍMPIC | 2n a la final B amb 6:19.90, 8é a la general, obté DIPLOMA OLÍMPIC | 2n a la final B amb 6:19.90, 8é a la general, obté DIPLOMA OLÍMPIC | 2n a la final B amb 6:19.90, 8é a la general, obté DIPLOMA OLÍMPIC |
| Rem               | Masculí | Doble scull                  | Aleix Garcia         | Plata al mundial 2022 i 2 plates a l'europeu 2022 2024 | 2n a la sèrie 3 amb 6:16.17 | 2n a la sèrie 3 amb 6:16.17 | 2n a la sèrie 3 amb 6:16.17 | 2n a la sèrie 3 amb 6:16.17 | 2n a la semifinal A/B 1 amb 6:14.91 | 2n a la semifinal A/B 1 amb 6:14.91 | 2n a la semifinal A/B 1 amb 6:14.91 | 2n a la semifinal A/B 1 amb 6:14.91 | 5é a la Final A amb 6:20.59, obté DIPLOMA OLÍMPIC | 5é a la Final A amb 6:20.59, obté DIPLOMA OLÍMPIC | 5é a la Final A amb 6:20.59, obté DIPLOMA OLÍMPIC | 5é a la Final A amb 6:20.59, obté DIPLOMA OLÍMPIC |
| Tennis            | Masculí | Dobles                       | Marcel Granollers    | Subcampió de Roland Garros 2014, US Open 2014 2019 i Wimbledon 2021 2023 | Setzens de final amb Carreño vs Bolelli i Vavassori (Itàlia), victòria 2-1 (6-2 7-6 10-7) | Setzens de final amb Carreño vs Bolelli i Vavassori (Itàlia), victòria 2-1 (6-2 7-6 10-7) | Setzens de final amb Carreño vs Bolelli i Vavassori (Itàlia), victòria 2-1 (6-2 7-6 10-7) | Setzens de final amb Carreño vs Bolelli i Vavassori (Itàlia), victòria 2-1 (6-2 7-6 10-7) | Setzens de final amb Carreño vs Bolelli i Vavassori (Itàlia), victòria 2-1 (6-2 7-6 10-7) | Setzens de final amb Carreño vs Bolelli i Vavassori (Itàlia), victòria 2-1 (6-2 7-6 10-7) | Vuitens de final vs Ebden i Peers (Austràlia), derrota 0-2 (2-60 5-7) | Vuitens de final vs Ebden i Peers (Austràlia), derrota 0-2 (2-60 5-7) | Vuitens de final vs Ebden i Peers (Austràlia), derrota 0-2 (2-60 5-7) | Vuitens de final vs Ebden i Peers (Austràlia), derrota 0-2 (2-60 5-7) | Vuitens de final vs Ebden i Peers (Austràlia), derrota 0-2 (2-60 5-7) | Vuitens de final vs Ebden i Peers (Austràlia), derrota 0-2 (2-60 5-7) |
| Tennis            | Mixte   | Dobles                       | Marcel Granollers    | Subcampió de Roland Garros 2014, US Open 2014 2019 i Wimbledon 2021 2023 | 1a ronda amb Sorribes vs Pérez i Ebden (Austràlia), derrota 0-2 (3-6 4-6) | 1a ronda amb Sorribes vs Pérez i Ebden (Austràlia), derrota 0-2 (3-6 4-6) | 1a ronda amb Sorribes vs Pérez i Ebden (Austràlia), derrota 0-2 (3-6 4-6) | 1a ronda amb Sorribes vs Pérez i Ebden (Austràlia), derrota 0-2 (3-6 4-6) | 1a ronda amb Sorribes vs Pérez i Ebden (Austràlia), derrota 0-2 (3-6 4-6) | 1a ronda amb Sorribes vs Pérez i Ebden (Austràlia), derrota 0-2 (3-6 4-6) | 1a ronda amb Sorribes vs Pérez i Ebden (Austràlia), derrota 0-2 (3-6 4-6) | 1a ronda amb Sorribes vs Pérez i Ebden (Austràlia), derrota 0-2 (3-6 4-6) | 1a ronda amb Sorribes vs Pérez i Ebden (Austràlia), derrota 0-2 (3-6 4-6) | 1a ronda amb Sorribes vs Pérez i Ebden (Austràlia), derrota 0-2 (3-6 4-6) | 1a ronda amb Sorribes vs Pérez i Ebden (Austràlia), derrota 0-2 (3-6 4-6) | 1a ronda amb Sorribes vs Pérez i Ebden (Austràlia), derrota 0-2 (3-6 4-6) |
| Tennis de taula   | Femení  | Individual                   | Maria Xiao           | Bronze als Jocs Mediterranis 2022 | 1/32 de final vs Dina Meshref (Egipte), derrota 1-4 (5-11 4-11 6-11 11-9 8-11) | 1/32 de final vs Dina Meshref (Egipte), derrota 1-4 (5-11 4-11 6-11 11-9 8-11) | 1/32 de final vs Dina Meshref (Egipte), derrota 1-4 (5-11 4-11 6-11 11-9 8-11) | 1/32 de final vs Dina Meshref (Egipte), derrota 1-4 (5-11 4-11 6-11 11-9 8-11) | 1/32 de final vs Dina Meshref (Egipte), derrota 1-4 (5-11 4-11 6-11 11-9 8-11) | 1/32 de final vs Dina Meshref (Egipte), derrota 1-4 (5-11 4-11 6-11 11-9 8-11) | 1/32 de final vs Dina Meshref (Egipte), derrota 1-4 (5-11 4-11 6-11 11-9 8-11) | 1/32 de final vs Dina Meshref (Egipte), derrota 1-4 (5-11 4-11 6-11 11-9 8-11) | 1/32 de final vs Dina Meshref (Egipte), derrota 1-4 (5-11 4-11 6-11 11-9 8-11) | 1/32 de final vs Dina Meshref (Egipte), derrota 1-4 (5-11 4-11 6-11 11-9 8-11) | 1/32 de final vs Dina Meshref (Egipte), derrota 1-4 (5-11 4-11 6-11 11-9 8-11) | 1/32 de final vs Dina Meshref (Egipte), derrota 1-4 (5-11 4-11 6-11 11-9 8-11) |
| Tennis de taula   | Mixte   | Dobles                       | Maria Xiao           | Or als Jocs Mediterranis 2018 i a l'europeu 2022 | Vuitens de final amb Robles vs Ishiy i Takahashy (Brasil), victòria 4-2 (11-9 7-11 7-11 11-8 11-5 11-8) | Vuitens de final amb Robles vs Ishiy i Takahashy (Brasil), victòria 4-2 (11-9 7-11 7-11 11-8 11-5 11-8) | Vuitens de final amb Robles vs Ishiy i Takahashy (Brasil), victòria 4-2 (11-9 7-11 7-11 11-8 11-5 11-8) | Vuitens de final amb Robles vs Ishiy i Takahashy (Brasil), victòria 4-2 (11-9 7-11 7-11 11-8 11-5 11-8) | Vuitens de final amb Robles vs Ishiy i Takahashy (Brasil), victòria 4-2 (11-9 7-11 7-11 11-8 11-5 11-8) | Vuitens de final amb Robles vs Ishiy i Takahashy (Brasil), victòria 4-2 (11-9 7-11 7-11 11-8 11-5 11-8) | Quarts de final amb Robles vs Wong i Doo (Hong Kong), derrota 2-4 (11-9 9-11 4-11 12-10 2-11 8-11), obé DIPLOMA OLÍMPIC | Quarts de final amb Robles vs Wong i Doo (Hong Kong), derrota 2-4 (11-9 9-11 4-11 12-10 2-11 8-11), obé DIPLOMA OLÍMPIC | Quarts de final amb Robles vs Wong i Doo (Hong Kong), derrota 2-4 (11-9 9-11 4-11 12-10 2-11 8-11), obé DIPLOMA OLÍMPIC | Quarts de final amb Robles vs Wong i Doo (Hong Kong), derrota 2-4 (11-9 9-11 4-11 12-10 2-11 8-11), obé DIPLOMA OLÍMPIC | Quarts de final amb Robles vs Wong i Doo (Hong Kong), derrota 2-4 (11-9 9-11 4-11 12-10 2-11 8-11), obé DIPLOMA OLÍMPIC | Quarts de final amb Robles vs Wong i Doo (Hong Kong), derrota 2-4 (11-9 9-11 4-11 12-10 2-11 8-11), obé DIPLOMA OLÍMPIC |
| Tir               | Femení  | Trap foso                    | Mar Molne            | Campiona del món per equips 2021 i d'Europa individual 2019 | 1a al primer dia de classificació amb 75/75 punts | 1a al primer dia de classificació amb 75/75 punts | 1a al primer dia de classificació amb 75/75 punts | 1a al primer dia de classificació amb 75/75 punts | 1a al primer dia de classificació amb 75/75 punts | 1a al primer dia de classificació amb 75/75 punts | 1a al segon dia de classificació amb 123/125 punts; 4a a la final amb 27/35 punts, obté DIPLOMA OLÍMPIC | 1a al segon dia de classificació amb 123/125 punts; 4a a la final amb 27/35 punts, obté DIPLOMA OLÍMPIC | 1a al segon dia de classificació amb 123/125 punts; 4a a la final amb 27/35 punts, obté DIPLOMA OLÍMPIC | 1a al segon dia de classificació amb 123/125 punts; 4a a la final amb 27/35 punts, obté DIPLOMA OLÍMPIC | 1a al segon dia de classificació amb 123/125 punts; 4a a la final amb 27/35 punts, obté DIPLOMA OLÍMPIC | 1a al segon dia de classificació amb 123/125 punts; 4a a la final amb 27/35 punts, obté DIPLOMA OLÍMPIC |
| Tir amb arc       | Femení  | Individual                   | Elia Canales         | Campionat Europeu a l'aire lliure: Subcampiona en equip mixt a Antalya 2021 i subcampiona en individual a Essen 2024; Campiona en equip mixt i subcampiona en individual als Jocs Europeus Cracòvia 2023 | Ronda de classificació: 16a amb 662 punts | Ronda de classificació: 16a amb 662 punts | Ronda de classificació: 16a amb 662 punts | Ronda de classificació: 16a amb 662 punts | Ronda de classificació: 16a amb 662 punts | Ronda de classificació: 16a amb 662 punts | 1/32 de final vs Megan Havers (Gran Bretanya), derrota 0-6 | 1/32 de final vs Megan Havers (Gran Bretanya), derrota 0-6 | 1/32 de final vs Megan Havers (Gran Bretanya), derrota 0-6 | 1/32 de final vs Megan Havers (Gran Bretanya), derrota 0-6 | 1/32 de final vs Megan Havers (Gran Bretanya), derrota 0-6 | 1/32 de final vs Megan Havers (Gran Bretanya), derrota 0-6 |
| Tir amb arc       | Mixte   | Equips                       | Elia Canales         | Campionat Europeu a l'aire lliure: Subcampiona en equip mixt a Antalya 2021 i subcampiona en individual a Essen 2024; Campiona en equip mixt i subcampiona en individual als Jocs Europeus Cracòvia 2023 | Ronda de classificació: 13a amb 1324 punts | Ronda de classificació: 13a amb 1324 punts | Ronda de classificació: 13a amb 1324 punts | Ronda de classificació: 13a amb 1324 punts | Ronda de classificació: 13a amb 1324 punts | Ronda de classificació: 13a amb 1324 punts | 2/8 10:08 vuitens de final vs Xina, victòria 6-2; 14:15 quarts de final vs Índia, derrota 3-5, obté DIPLOMA OLÍMPIC | 2/8 10:08 vuitens de final vs Xina, victòria 6-2; 14:15 quarts de final vs Índia, derrota 3-5, obté DIPLOMA OLÍMPIC | 2/8 10:08 vuitens de final vs Xina, victòria 6-2; 14:15 quarts de final vs Índia, derrota 3-5, obté DIPLOMA OLÍMPIC | 2/8 10:08 vuitens de final vs Xina, victòria 6-2; 14:15 quarts de final vs Índia, derrota 3-5, obté DIPLOMA OLÍMPIC | 2/8 10:08 vuitens de final vs Xina, victòria 6-2; 14:15 quarts de final vs Índia, derrota 3-5, obté DIPLOMA OLÍMPIC | 2/8 10:08 vuitens de final vs Xina, victòria 6-2; 14:15 quarts de final vs Índia, derrota 3-5, obté DIPLOMA OLÍMPIC |
| Triatlò           | Femení  | Individual                   | Anna Godoy           | Plata als Jocs Mediterranis 2018 | Final: 17a a la general | Final: 17a a la general | Final: 17a a la general | Final: 17a a la general | Final: 17a a la general | Final: 17a a la general | Final: 17a a la general | Final: 17a a la general | Final: 17a a la general | Final: 17a a la general | Final: 17a a la general | Final: 17a a la general |
| Triatlò           | Mixte   | Relleu                       | Anna Godoy           | Plata als Jocs Mediterranis 2018 | Final: 10a a la general amb 1:24:27 | Final: 10a a la general amb 1:24:27 | Final: 10a a la general amb 1:24:27 | Final: 10a a la general amb 1:24:27 | Final: 10a a la general amb 1:24:27 | Final: 10a a la general amb 1:24:27 | Final: 10a a la general amb 1:24:27 | Final: 10a a la general amb 1:24:27 | Final: 10a a la general amb 1:24:27 | Final: 10a a la general amb 1:24:27 | Final: 10a a la general amb 1:24:27 | Final: 10a a la general amb 1:24:27 |
| Vela              | Femení  | Fórmula Kite Kiteboard       | Gisela Pulido        | 11 campionats del Món: KPWT 2004 2005 2006 2009, PKRA 2007 2008 2010 (onades i estil lliure) 2011 2013 2015 (lliure); Campiona d'Europa júnior 2003; Campiona Wave Master 2005 | 11a a la regata 1, 11a a la regata 2, 6a a la regata 3, 13a a la regata 4 i 10a a la general amb 28 punts nets i 40 totals | 11a a la regata 1, 11a a la regata 2, 6a a la regata 3, 13a a la regata 4 i 10a a la general amb 28 punts nets i 40 totals | 11a a la regata 1, 11a a la regata 2, 6a a la regata 3, 13a a la regata 4 i 10a a la general amb 28 punts nets i 40 totals | 11a a la regata 1, 11a a la regata 2, 6a a la regata 3, 13a a la regata 4 i 10a a la general amb 28 punts nets i 40 totals | 10a a la regata 5 i 11a a la general amb 38 punts nets i 50 totals | 10a a la regata 5 i 11a a la general amb 38 punts nets i 50 totals | 10a a la regata 5 i 11a a la general amb 38 punts nets i 50 totals | 10a a la regata 5 i 11a a la general amb 38 punts nets i 50 totals | 10a a la regata 6 i 12a a la general amb 48 punts nets i 60 totals, suspeses les regates 7-16 | 10a a la regata 6 i 12a a la general amb 48 punts nets i 60 totals, suspeses les regates 7-16 | 10a a la regata 6 i 12a a la general amb 48 punts nets i 60 totals, suspeses les regates 7-16 | 10a a la regata 6 i 12a a la general amb 48 punts nets i 60 totals, suspeses les regates 7-16 |
| Vela              | Masculí | 49er Skiff                   | Florian Trittel      | Or a l'europeu 2022; 2 plates a l'europeu 2014 (fórmula kite) i al mundial 2022; 3 bronzes a l'europeu 2016 (fórmula kite) i als mundials 2023 i 2024 | 16é a la regata 1, 6é a la regata 2, 4t a la regata 3. 8é a la general amb 10 punts nets i 26 totals | 16é a la regata 1, 6é a la regata 2, 4t a la regata 3. 8é a la general amb 10 punts nets i 26 totals | 4t a la regata 4, 11é a la regata 5, 2n a la regata 6, 3r a la general amb 28 punts nets i 44 totals | 4t a la regata 4, 11é a la regata 5, 2n a la regata 6, 3r a la general amb 28 punts nets i 44 totals | 4t a la regata 4, 11é a la regata 5, 2n a la regata 6, 3r a la general amb 28 punts nets i 44 totals | 3r a la regata 7, 2n a la regata 8, 2n a la regata 9, 1r a la general amb 35 punts nets i 51 totals | 3r a la regata 7, 2n a la regata 8, 2n a la regata 9, 1r a la general amb 35 punts nets i 51 totals | 3r a la regata 7, 2n a la regata 8, 2n a la regata 9, 1r a la general amb 35 punts nets i 51 totals | 14é a la regata 10, 11é a la regata 11, 5é a la regata 12, 1r a la general amb 65 punts nets i 81 totals | 14é a la regata 10, 11é a la regata 11, 5é a la regata 12, 1r a la general amb 65 punts nets i 81 totals | 1r a la regata per les medalles CAMPIÓ OLÍMPIC I MEDALLA D'OR | 1r a la regata per les medalles CAMPIÓ OLÍMPIC I MEDALLA D'OR |
| Vela              | Mixte   | 470 Dinghy                   | Nora Brugman         | 2 ors al mundial i a l'europeu 2024; 3 plates al mundial i a l'europeu 2022 i al mundial 2023 | 5és a la regata 1, 5és a la regata 2 i 2ns a la general amb 11 punts nets i totals | 5és a la regata 1, 5és a la regata 2 i 2ns a la general amb 11 punts nets i totals | 5és a la regata 3, 3rs a la regata 4 i 4ts a la general amb 13 punts nets i 19 totals | 5és a la regata 3, 3rs a la regata 4 i 4ts a la general amb 13 punts nets i 19 totals | 6és a la regata 5, 3rs a la regata 6 i 2ns a la general amb 22 punts nets i 28 totals | 6és a la regata 5, 3rs a la regata 6 i 2ns a la general amb 22 punts nets i 28 totals | 3rs a la regata 7 , 6ns a la regata 8 i 2ns a la general amb 31 punts nets i 37 totals | 3rs a la regata 7 , 6ns a la regata 8 i 2ns a la general amb 31 punts nets i 37 totals | 3rs a la regata 7 , 6ns a la regata 8 i 2ns a la general amb 31 punts nets i 37 totals | 9ns a la Regata per les medalles, 4ts a la general amb 49 punts nets i 55 totals, obtenen DIPLOMA OLÍMPIC | 9ns a la Regata per les medalles, 4ts a la general amb 49 punts nets i 55 totals, obtenen DIPLOMA OLÍMPIC | 9ns a la Regata per les medalles, 4ts a la general amb 49 punts nets i 55 totals, obtenen DIPLOMA OLÍMPIC |
| Vela              | Mixte   | 470 Dinghy                   | Jordi Xammar         | 3 plates al mundial i l'europeu 2019 i a l'europeu 2021; 4 bronzes a l'europeu 2017, al mundial 2018 i als jocs olímpics i el mundial 2021 | 5és a la regata 1, 5és a la regata 2 i 2ns a la general amb 11 punts nets i totals | 5és a la regata 1, 5és a la regata 2 i 2ns a la general amb 11 punts nets i totals | 5és a la regata 3, 3rs a la regata 4 i 4ts a la general amb 13 punts nets i 19 totals | 5és a la regata 3, 3rs a la regata 4 i 4ts a la general amb 13 punts nets i 19 totals | 6és a la regata 5, 3rs a la regata 6 i 2ns a la general amb 22 punts nets i 28 totals | 6és a la regata 5, 3rs a la regata 6 i 2ns a la general amb 22 punts nets i 28 totals | 3rs a la regata 7 , 6ns a la regata 8 i 2ns a la general amb 31 punts nets i 37 totals | 3rs a la regata 7 , 6ns a la regata 8 i 2ns a la general amb 31 punts nets i 37 totals | 3rs a la regata 7 , 6ns a la regata 8 i 2ns a la general amb 31 punts nets i 37 totals | 9ns a la Regata per les medalles, 4ts a la general amb 49 punts nets i 55 totals, obtenen DIPLOMA OLÍMPIC | 9ns a la Regata per les medalles, 4ts a la general amb 49 punts nets i 55 totals, obtenen DIPLOMA OLÍMPIC | 9ns a la Regata per les medalles, 4ts a la general amb 49 punts nets i 55 totals, obtenen DIPLOMA OLÍMPIC |
| Waterpolo         | Femení  | Femení                       | Paula Crespí         | Or a l'europeu 2020; 3 plates als mundials 2017 2019 2023; Bronze al mundial 2024 | 1a jornada vs França, victòria 15-6, amb 4 gols de Ruiz, 3 de Piralkova, 2 de Ortiz i 1 de Crespí, Garcia i Leitón | 2a jornada vs Estats Units, victòria 13-11, amb 5 gols de Ortiz, 2 de Garcia i 1 d'Espar, Crespí, Ruiz, Forca i Leiton | 2a jornada vs Estats Units, victòria 13-11, amb 5 gols de Ortiz, 2 de Garcia i 1 d'Espar, Crespí, Ruiz, Forca i Leiton | 2a jornada vs Estats Units, victòria 13-11, amb 5 gols de Ortiz, 2 de Garcia i 1 d'Espar, Crespí, Ruiz, Forca i Leiton | 3a jornada vs Grècia, victòria 10-8, amb 4 gols de Forca, 2 d'Ortiz i Ruiz i 1 de Leitón | 3a jornada vs Grècia, victòria 10-8, amb 4 gols de Forca, 2 d'Ortiz i Ruiz i 1 de Leitón | 4a jornada vs Itàlia, victòria 13--11 amb 3 gols d'Espar, 2 d'Ortiz, Ruiz i Forca i 1 de Piralkova, Crespí i Garcia | 4a jornada vs Itàlia, victòria 13--11 amb 3 gols d'Espar, 2 d'Ortiz, Ruiz i Forca i 1 de Piralkova, Crespí i Garcia | Quarts de final vs Canadà, victòria 18-8 amb 4 gols de Ruiz, 33 d'Ortiz i Crespí, 2 d'Espar, Forca i Garcia i 1 de Piralkova | Semifinal vs Països Baixos, empat a 14, 5-4 als penals, amb 5 gols de Forca, 4 de Ruiz, 2 de Leitón i 1 d'Espar, Ortiz i Garcia; Als penals marcaren Espar, Ortiz, Ruiz, Forca i Garcia                                                                   | Semifinal vs Països Baixos, empat a 14, 5-4 als penals, amb 5 gols de Forca, 4 de Ruiz, 2 de Leitón i 1 d'Espar, Ortiz i Garcia; Als penals marcaren Espar, Ortiz, Ruiz, Forca i Garcia                                                                   | Final vs Austràlia, victòria 11-9 amb 4 gols d'Ortiz, 3 de Garcia, 2 d'Espar i 1 de Ruiz i Leitón, CAMPIONES OLÍMPIQUES I MEDALLA D'OR |
| Waterpolo         | Femení  | Femení                       | Anni Espar           | 3 ors al mundial 2013 i a l'europeu 2014 2020; 7 plates als jocs olímpics 2012 2020, lliga mundial 2016, als mundials 2017 2019; 2 bronzes al mundial 2014 i a l'europeu 2018 | 1a jornada vs França, victòria 15-6, amb 4 gols de Ruiz, 3 de Piralkova, 2 de Ortiz i 1 de Crespí, Garcia i Leitón | 2a jornada vs Estats Units, victòria 13-11, amb 5 gols de Ortiz, 2 de Garcia i 1 d'Espar, Crespí, Ruiz, Forca i Leiton | 2a jornada vs Estats Units, victòria 13-11, amb 5 gols de Ortiz, 2 de Garcia i 1 d'Espar, Crespí, Ruiz, Forca i Leiton | 2a jornada vs Estats Units, victòria 13-11, amb 5 gols de Ortiz, 2 de Garcia i 1 d'Espar, Crespí, Ruiz, Forca i Leiton | 3a jornada vs Grècia, victòria 10-8, amb 4 gols de Forca, 2 d'Ortiz i Ruiz i 1 de Leitón | 3a jornada vs Grècia, victòria 10-8, amb 4 gols de Forca, 2 d'Ortiz i Ruiz i 1 de Leitón | 4a jornada vs Itàlia, victòria 13--11 amb 3 gols d'Espar, 2 d'Ortiz, Ruiz i Forca i 1 de Piralkova, Crespí i Garcia | 4a jornada vs Itàlia, victòria 13--11 amb 3 gols d'Espar, 2 d'Ortiz, Ruiz i Forca i 1 de Piralkova, Crespí i Garcia | Quarts de final vs Canadà, victòria 18-8 amb 4 gols de Ruiz, 33 d'Ortiz i Crespí, 2 d'Espar, Forca i Garcia i 1 de Piralkova | Semifinal vs Països Baixos, empat a 14, 5-4 als penals, amb 5 gols de Forca, 4 de Ruiz, 2 de Leitón i 1 d'Espar, Ortiz i Garcia; Als penals marcaren Espar, Ortiz, Ruiz, Forca i Garcia                                                                   | Semifinal vs Països Baixos, empat a 14, 5-4 als penals, amb 5 gols de Forca, 4 de Ruiz, 2 de Leitón i 1 d'Espar, Ortiz i Garcia; Als penals marcaren Espar, Ortiz, Ruiz, Forca i Garcia                                                                   | Final vs Austràlia, victòria 11-9 amb 4 gols d'Ortiz, 3 de Garcia, 2 d'Espar i 1 de Ruiz i Leitón, CAMPIONES OLÍMPIQUES I MEDALLA D'OR |
| Waterpolo         | Femení  | Femení                       | Laura Ester          | 4 ors al mundial 2013 i a l'europeu 2014 2020 2022; 7 plates als jocs olímpics 2012 2020, als mundials 2017 2019 2023 i als europeus 2008 2024; 2 bronzes a l'europeu 2018 i al mundial 2024 | 1a jornada vs França, victòria 15-6, amb 4 gols de Ruiz, 3 de Piralkova, 2 de Ortiz i 1 de Crespí, Garcia i Leitón | 2a jornada vs Estats Units, victòria 13-11, amb 5 gols de Ortiz, 2 de Garcia i 1 d'Espar, Crespí, Ruiz, Forca i Leiton | 2a jornada vs Estats Units, victòria 13-11, amb 5 gols de Ortiz, 2 de Garcia i 1 d'Espar, Crespí, Ruiz, Forca i Leiton | 2a jornada vs Estats Units, victòria 13-11, amb 5 gols de Ortiz, 2 de Garcia i 1 d'Espar, Crespí, Ruiz, Forca i Leiton | 3a jornada vs Grècia, victòria 10-8, amb 4 gols de Forca, 2 d'Ortiz i Ruiz i 1 de Leitón | 3a jornada vs Grècia, victòria 10-8, amb 4 gols de Forca, 2 d'Ortiz i Ruiz i 1 de Leitón | 4a jornada vs Itàlia, victòria 13--11 amb 3 gols d'Espar, 2 d'Ortiz, Ruiz i Forca i 1 de Piralkova, Crespí i Garcia | 4a jornada vs Itàlia, victòria 13--11 amb 3 gols d'Espar, 2 d'Ortiz, Ruiz i Forca i 1 de Piralkova, Crespí i Garcia | Quarts de final vs Canadà, victòria 18-8 amb 4 gols de Ruiz, 33 d'Ortiz i Crespí, 2 d'Espar, Forca i Garcia i 1 de Piralkova | Semifinal vs Països Baixos, empat a 14, 5-4 als penals, amb 5 gols de Forca, 4 de Ruiz, 2 de Leitón i 1 d'Espar, Ortiz i Garcia; Als penals marcaren Espar, Ortiz, Ruiz, Forca i Garcia                                                                   | Semifinal vs Països Baixos, empat a 14, 5-4 als penals, amb 5 gols de Forca, 4 de Ruiz, 2 de Leitón i 1 d'Espar, Ortiz i Garcia; Als penals marcaren Espar, Ortiz, Ruiz, Forca i Garcia                                                                   | Final vs Austràlia, victòria 11-9 amb 4 gols d'Ortiz, 3 de Garcia, 2 d'Espar i 1 de Ruiz i Leitón, CAMPIONES OLÍMPIQUES I MEDALLA D'OR |
| Waterpolo         | Femení  | Femení                       | Judith Forca         | 3 plates al mundial 2017, els jocs olímpics 2020 i el mundial 2023; Bronze a l'europeu 2018 | 1a jornada vs França, victòria 15-6, amb 4 gols de Ruiz, 3 de Piralkova, 2 de Ortiz i 1 de Crespí, Garcia i Leitón | 2a jornada vs Estats Units, victòria 13-11, amb 5 gols de Ortiz, 2 de Garcia i 1 d'Espar, Crespí, Ruiz, Forca i Leiton | 2a jornada vs Estats Units, victòria 13-11, amb 5 gols de Ortiz, 2 de Garcia i 1 d'Espar, Crespí, Ruiz, Forca i Leiton | 2a jornada vs Estats Units, victòria 13-11, amb 5 gols de Ortiz, 2 de Garcia i 1 d'Espar, Crespí, Ruiz, Forca i Leiton | 3a jornada vs Grècia, victòria 10-8, amb 4 gols de Forca, 2 d'Ortiz i Ruiz i 1 de Leitón | 3a jornada vs Grècia, victòria 10-8, amb 4 gols de Forca, 2 d'Ortiz i Ruiz i 1 de Leitón | 4a jornada vs Itàlia, victòria 13--11 amb 3 gols d'Espar, 2 d'Ortiz, Ruiz i Forca i 1 de Piralkova, Crespí i Garcia | 4a jornada vs Itàlia, victòria 13--11 amb 3 gols d'Espar, 2 d'Ortiz, Ruiz i Forca i 1 de Piralkova, Crespí i Garcia | Quarts de final vs Canadà, victòria 18-8 amb 4 gols de Ruiz, 33 d'Ortiz i Crespí, 2 d'Espar, Forca i Garcia i 1 de Piralkova | Semifinal vs Països Baixos, empat a 14, 5-4 als penals, amb 5 gols de Forca, 4 de Ruiz, 2 de Leitón i 1 d'Espar, Ortiz i Garcia; Als penals marcaren Espar, Ortiz, Ruiz, Forca i Garcia                                                                   | Semifinal vs Països Baixos, empat a 14, 5-4 als penals, amb 5 gols de Forca, 4 de Ruiz, 2 de Leitón i 1 d'Espar, Ortiz i Garcia; Als penals marcaren Espar, Ortiz, Ruiz, Forca i Garcia                                                                   | Final vs Austràlia, victòria 11-9 amb 4 gols d'Ortiz, 3 de Garcia, 2 d'Espar i 1 de Ruiz i Leitón, CAMPIONES OLÍMPIQUES I MEDALLA D'OR |
| Waterpolo         | Femení  | Femení                       | Maica García         | 3 ors al mundial 2013 i als europeus 2014 2020; 4 plates a l'europeu 2008 als mundials 2019 2023 i als jocs olímpics 2012 2020; Bronze a l'europeu 2018 i al mundial 2024 | 1a jornada vs França, victòria 15-6, amb 4 gols de Ruiz, 3 de Piralkova, 2 de Ortiz i 1 de Crespí, Garcia i Leitón | 2a jornada vs Estats Units, victòria 13-11, amb 5 gols de Ortiz, 2 de Garcia i 1 d'Espar, Crespí, Ruiz, Forca i Leiton | 2a jornada vs Estats Units, victòria 13-11, amb 5 gols de Ortiz, 2 de Garcia i 1 d'Espar, Crespí, Ruiz, Forca i Leiton | 2a jornada vs Estats Units, victòria 13-11, amb 5 gols de Ortiz, 2 de Garcia i 1 d'Espar, Crespí, Ruiz, Forca i Leiton | 3a jornada vs Grècia, victòria 10-8, amb 4 gols de Forca, 2 d'Ortiz i Ruiz i 1 de Leitón | 3a jornada vs Grècia, victòria 10-8, amb 4 gols de Forca, 2 d'Ortiz i Ruiz i 1 de Leitón | 4a jornada vs Itàlia, victòria 13--11 amb 3 gols d'Espar, 2 d'Ortiz, Ruiz i Forca i 1 de Piralkova, Crespí i Garcia | 4a jornada vs Itàlia, victòria 13--11 amb 3 gols d'Espar, 2 d'Ortiz, Ruiz i Forca i 1 de Piralkova, Crespí i Garcia | Quarts de final vs Canadà, victòria 18-8 amb 4 gols de Ruiz, 33 d'Ortiz i Crespí, 2 d'Espar, Forca i Garcia i 1 de Piralkova | Semifinal vs Països Baixos, empat a 14, 5-4 als penals, amb 5 gols de Forca, 4 de Ruiz, 2 de Leitón i 1 d'Espar, Ortiz i Garcia; Als penals marcaren Espar, Ortiz, Ruiz, Forca i Garcia                                                                   | Semifinal vs Països Baixos, empat a 14, 5-4 als penals, amb 5 gols de Forca, 4 de Ruiz, 2 de Leitón i 1 d'Espar, Ortiz i Garcia; Als penals marcaren Espar, Ortiz, Ruiz, Forca i Garcia                                                                   | Final vs Austràlia, victòria 11-9 amb 4 gols d'Ortiz, 3 de Garcia, 2 d'Espar i 1 de Ruiz i Leitón, CAMPIONES OLÍMPIQUES I MEDALLA D'OR |
| Waterpolo         | Femení  | Femení                       | Paula Leitón         | Or a l'europeu 2020; 4 plates als mundials 2017 2019 2023 i als jocs olímpics 2020; Bronze a l'europeu 2018 i al mundial 2024 | 1a jornada vs França, victòria 15-6, amb 4 gols de Ruiz, 3 de Piralkova, 2 de Ortiz i 1 de Crespí, Garcia i Leitón | 2a jornada vs Estats Units, victòria 13-11, amb 5 gols de Ortiz, 2 de Garcia i 1 d'Espar, Crespí, Ruiz, Forca i Leiton | 2a jornada vs Estats Units, victòria 13-11, amb 5 gols de Ortiz, 2 de Garcia i 1 d'Espar, Crespí, Ruiz, Forca i Leiton | 2a jornada vs Estats Units, victòria 13-11, amb 5 gols de Ortiz, 2 de Garcia i 1 d'Espar, Crespí, Ruiz, Forca i Leiton | 3a jornada vs Grècia, victòria 10-8, amb 4 gols de Forca, 2 d'Ortiz i Ruiz i 1 de Leitón | 3a jornada vs Grècia, victòria 10-8, amb 4 gols de Forca, 2 d'Ortiz i Ruiz i 1 de Leitón | 4a jornada vs Itàlia, victòria 13--11 amb 3 gols d'Espar, 2 d'Ortiz, Ruiz i Forca i 1 de Piralkova, Crespí i Garcia | 4a jornada vs Itàlia, victòria 13--11 amb 3 gols d'Espar, 2 d'Ortiz, Ruiz i Forca i 1 de Piralkova, Crespí i Garcia | Quarts de final vs Canadà, victòria 18-8 amb 4 gols de Ruiz, 33 d'Ortiz i Crespí, 2 d'Espar, Forca i Garcia i 1 de Piralkova | Semifinal vs Països Baixos, empat a 14, 5-4 als penals, amb 5 gols de Forca, 4 de Ruiz, 2 de Leitón i 1 d'Espar, Ortiz i Garcia; Als penals marcaren Espar, Ortiz, Ruiz, Forca i Garcia                                                                   | Semifinal vs Països Baixos, empat a 14, 5-4 als penals, amb 5 gols de Forca, 4 de Ruiz, 2 de Leitón i 1 d'Espar, Ortiz i Garcia; Als penals marcaren Espar, Ortiz, Ruiz, Forca i Garcia                                                                   | Final vs Austràlia, victòria 11-9 amb 4 gols d'Ortiz, 3 de Garcia, 2 d'Espar i 1 de Ruiz i Leitón, CAMPIONES OLÍMPIQUES I MEDALLA D'OR |
| Waterpolo         | Femení  | Femení                       | Beatriz Ortiz        | Or a l'europeu 2020; 4 plates als mundials 2017 2019 2023 i als jocs olímpics 2020; Bronze a l'europeu 2018 i al mundial 2024 | 1a jornada vs França, victòria 15-6, amb 4 gols de Ruiz, 3 de Piralkova, 2 de Ortiz i 1 de Crespí, Garcia i Leitón | 2a jornada vs Estats Units, victòria 13-11, amb 5 gols de Ortiz, 2 de Garcia i 1 d'Espar, Crespí, Ruiz, Forca i Leiton | 2a jornada vs Estats Units, victòria 13-11, amb 5 gols de Ortiz, 2 de Garcia i 1 d'Espar, Crespí, Ruiz, Forca i Leiton | 2a jornada vs Estats Units, victòria 13-11, amb 5 gols de Ortiz, 2 de Garcia i 1 d'Espar, Crespí, Ruiz, Forca i Leiton | 3a jornada vs Grècia, victòria 10-8, amb 4 gols de Forca, 2 d'Ortiz i Ruiz i 1 de Leitón | 3a jornada vs Grècia, victòria 10-8, amb 4 gols de Forca, 2 d'Ortiz i Ruiz i 1 de Leitón | 4a jornada vs Itàlia, victòria 13--11 amb 3 gols d'Espar, 2 d'Ortiz, Ruiz i Forca i 1 de Piralkova, Crespí i Garcia | 4a jornada vs Itàlia, victòria 13--11 amb 3 gols d'Espar, 2 d'Ortiz, Ruiz i Forca i 1 de Piralkova, Crespí i Garcia | Quarts de final vs Canadà, victòria 18-8 amb 4 gols de Ruiz, 33 d'Ortiz i Crespí, 2 d'Espar, Forca i Garcia i 1 de Piralkova | Semifinal vs Països Baixos, empat a 14, 5-4 als penals, amb 5 gols de Forca, 4 de Ruiz, 2 de Leitón i 1 d'Espar, Ortiz i Garcia; Als penals marcaren Espar, Ortiz, Ruiz, Forca i Garcia                                                                   | Semifinal vs Països Baixos, empat a 14, 5-4 als penals, amb 5 gols de Forca, 4 de Ruiz, 2 de Leitón i 1 d'Espar, Ortiz i Garcia; Als penals marcaren Espar, Ortiz, Ruiz, Forca i Garcia                                                                   | Final vs Austràlia, victòria 11-9 amb 4 gols d'Ortiz, 3 de Garcia, 2 d'Espar i 1 de Ruiz i Leitón, CAMPIONES OLÍMPIQUES I MEDALLA D'OR |
| Waterpolo         | Femení  | Femení                       | Nona Pérez           | Or a la lliga mundial 2022; Plata al mundial 2023; Bronze a la copa mundial 2023 i al mundial 2024 | 1a jornada vs França, victòria 15-6, amb 4 gols de Ruiz, 3 de Piralkova, 2 de Ortiz i 1 de Crespí, Garcia i Leitón | 2a jornada vs Estats Units, victòria 13-11, amb 5 gols de Ortiz, 2 de Garcia i 1 d'Espar, Crespí, Ruiz, Forca i Leiton | 2a jornada vs Estats Units, victòria 13-11, amb 5 gols de Ortiz, 2 de Garcia i 1 d'Espar, Crespí, Ruiz, Forca i Leiton | 2a jornada vs Estats Units, victòria 13-11, amb 5 gols de Ortiz, 2 de Garcia i 1 d'Espar, Crespí, Ruiz, Forca i Leiton | 3a jornada vs Grècia, victòria 10-8, amb 4 gols de Forca, 2 d'Ortiz i Ruiz i 1 de Leitón | 3a jornada vs Grècia, victòria 10-8, amb 4 gols de Forca, 2 d'Ortiz i Ruiz i 1 de Leitón | 4a jornada vs Itàlia, victòria 13--11 amb 3 gols d'Espar, 2 d'Ortiz, Ruiz i Forca i 1 de Piralkova, Crespí i Garcia | 4a jornada vs Itàlia, victòria 13--11 amb 3 gols d'Espar, 2 d'Ortiz, Ruiz i Forca i 1 de Piralkova, Crespí i Garcia | Quarts de final vs Canadà, victòria 18-8 amb 4 gols de Ruiz, 33 d'Ortiz i Crespí, 2 d'Espar, Forca i Garcia i 1 de Piralkova | Semifinal vs Països Baixos, empat a 14, 5-4 als penals, amb 5 gols de Forca, 4 de Ruiz, 2 de Leitón i 1 d'Espar, Ortiz i Garcia; Als penals marcaren Espar, Ortiz, Ruiz, Forca i Garcia                                                                   | Semifinal vs Països Baixos, empat a 14, 5-4 als penals, amb 5 gols de Forca, 4 de Ruiz, 2 de Leitón i 1 d'Espar, Ortiz i Garcia; Als penals marcaren Espar, Ortiz, Ruiz, Forca i Garcia                                                                   | Final vs Austràlia, victòria 11-9 amb 4 gols d'Ortiz, 3 de Garcia, 2 d'Espar i 1 de Ruiz i Leitón, CAMPIONES OLÍMPIQUES I MEDALLA D'OR |
| Waterpolo         | Femení  | Femení                       | Isabel Piralkova     | Bronze al mundial 2024 | 1a jornada vs França, victòria 15-6, amb 4 gols de Ruiz, 3 de Piralkova, 2 de Ortiz i 1 de Crespí, Garcia i Leitón | 2a jornada vs Estats Units, victòria 13-11, amb 5 gols de Ortiz, 2 de Garcia i 1 d'Espar, Crespí, Ruiz, Forca i Leiton | 2a jornada vs Estats Units, victòria 13-11, amb 5 gols de Ortiz, 2 de Garcia i 1 d'Espar, Crespí, Ruiz, Forca i Leiton | 2a jornada vs Estats Units, victòria 13-11, amb 5 gols de Ortiz, 2 de Garcia i 1 d'Espar, Crespí, Ruiz, Forca i Leiton | 3a jornada vs Grècia, victòria 10-8, amb 4 gols de Forca, 2 d'Ortiz i Ruiz i 1 de Leitón | 3a jornada vs Grècia, victòria 10-8, amb 4 gols de Forca, 2 d'Ortiz i Ruiz i 1 de Leitón | 4a jornada vs Itàlia, victòria 13--11 amb 3 gols d'Espar, 2 d'Ortiz, Ruiz i Forca i 1 de Piralkova, Crespí i Garcia | 4a jornada vs Itàlia, victòria 13--11 amb 3 gols d'Espar, 2 d'Ortiz, Ruiz i Forca i 1 de Piralkova, Crespí i Garcia | Quarts de final vs Canadà, victòria 18-8 amb 4 gols de Ruiz, 33 d'Ortiz i Crespí, 2 d'Espar, Forca i Garcia i 1 de Piralkova | Semifinal vs Països Baixos, empat a 14, 5-4 als penals, amb 5 gols de Forca, 4 de Ruiz, 2 de Leitón i 1 d'Espar, Ortiz i Garcia; Als penals marcaren Espar, Ortiz, Ruiz, Forca i Garcia                                                                   | Semifinal vs Països Baixos, empat a 14, 5-4 als penals, amb 5 gols de Forca, 4 de Ruiz, 2 de Leitón i 1 d'Espar, Ortiz i Garcia; Als penals marcaren Espar, Ortiz, Ruiz, Forca i Garcia                                                                   | Final vs Austràlia, victòria 11-9 amb 4 gols d'Ortiz, 3 de Garcia, 2 d'Espar i 1 de Ruiz i Leitón, CAMPIONES OLÍMPIQUES I MEDALLA D'OR |
| Waterpolo         | Femení  | Femení                       | Elena Ruiz           | Plata als jocs olímpics 2020; Bronze al mundial 2024 | 1a jornada vs França, victòria 15-6, amb 4 gols de Ruiz, 3 de Piralkova, 2 de Ortiz i 1 de Crespí, Garcia i Leitón | 2a jornada vs Estats Units, victòria 13-11, amb 5 gols de Ortiz, 2 de Garcia i 1 d'Espar, Crespí, Ruiz, Forca i Leiton | 2a jornada vs Estats Units, victòria 13-11, amb 5 gols de Ortiz, 2 de Garcia i 1 d'Espar, Crespí, Ruiz, Forca i Leiton | 2a jornada vs Estats Units, victòria 13-11, amb 5 gols de Ortiz, 2 de Garcia i 1 d'Espar, Crespí, Ruiz, Forca i Leiton | 3a jornada vs Grècia, victòria 10-8, amb 4 gols de Forca, 2 d'Ortiz i Ruiz i 1 de Leitón | 3a jornada vs Grècia, victòria 10-8, amb 4 gols de Forca, 2 d'Ortiz i Ruiz i 1 de Leitón | 4a jornada vs Itàlia, victòria 13--11 amb 3 gols d'Espar, 2 d'Ortiz, Ruiz i Forca i 1 de Piralkova, Crespí i Garcia | 4a jornada vs Itàlia, victòria 13--11 amb 3 gols d'Espar, 2 d'Ortiz, Ruiz i Forca i 1 de Piralkova, Crespí i Garcia | Quarts de final vs Canadà, victòria 18-8 amb 4 gols de Ruiz, 33 d'Ortiz i Crespí, 2 d'Espar, Forca i Garcia i 1 de Piralkova | Semifinal vs Països Baixos, empat a 14, 5-4 als penals, amb 5 gols de Forca, 4 de Ruiz, 2 de Leitón i 1 d'Espar, Ortiz i Garcia; Als penals marcaren Espar, Ortiz, Ruiz, Forca i Garcia                                                                   | Semifinal vs Països Baixos, empat a 14, 5-4 als penals, amb 5 gols de Forca, 4 de Ruiz, 2 de Leitón i 1 d'Espar, Ortiz i Garcia; Als penals marcaren Espar, Ortiz, Ruiz, Forca i Garcia                                                                   | Final vs Austràlia, victòria 11-9 amb 4 gols d'Ortiz, 3 de Garcia, 2 d'Espar i 1 de Ruiz i Leitón, CAMPIONES OLÍMPIQUES I MEDALLA D'OR |
| Waterpolo         | Femení  | Femení                       | Martina Terré        | Or a l'europeu i la lliga mundial 2022; Plata al mundial 2023 | 1a jornada vs França, victòria 15-6, amb 4 gols de Ruiz, 3 de Piralkova, 2 de Ortiz i 1 de Crespí, Garcia i Leitón | 2a jornada vs Estats Units, victòria 13-11, amb 5 gols de Ortiz, 2 de Garcia i 1 d'Espar, Crespí, Ruiz, Forca i Leiton | 2a jornada vs Estats Units, victòria 13-11, amb 5 gols de Ortiz, 2 de Garcia i 1 d'Espar, Crespí, Ruiz, Forca i Leiton | 2a jornada vs Estats Units, victòria 13-11, amb 5 gols de Ortiz, 2 de Garcia i 1 d'Espar, Crespí, Ruiz, Forca i Leiton | 3a jornada vs Grècia, victòria 10-8, amb 4 gols de Forca, 2 d'Ortiz i Ruiz i 1 de Leitón | 3a jornada vs Grècia, victòria 10-8, amb 4 gols de Forca, 2 d'Ortiz i Ruiz i 1 de Leitón | 4a jornada vs Itàlia, victòria 13--11 amb 3 gols d'Espar, 2 d'Ortiz, Ruiz i Forca i 1 de Piralkova, Crespí i Garcia | 4a jornada vs Itàlia, victòria 13--11 amb 3 gols d'Espar, 2 d'Ortiz, Ruiz i Forca i 1 de Piralkova, Crespí i Garcia | Quarts de final vs Canadà, victòria 18-8 amb 4 gols de Ruiz, 33 d'Ortiz i Crespí, 2 d'Espar, Forca i Garcia i 1 de Piralkova | Semifinal vs Països Baixos, empat a 14, 5-4 als penals, amb 5 gols de Forca, 4 de Ruiz, 2 de Leitón i 1 d'Espar, Ortiz i Garcia; Als penals marcaren Espar, Ortiz, Ruiz, Forca i Garcia                                                                   | Semifinal vs Països Baixos, empat a 14, 5-4 als penals, amb 5 gols de Forca, 4 de Ruiz, 2 de Leitón i 1 d'Espar, Ortiz i Garcia; Als penals marcaren Espar, Ortiz, Ruiz, Forca i Garcia                                                                   | Final vs Austràlia, victòria 11-9 amb 4 gols d'Ortiz, 3 de Garcia, 2 d'Espar i 1 de Ruiz i Leitón, CAMPIONES OLÍMPIQUES I MEDALLA D'OR |
| Waterpolo         | Masculí | Masculí                      | Unai Aguirre         | 3 ors al mundial 2022, copa mundial 2023 i europeu 2024; 3 bronzes a l'europeu 2022 i mundials 2023 2024 | 1a jornada vs Austràlia, victòria 9-5 amb 2 gols de Granados i Perrone i 1 de Larumbe i Tahull | 2a jornada vs Hongria, victòria 10-7, amb 2 gols de Granados i Larumbe i 1 gol de Sanahuja i Famera | 2a jornada vs Hongria, victòria 10-7, amb 2 gols de Granados i Larumbe i 1 gol de Sanahuja i Famera | 2a jornada vs Hongria, victòria 10-7, amb 2 gols de Granados i Larumbe i 1 gol de Sanahuja i Famera | 3a jornada vs Sèrbia, victòria 15-11, amb 4 gols de Granados, 3 de Perrone, 2 de Sanahuja i 1 de Famera i Biel | 3/8 10:30 4a jornada vs Japó, victòria 23-8, amb 5 gols de Sanahuja, 4 de Tahull, 2 de Famera i 1 de Perrone i Biel | 3/8 10:30 4a jornada vs Japó, victòria 23-8, amb 5 gols de Sanahuja, 4 de Tahull, 2 de Famera i 1 de Perrone i Biel | 5a jornada vs França, victòria 10-8, amb 3 gols de Sanahuja, 2 de Granados i 1 de Famera i Perrone | Quarts de final vs Croàcia, derrota 8-10 amb 2 gols de Granados i Sanahuja i 1 de Perrone | Classificació 5é-8é vs Itàlia, victòria 11-9 amb 3 gols de Granados i Perrone, 2 de Larumbe i 1 de Famera | Classificació 5é-8é vs Itàlia, victòria 11-9 amb 3 gols de Granados i Perrone, 2 de Larumbe i 1 de Famera | Classificació 5é-6é vs Grècia, derrota 13-15 amb 3 gols de Sanahuja, 2 de Larumbe i Perrone i 1 de Granados i Tahull, obtenen DIPLOMA OLÍMPIC |
| Waterpolo         | Masculí | Masculí                      | Unai Biel            | 2 bronzes a la lliga mundial 2022 i mundial 2024 | 1a jornada vs Austràlia, victòria 9-5 amb 2 gols de Granados i Perrone i 1 de Larumbe i Tahull | 2a jornada vs Hongria, victòria 10-7, amb 2 gols de Granados i Larumbe i 1 gol de Sanahuja i Famera | 2a jornada vs Hongria, victòria 10-7, amb 2 gols de Granados i Larumbe i 1 gol de Sanahuja i Famera | 2a jornada vs Hongria, victòria 10-7, amb 2 gols de Granados i Larumbe i 1 gol de Sanahuja i Famera | 3a jornada vs Sèrbia, victòria 15-11, amb 4 gols de Granados, 3 de Perrone, 2 de Sanahuja i 1 de Famera i Biel | 3/8 10:30 4a jornada vs Japó, victòria 23-8, amb 5 gols de Sanahuja, 4 de Tahull, 2 de Famera i 1 de Perrone i Biel | 3/8 10:30 4a jornada vs Japó, victòria 23-8, amb 5 gols de Sanahuja, 4 de Tahull, 2 de Famera i 1 de Perrone i Biel | 5a jornada vs França, victòria 10-8, amb 3 gols de Sanahuja, 2 de Granados i 1 de Famera i Perrone | Quarts de final vs Croàcia, derrota 8-10 amb 2 gols de Granados i Sanahuja i 1 de Perrone | Classificació 5é-8é vs Itàlia, victòria 11-9 amb 3 gols de Granados i Perrone, 2 de Larumbe i 1 de Famera | Classificació 5é-8é vs Itàlia, victòria 11-9 amb 3 gols de Granados i Perrone, 2 de Larumbe i 1 de Famera | Classificació 5é-6é vs Grècia, derrota 13-15 amb 3 gols de Sanahuja, 2 de Larumbe i Perrone i 1 de Granados i Tahull, obtenen DIPLOMA OLÍMPIC |
| Waterpolo         | Masculí | Masculí                      | Martin Famera        | Or al mundial 2022; 3 bronzes a l'europeu 2022 i mundials 2023 2024 | 1a jornada vs Austràlia, victòria 9-5 amb 2 gols de Granados i Perrone i 1 de Larumbe i Tahull | 2a jornada vs Hongria, victòria 10-7, amb 2 gols de Granados i Larumbe i 1 gol de Sanahuja i Famera | 2a jornada vs Hongria, victòria 10-7, amb 2 gols de Granados i Larumbe i 1 gol de Sanahuja i Famera | 2a jornada vs Hongria, victòria 10-7, amb 2 gols de Granados i Larumbe i 1 gol de Sanahuja i Famera | 3a jornada vs Sèrbia, victòria 15-11, amb 4 gols de Granados, 3 de Perrone, 2 de Sanahuja i 1 de Famera i Biel | 3/8 10:30 4a jornada vs Japó, victòria 23-8, amb 5 gols de Sanahuja, 4 de Tahull, 2 de Famera i 1 de Perrone i Biel | 3/8 10:30 4a jornada vs Japó, victòria 23-8, amb 5 gols de Sanahuja, 4 de Tahull, 2 de Famera i 1 de Perrone i Biel | 5a jornada vs França, victòria 10-8, amb 3 gols de Sanahuja, 2 de Granados i 1 de Famera i Perrone | Quarts de final vs Croàcia, derrota 8-10 amb 2 gols de Granados i Sanahuja i 1 de Perrone | Classificació 5é-8é vs Itàlia, victòria 11-9 amb 3 gols de Granados i Perrone, 2 de Larumbe i 1 de Famera | Classificació 5é-8é vs Itàlia, victòria 11-9 amb 3 gols de Granados i Perrone, 2 de Larumbe i 1 de Famera | Classificació 5é-6é vs Grècia, derrota 13-15 amb 3 gols de Sanahuja, 2 de Larumbe i Perrone i 1 de Granados i Tahull, obtenen DIPLOMA OLÍMPIC |
| Waterpolo         | Masculí | Masculí                      | Àlvaro Granados      | 3 ors al mundial 2022, copa mundial 2023 i europeu 2024; 4 plates als Jocs Europeus 2015, europeus 2018 2020 i mundial 2019; 4 bronzes a la lliga mundial 2018, europeu 2022 i mundials 2023 2024 | 1a jornada vs Austràlia, victòria 9-5 amb 2 gols de Granados i Perrone i 1 de Larumbe i Tahull | 2a jornada vs Hongria, victòria 10-7, amb 2 gols de Granados i Larumbe i 1 gol de Sanahuja i Famera | 2a jornada vs Hongria, victòria 10-7, amb 2 gols de Granados i Larumbe i 1 gol de Sanahuja i Famera | 2a jornada vs Hongria, victòria 10-7, amb 2 gols de Granados i Larumbe i 1 gol de Sanahuja i Famera | 3a jornada vs Sèrbia, victòria 15-11, amb 4 gols de Granados, 3 de Perrone, 2 de Sanahuja i 1 de Famera i Biel | 3/8 10:30 4a jornada vs Japó, victòria 23-8, amb 5 gols de Sanahuja, 4 de Tahull, 2 de Famera i 1 de Perrone i Biel | 3/8 10:30 4a jornada vs Japó, victòria 23-8, amb 5 gols de Sanahuja, 4 de Tahull, 2 de Famera i 1 de Perrone i Biel | 5a jornada vs França, victòria 10-8, amb 3 gols de Sanahuja, 2 de Granados i 1 de Famera i Perrone | Quarts de final vs Croàcia, derrota 8-10 amb 2 gols de Granados i Sanahuja i 1 de Perrone | Classificació 5é-8é vs Itàlia, victòria 11-9 amb 3 gols de Granados i Perrone, 2 de Larumbe i 1 de Famera | Classificació 5é-8é vs Itàlia, victòria 11-9 amb 3 gols de Granados i Perrone, 2 de Larumbe i 1 de Famera | Classificació 5é-6é vs Grècia, derrota 13-15 amb 3 gols de Sanahuja, 2 de Larumbe i Perrone i 1 de Granados i Tahull, obtenen DIPLOMA OLÍMPIC |
| Waterpolo         | Masculí | Masculí                      | Marc Larumbe         | 3 ors al mundial 2022, copa mundial 2023 i europeu 2024; 3 bronzes a l'europeu 2022 i mundials 2023 2024 | 1a jornada vs Austràlia, victòria 9-5 amb 2 gols de Granados i Perrone i 1 de Larumbe i Tahull | 2a jornada vs Hongria, victòria 10-7, amb 2 gols de Granados i Larumbe i 1 gol de Sanahuja i Famera | 2a jornada vs Hongria, victòria 10-7, amb 2 gols de Granados i Larumbe i 1 gol de Sanahuja i Famera | 2a jornada vs Hongria, victòria 10-7, amb 2 gols de Granados i Larumbe i 1 gol de Sanahuja i Famera | 3a jornada vs Sèrbia, victòria 15-11, amb 4 gols de Granados, 3 de Perrone, 2 de Sanahuja i 1 de Famera i Biel | 3/8 10:30 4a jornada vs Japó, victòria 23-8, amb 5 gols de Sanahuja, 4 de Tahull, 2 de Famera i 1 de Perrone i Biel | 3/8 10:30 4a jornada vs Japó, victòria 23-8, amb 5 gols de Sanahuja, 4 de Tahull, 2 de Famera i 1 de Perrone i Biel | 5a jornada vs França, victòria 10-8, amb 3 gols de Sanahuja, 2 de Granados i 1 de Famera i Perrone | Quarts de final vs Croàcia, derrota 8-10 amb 2 gols de Granados i Sanahuja i 1 de Perrone | Classificació 5é-8é vs Itàlia, victòria 11-9 amb 3 gols de Granados i Perrone, 2 de Larumbe i 1 de Famera | Classificació 5é-8é vs Itàlia, victòria 11-9 amb 3 gols de Granados i Perrone, 2 de Larumbe i 1 de Famera | Classificació 5é-6é vs Grècia, derrota 13-15 amb 3 gols de Sanahuja, 2 de Larumbe i Perrone i 1 de Granados i Tahull, obtenen DIPLOMA OLÍMPIC |
| Waterpolo         | Masculí | Masculí                      | Felipe Perrone       | Or al mundial 2022; 3 plates a la lliga mundial 2006, mundial 2009 i 2019; 3 bronzes a l'europeu i la copa mundial 2006, mundial 2007 | 1a jornada vs Austràlia, victòria 9-5 amb 2 gols de Granados i Perrone i 1 de Larumbe i Tahull | 2a jornada vs Hongria, victòria 10-7, amb 2 gols de Granados i Larumbe i 1 gol de Sanahuja i Famera | 2a jornada vs Hongria, victòria 10-7, amb 2 gols de Granados i Larumbe i 1 gol de Sanahuja i Famera | 2a jornada vs Hongria, victòria 10-7, amb 2 gols de Granados i Larumbe i 1 gol de Sanahuja i Famera | 3a jornada vs Sèrbia, victòria 15-11, amb 4 gols de Granados, 3 de Perrone, 2 de Sanahuja i 1 de Famera i Biel | 3/8 10:30 4a jornada vs Japó, victòria 23-8, amb 5 gols de Sanahuja, 4 de Tahull, 2 de Famera i 1 de Perrone i Biel | 3/8 10:30 4a jornada vs Japó, victòria 23-8, amb 5 gols de Sanahuja, 4 de Tahull, 2 de Famera i 1 de Perrone i Biel | 5a jornada vs França, victòria 10-8, amb 3 gols de Sanahuja, 2 de Granados i 1 de Famera i Perrone | Quarts de final vs Croàcia, derrota 8-10 amb 2 gols de Granados i Sanahuja i 1 de Perrone | Classificació 5é-8é vs Itàlia, victòria 11-9 amb 3 gols de Granados i Perrone, 2 de Larumbe i 1 de Famera | Classificació 5é-8é vs Itàlia, victòria 11-9 amb 3 gols de Granados i Perrone, 2 de Larumbe i 1 de Famera | Classificació 5é-6é vs Grècia, derrota 13-15 amb 3 gols de Sanahuja, 2 de Larumbe i Perrone i 1 de Granados i Tahull, obtenen DIPLOMA OLÍMPIC |
| Waterpolo         | Masculí | Masculí                      | Bernat Sanahuja      | 3 ors al mundial 2022, copa mundial 2023 i europeu 2024; 3 bronzes a l'europeu 2022 i mundials 2023 2024 | 1a jornada vs Austràlia, victòria 9-5 amb 2 gols de Granados i Perrone i 1 de Larumbe i Tahull | 2a jornada vs Hongria, victòria 10-7, amb 2 gols de Granados i Larumbe i 1 gol de Sanahuja i Famera | 2a jornada vs Hongria, victòria 10-7, amb 2 gols de Granados i Larumbe i 1 gol de Sanahuja i Famera | 2a jornada vs Hongria, victòria 10-7, amb 2 gols de Granados i Larumbe i 1 gol de Sanahuja i Famera | 3a jornada vs Sèrbia, victòria 15-11, amb 4 gols de Granados, 3 de Perrone, 2 de Sanahuja i 1 de Famera i Biel | 3/8 10:30 4a jornada vs Japó, victòria 23-8, amb 5 gols de Sanahuja, 4 de Tahull, 2 de Famera i 1 de Perrone i Biel | 3/8 10:30 4a jornada vs Japó, victòria 23-8, amb 5 gols de Sanahuja, 4 de Tahull, 2 de Famera i 1 de Perrone i Biel | 5a jornada vs França, victòria 10-8, amb 3 gols de Sanahuja, 2 de Granados i 1 de Famera i Perrone | Quarts de final vs Croàcia, derrota 8-10 amb 2 gols de Granados i Sanahuja i 1 de Perrone | Classificació 5é-8é vs Itàlia, victòria 11-9 amb 3 gols de Granados i Perrone, 2 de Larumbe i 1 de Famera | Classificació 5é-8é vs Itàlia, victòria 11-9 amb 3 gols de Granados i Perrone, 2 de Larumbe i 1 de Famera | Classificació 5é-6é vs Grècia, derrota 13-15 amb 3 gols de Sanahuja, 2 de Larumbe i Perrone i 1 de Granados i Tahull, obtenen DIPLOMA OLÍMPIC |
| Waterpolo         | Masculí | Masculí                      | Roger Tahull         | 3 ors al mundial 2022, copa mundial 2023 i europeu 2024; 2 plates als europeus 2018 2020; 4 bronzes a la lliga mundial 2018, europeu 2022 i mundials 2023 2024 | 1a jornada vs Austràlia, victòria 9-5 amb 2 gols de Granados i Perrone i 1 de Larumbe i Tahull | 2a jornada vs Hongria, victòria 10-7, amb 2 gols de Granados i Larumbe i 1 gol de Sanahuja i Famera | 2a jornada vs Hongria, victòria 10-7, amb 2 gols de Granados i Larumbe i 1 gol de Sanahuja i Famera | 2a jornada vs Hongria, victòria 10-7, amb 2 gols de Granados i Larumbe i 1 gol de Sanahuja i Famera | 3a jornada vs Sèrbia, victòria 15-11, amb 4 gols de Granados, 3 de Perrone, 2 de Sanahuja i 1 de Famera i Biel | 3/8 10:30 4a jornada vs Japó, victòria 23-8, amb 5 gols de Sanahuja, 4 de Tahull, 2 de Famera i 1 de Perrone i Biel | 3/8 10:30 4a jornada vs Japó, victòria 23-8, amb 5 gols de Sanahuja, 4 de Tahull, 2 de Famera i 1 de Perrone i Biel | 5a jornada vs França, victòria 10-8, amb 3 gols de Sanahuja, 2 de Granados i 1 de Famera i Perrone | Quarts de final vs Croàcia, derrota 8-10 amb 2 gols de Granados i Sanahuja i 1 de Perrone | Classificació 5é-8é vs Itàlia, victòria 11-9 amb 3 gols de Granados i Perrone, 2 de Larumbe i 1 de Famera | Classificació 5é-8é vs Itàlia, victòria 11-9 amb 3 gols de Granados i Perrone, 2 de Larumbe i 1 de Famera | Classificació 5é-6é vs Grècia, derrota 13-15 amb 3 gols de Sanahuja, 2 de Larumbe i Perrone i 1 de Granados i Tahull, obtenen DIPLOMA OLÍMPIC |

### Medallistes de l'àmbit catalanoparlant
Els esportistes dels Països Catalans que van competir als Jocs Olímpics de París 2024 van ser 162, dels quals 101 de Catalunya, 25 del País Valencià, 21 de les Illes Balears, 12 de la Catalunya del Nord i 2 d'Andorra. Van aconseguir un total de 12 medalles, 4 d'or, 2 de plata i 6 de bronze.
La primera medalla, i medalla d'or, la va aconseguir el jugador de la USAP, Théo Forner, competint amb l'equip francès, que va imposar-se a la final de Rugbi a 7 davant de Fiji. Tanmateix, no va poder disputar la final degut a una greu lesió als lligaments encreuats del genoll esquerre en la fase d'eliminatòries.
Florian Trittel va guanyar la medalla d'or en vela classe 49er competint amb l'equip espanyol, formant parella amb el càntabre Diego Botín. La cursa es va celebrar a Marsella, on van dominar en unes condicions complicades pels 35 graus de temperatura. Les altres dues medalles foren per equips també del combinat espanyol, el de futbol masculí i el waterpolo femení.

## Controvèrsies i incidents

### Participació d'esportistes de Rússia i Belarús
Des del 2017, Rússia ha estat exclosa dels Jocs Olímpics per un cas massiu de dopatge, permetent només que els seus esportistes competeixin sota banderes neutrals. Aquesta situació es va complicar encara més arran de la invasió russa d'Ucraïna de 2022. El Comitè Olímpic Internacional (COI) va prohibir la presència de funcionaris i símbols russos i bielorussos en esdeveniments esportius, oferint als atletes la possibilitat de competir sota bandera neutral. Aquesta decisió va provocar la protesta d'una trentena de països, començant per la mateixa Ucraïna i d'Estònia. En canvi, el director dels Jocs de París, Tony Estanguet, va mostrar suport a aquesta decisió, destacant la importància del caràcter universal dels Jocs Olímpics.
Malgrat les tensions, Ucraïna va autoritzar els seus atletes a competir amb russos i bielorussos sota bandera neutral el juliol de 2023. Però el COI va suspendre el Comitè Olímpic Rus (COR) a l'octubre per la inclusió de regions ucraïneses annexades, però va mantenir la possibilitat que esportistes d'aquests països participessin en els Jocs de 2024 i 2026 sota bandera neutral. Finalment, el desembre de 2023, el COI va autoritzar la participació d'atletes russos i bielorussos amb certes restriccions, com no tenir vincles amb l'exèrcit ni haver donat suport actiu a la invasió. Tot i així, la Federació Internacional d'Atletisme va continuar excloent-los de les proves atlètiques.

### Participació d'esportistes israelians
Nombroses organitzacions no governamentals, grups polítics com Diem25 i individus van demanar l'exclusió dels atletes d'Israel a causa de les que consideren que eren massacres perpetrades per aquest país contra la població civil durant la seva invasió de Gaza i al «règim d'apartheid» al qual sotmet als palestins en els territoris ocupats, segons van argumentar. També consideren inacceptable que les tropes israelianes haguessin destruït l'oficina del Comitè Olímpic de Palestina a Gaza i matat a l'entrenador de l'equip olímpic palestí de futbol. Una petició llançada per Avaaz l'1 de juliol de 2024 va recollir més de mig milió de signatures en pocs dies. La Facultat de Ciències de l’Activitat Física i l’Esport de la Universitat de València també va demanar l'exclusió d'Israel. Per la seva banda, el COI no va atendre les peticions perquè va considerar que no era un cas equivalent al rus, on el seu comitè olímpic s'havia apropiat d'atletes de les zones ucraïneses ocupades, mentre que els comitès palestí i israelià coexistien «pacíficament».
En la cerimònia d'inauguració, la delegació israeliana va ser esbroncada per gran part del públic al llarg del riu Sena. També va ser xiulat l'himne israelià en el primer partit del seu equip de futbol. En tots dos casos, la televisió francesa va silenciar els micròfons per a evitar que la protesta transcendís.

### Sabotatges a les línies de trens d'alta velocitat
Just abans de la inauguració dels Jocs Olímpics de París, el 26 de juliol, hi va haver un sabotatge a les línies de tren d’alta velocitat (TGV) a França. Aquest sabotatge va ser ben planificat i va afectar tres dels quatre eixos principals del TGV que surten de París: el del nord, l’est i l’atlàntic. Els autors del sabotatge van demostrar un coneixement profund de la xarxa ferroviària, atacant punts neuràlgics per bloquejar centenars de milers de persones. El govern francès va obrir una investigació per esbrinar els responsables, i una de les hipòtesis que van barallar va ser que podria ser obra d’un grup d’ultraesquerra. Aquest incident va causar grans pertorbacions en el transport, afectant només les primeres hores 250.000 persones.

### Sanció a Canadà per espionatge amb drons
La selecció femenina de futbol del Canadà ha ser sancionada el 27 de juliol amb sis punts menys i una multa de 200.000 francs suïssos per espionatge amb drons a la selecció de Nova Zelanda durant els entrenaments previs als Jocs Olímpics de París 2024. La FIFA també ha inhabilitat la seleccionadora Beverly Priestman i dos membres del cos tècnic durant un any. El Canadà, que defensava l'or aconseguit a Tòquio, va guanyar el seu primer partit contra Nova Zelanda, però va haver de començar el següent amb -3 punts, complicant la seva classificació per a quarts de final.

### Incidències amb la mala qualitat de l'aigua del riu Sena
Malgrat que la partida pressupostària més gran dels Jocs va ser la millora de la qualitat de l'aigua del riu Sena, en què l'organització hi va invertir més de 1.400 milions d'euros des del 2016 amb la millora de la xarxa de clavegueram i la construcció d'un dipòsit d'aigües residuals de 50.000 m3, no es va poder evitar que generés problemes. Les pluges intenses el dia previ a la inauguració van provocar el desbordament de les clavegueres, contaminant l’aigua del riu amb bacteris fecals com E. coli i enterococs. Els entrenaments de triatló es van suspendre durant dos dies consecutius a causa de la mala qualitat de l’aigua, mentre que la competició es va ajornar un dia, passant de dimarts a dimecres. Les proves de natació en aigües obertes, com la marató de natació de 10 km tant masculina com femenina, es van veure amenaçades, però finalment es van poder celebrar després de realitzar diverses proves de qualitat de l’aigua. Diversos triatletes van emmalaltir després de competir en el riu Sena. Altres atletes de natació en aigües obertes de Bèlgica, Suïssa, Suècia i Noruega van patir infeccions gastrointestinals després de les seves proves.